# Crossover (samochód)

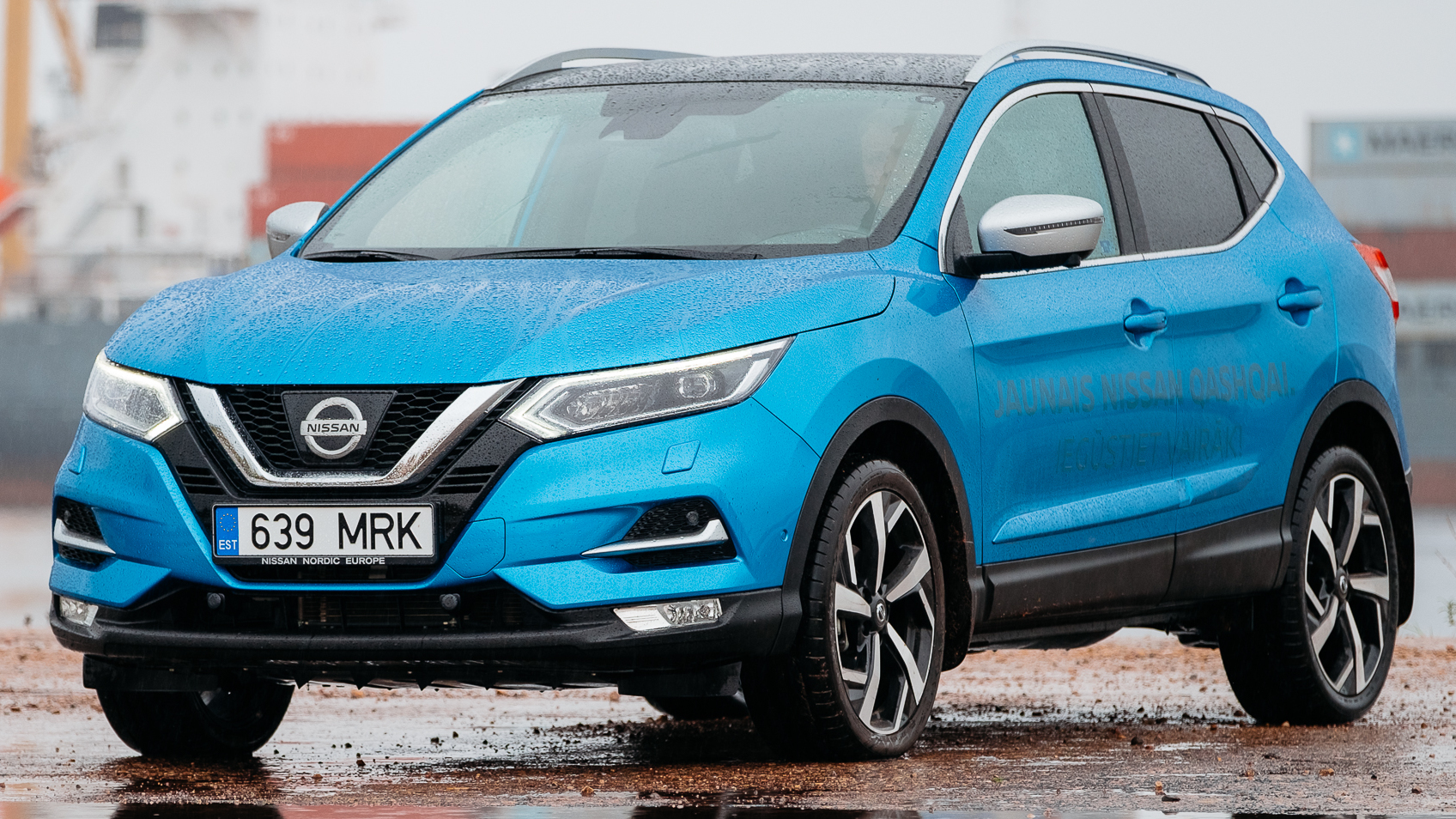
Nissan Qashqai, najlepiej sprzedający się crossover na świecie w 2021 roku

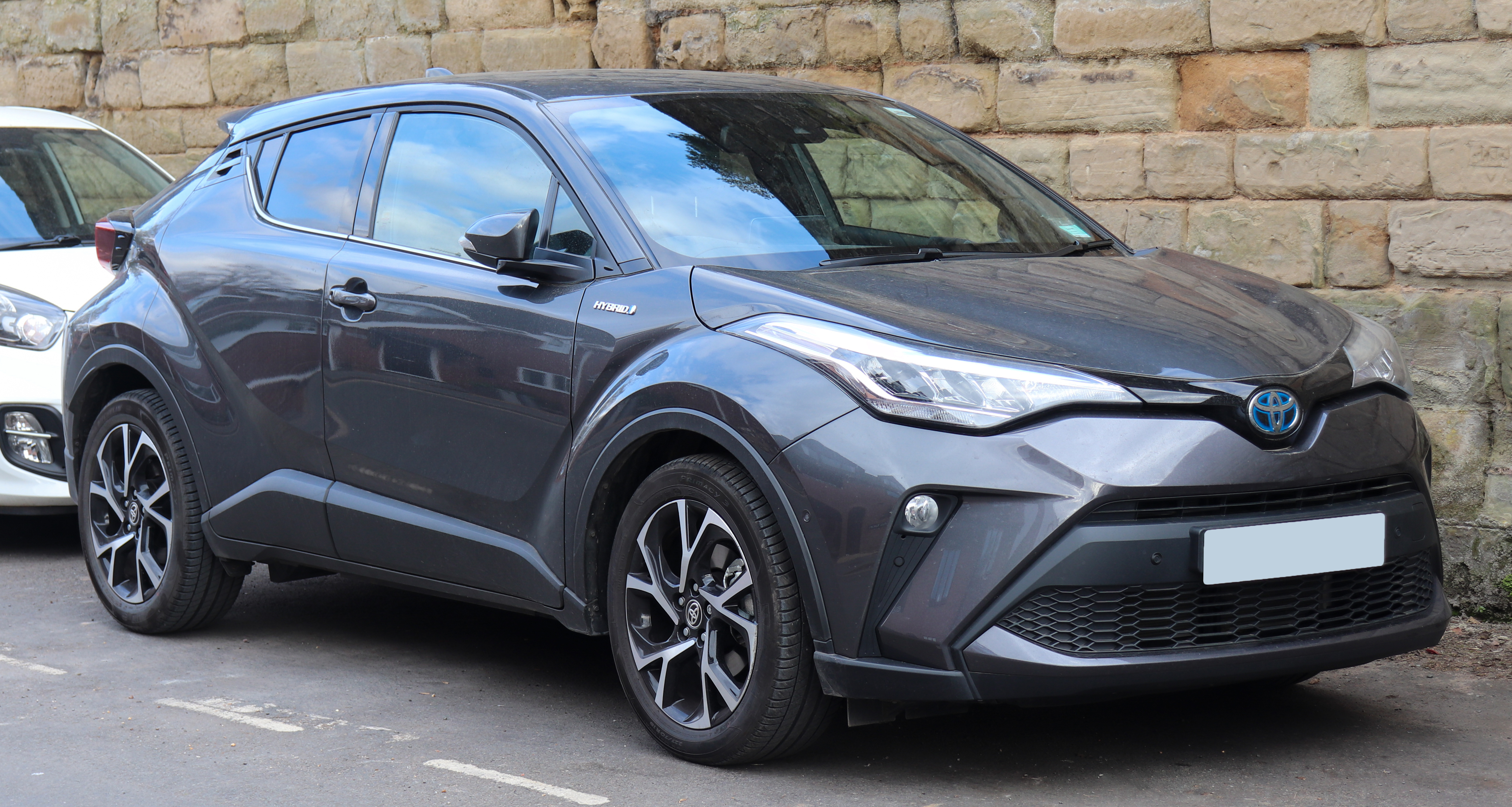
Toyota C-HR, najlepiej sprzedający się crossover w Polsce w 2021 roku

Crossover – rodzaj samochodu osobowego, łączącego elementy różnych rodzajów nadwozia z cechami stylistycznymi SUV-ów. To, co je od nich odróżnia, to jedynie nieznacznie podwyższony prześwit, znacznie rzadziej występujący napęd AWD i brak występowania konstrukcji bazujących na ramie. W ten sposób, crossovery to pośredni typ samochodu pomiędzy klasycznymi konstrukcjami osobowymi a masywniejszymi, cięższymi i bardziej bojowo wyglądającymi SUV-ami, wyróżniając się głównie podwyższoną pozycją za kierownicą.
Choć pierwsze konstrukcje trafiły na rynek już w drugiej połowie XX wieku, to intensywny wzrost popularności crossoverów na świecie przypadł znacznie później – na przełom pierwszej i drugiej dekady XXI wieku. Ich specyfika zdobyła tak duże zainteresowaniem, że z początkiej trzeciej dekady kolejni producenci decydują się albo zastępować tracące na popularności tradycyjne samochody osobowe crossoverami, albo nadają im ich cechy wyglądu. Crossovery mogą mieć różną wielkość – najpopularniejsze i najliczniej oferowane przez procuentów są spośród nich te o miejskich wymiarach.

## Etymologia

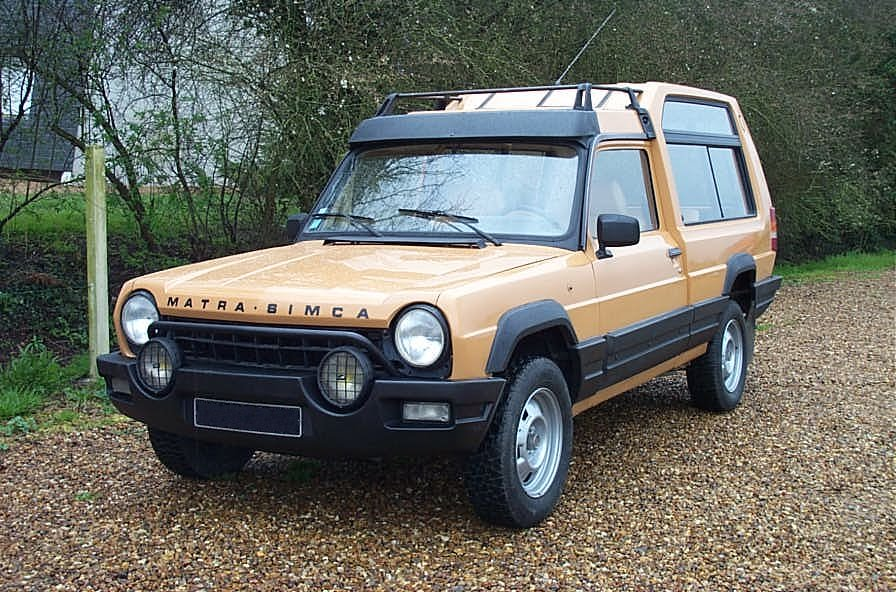
Matra-Simca Rancho

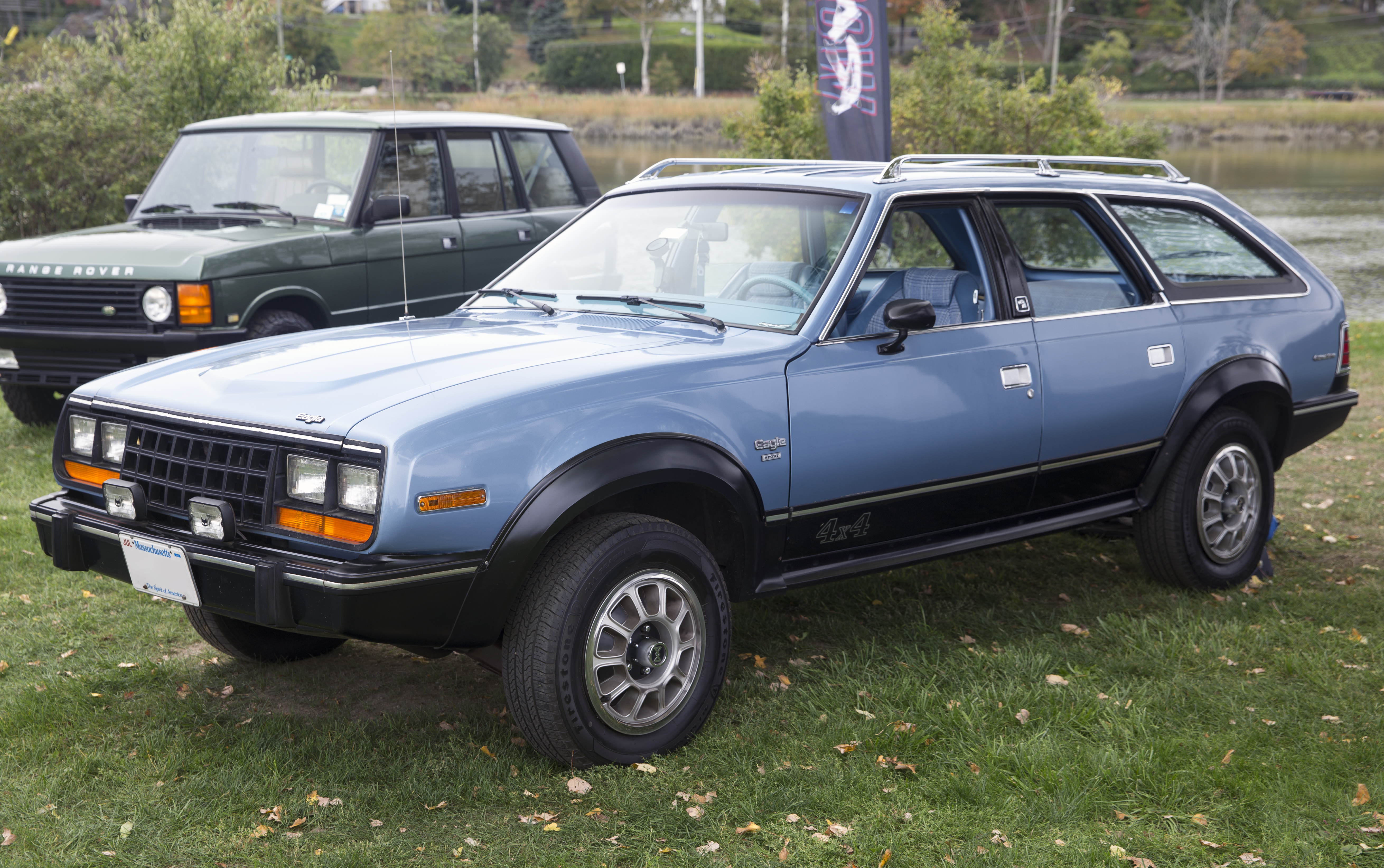
AMC Eagle

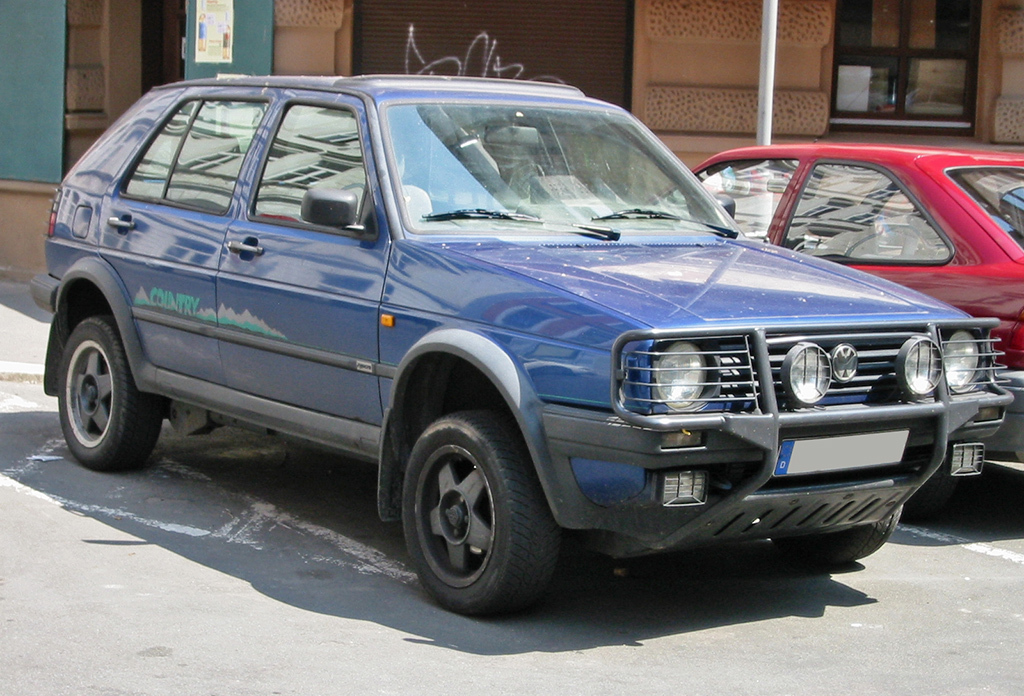
Volkswagen Golf Country

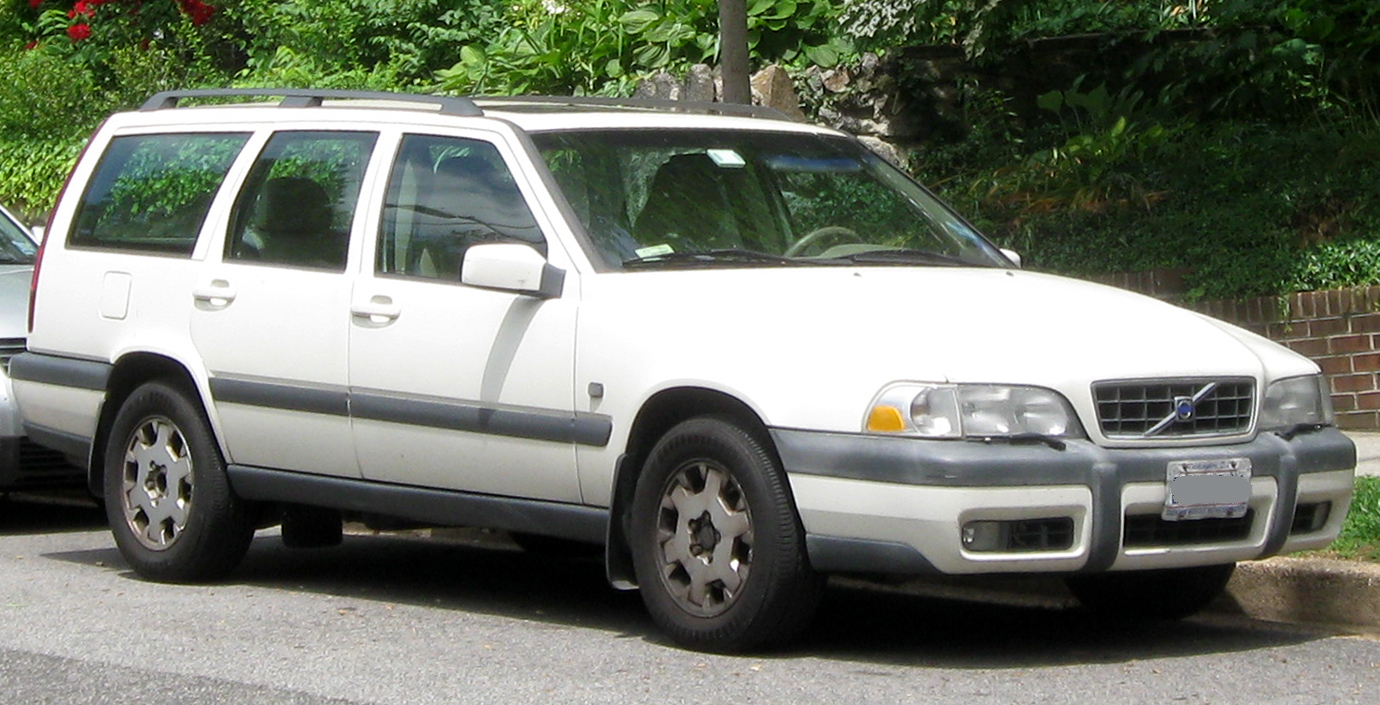
Volvo V70 Cross Country

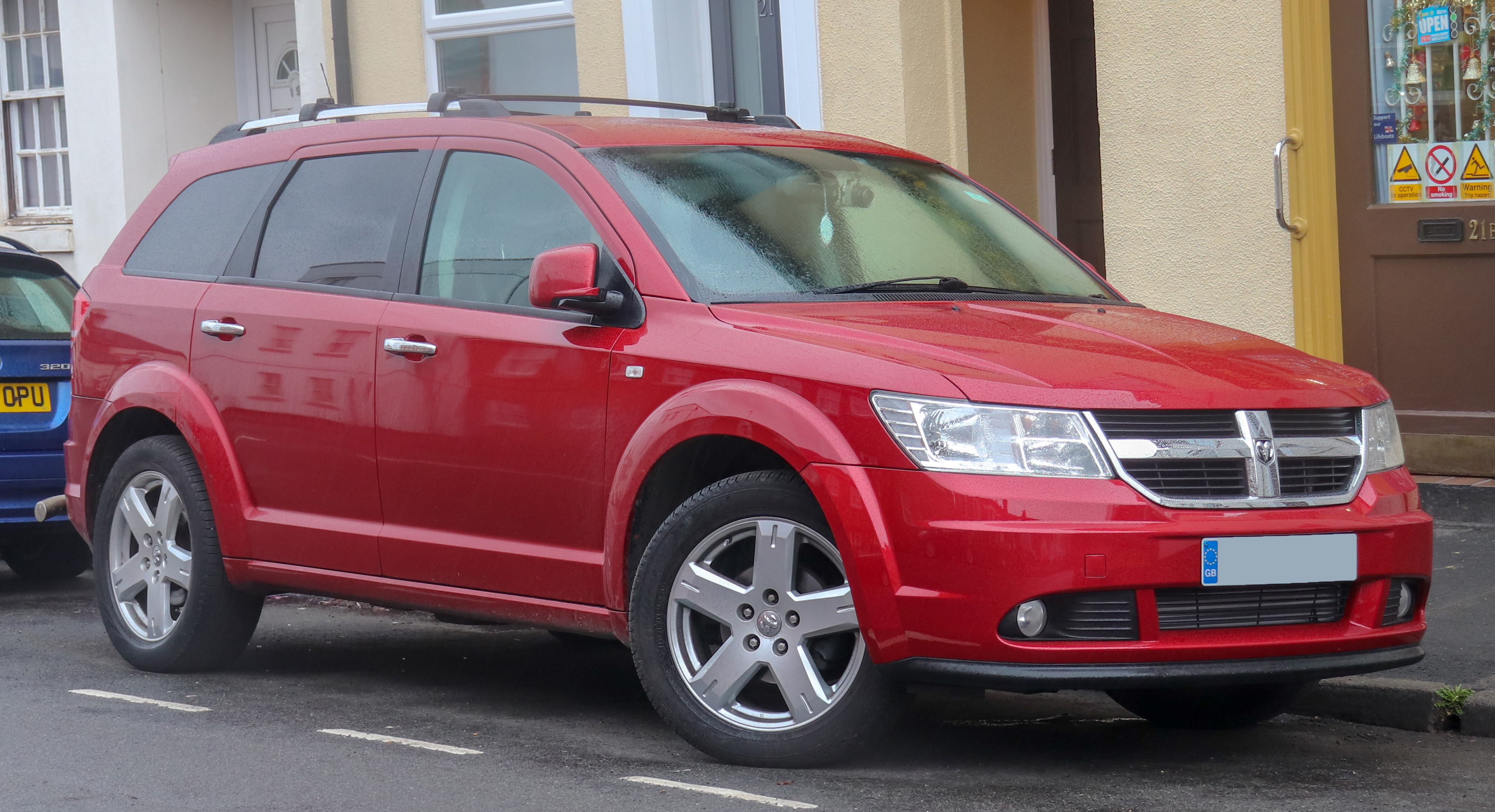
Dodge Journey

Słowo crossover pochodzi z języka angielskiego i podobnie jak w innych dziedzinach, gdzie jest ono stosowane, odnosi się ono do zjawiska krzyżowania się sobą różnych cech. Stosowanie tego terminu rozpoczęto praktykować z dużym opóźnieniem wobec pojawiania się na rynku pierwszych crossoverów – początkowo zarówno producenci, jak i prasa uciekali się do bardziej opisowych określeń jako „podwyższone”, „z napędem 4×4" oraz „z właściwościami terenowymi”. Słowo crossover, akcentujące stopniowe wyodrębnianie się tego typu samochodów, upowszechniło się z początkiem XXI wieku.
W Ameryce Północnej popularnym synonimem wyrażenia crossover stosowanym z nim naprzemiennie jest skrótowiec CUV oznaczający crossover utility vehicle, nawiązujący to rozwinięcia skrótu pokrewnego typu samochodów SUV. Niekiedy stosowana jest też zbitka crossover SUV. W Polsce tymczasem słowo crossover zostało zaadaptowane w oryginalnej postaci, z drugą dekadą XXI wieku ulegając upowszechnieniu i powszechnie pojawiając się m.in. w mediach motoryzacyjnych, a także zyskując swoją definicję w encyklopedii PWN.

## Historia

### Początki
Istnienie samochodów osobowych o silnym udziale cech konstrukcyjno-wizualnych nawiązujących do pojazdów typu SUV rozpoczęło się z końcem lat 70. XX wieku, kiedy to zadebiutowały dwie niepowiązane ze sobą pionierskie konstrukcje. W 1977 roku zaprezentowano model Matra-Simca Rancho, która łączyła cechy dużego, 3-drzwiowego kombi z elementami samochodu z właściwościami terenowymi – i dziś to ona określana jest jako pierwszy w historii samochód typu crossover. Choć podobną rolę przypisuje się amerykańskiemu modelowi AMC Eagle, to jednak koncern American Motors przedstawił swój przełomowy model dwa lata po francuskim Rancho. To, czym wyróżniało się Eagle, to rozbudowana gama nadwoziowa składająca się z 5 różnych wersji, a także charakter bliższy samochodowi osobowemu – pomimo wyraźnie podwyższonego prześwitu i elementów stylistycznych w stylu samochodów SUV.
Kolejną ważną konstrukcją, która miała kluczowy wpływ na kształtowanie się klasy crossoverów, był Volkswagen Golf Country zaprezentowany przez niemiecką firmę w 1990 roku. Będący zmodyfikowanym samochodem osobowym o cechach nawiązujących do SUV-ów, był zarazem prekursorem dla trendu oferowania „uterenowionych” wersji samochodów na masową skalę w XXI wieku, w czym aktywny udział wziął także sam Volkswagen. Znacznie większą popularność zdobyły wariacje na temat dużych rodzinnych kombi i samochodów na bezdroża, które w 1994 roku przedstawiło Subaru (Outback) i w 1997 roku w odpowiedzi na to Volvo z modelem V70 Cross Country.

### Popularyzacja
Przełomowym okresem dla dziejów crossoverów był przełom XX i XXI wieku, kiedy to eksperymentowania z łączeniem koncepcji minivana i SUVa podjął się Nissan z modelem R’nessa wewnętrzny rynek i Honda z globalanym HR-V, a także Pontiac z kontrowersyjnym Aztekiem. Amerykańska konstrukcja, choć nie odniosła sukcesu rynkowego, była pierwszym współczesnym modelem torującym drogę do rosnącej liczby dużych rodzinnych samochodów o podobnej koncepcji. W kolejnych latach pierwszej dekady XXI wieku podobne konstrukcje przedstawili bowiem m.in. Chrysler, Dodge, Honda, Mercedes-Benz, Toyota czy Subaru, dla których głównym rynkiem zbytu były Stany Zjednoczone.
W międzyczasie, za zasługą mariażu Suzuki z Fiatem, a także Nissana, Kii i Toyoty, w połowie pierwszej dekady XXI wieku w Europie klasa crossoverów zaczęła się popularyzować za zasługą mniejszych, subkompaktowych i kompaktowych konstrukcji. W czasie, gdy zaprezentowana modele Toyota Urban Cruiser, Fiat Sedici i Suzuki SX4 i Kia Soul nie zdobyły przełomowej popularności, tak model Nissan Qashqai odniósł przełomowy sukces. To właśnie japoński kompaktowy crossover odwrócił trendy w stronę tego typu konstrukcji, które w drugiej dekadzie XXI wieku zaczęły na masową skalę zasilać kolejne oferty producentów zarówno japońskich, jak i europejskich oraz południowokoreańskich. Z myślą o lokalnych potrzebach rynkowych na produkcję crossoverów w tym okresie zdecydowały się także firmy chińskie, a nawet indyjskie (Tata Motors i Mahindra) oraz rosyjskie (Łada).

## Crossovery według wielkości

### Miejskie
Najmniejszy pod względem wymiarów typ crossoverów jest stosunkowo niszowy, reprezentowany głównie przez marki azjatyckie z myślą o rynkach rozwijających się, na czele z takimi regionami jak Indie. Istotną rolę w rozwoju tej klasy odegrało Suzuki z modelem Ignis, powstałym w dotąd trzech generacjach. Do tego segmentu próbował wkroczyć także europejski Volkswagen, który w 2012 roku zaprezentował prototyp Taigun, jednak w ostatecznie w 2016 roku ogłosił porzucenie takiego pomysłu. Koncepcja mikrocrossovera odniosła z kolei duży rynkowy sukces w wykonaniu Renault, które od 2015 do 2021 roku w samych Indiach sprzedało ponad 400 tysięcy sztuk modelu Renault Kwid, by w 2021 roku rozpocząć jego sprzedaż także w Europie jako Dacia Spring z napędem elektrycznym. W tym samym roku, w odpowiedzi na malejącą sprzedaż tradycyjnych samochodów segmentu A, japońska Toyota z myślą o rynku europejskim zdecydowała się uczynić kolejną generację Aygo mikrocrossoverem Aygo X.

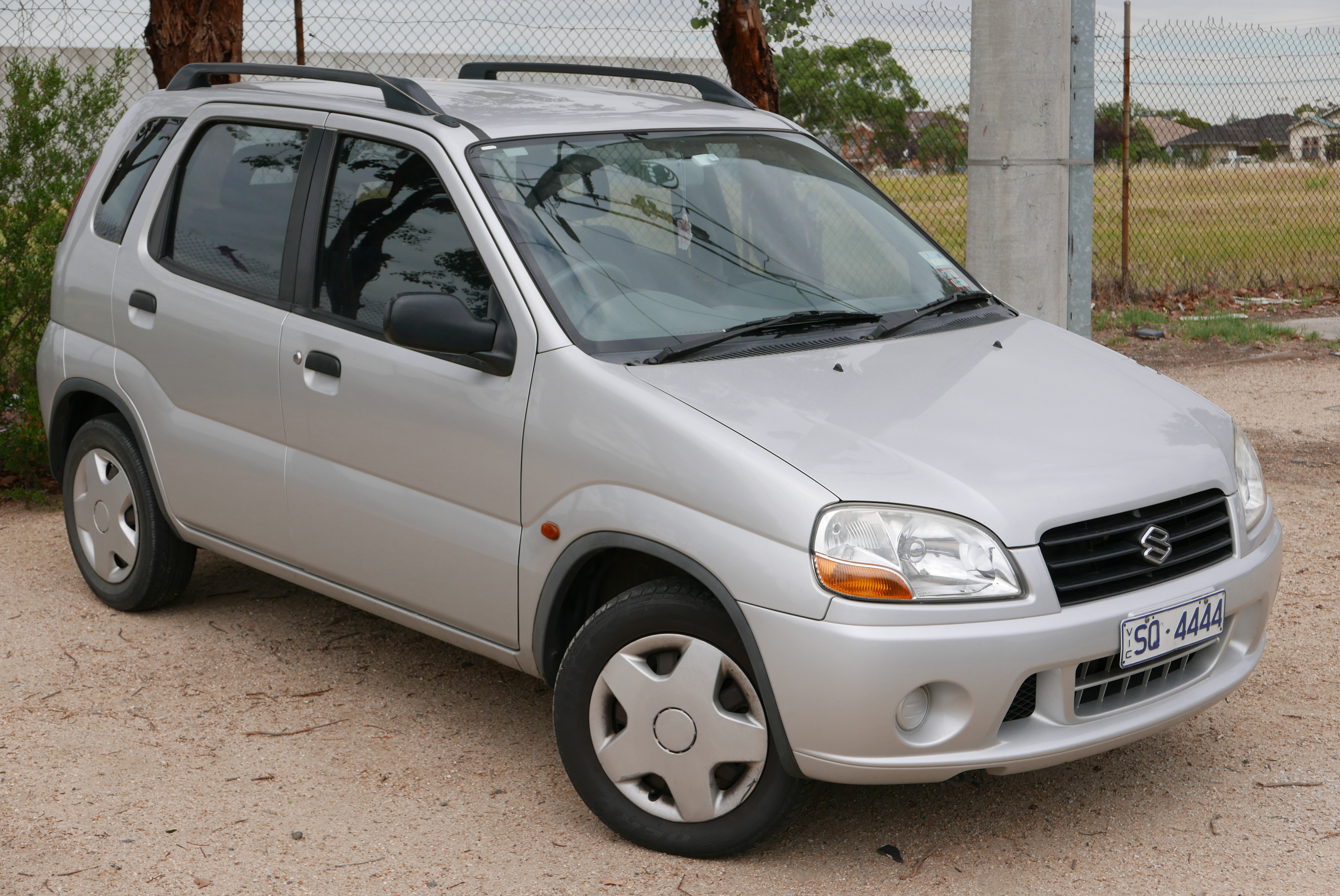
Suzuki Ignis
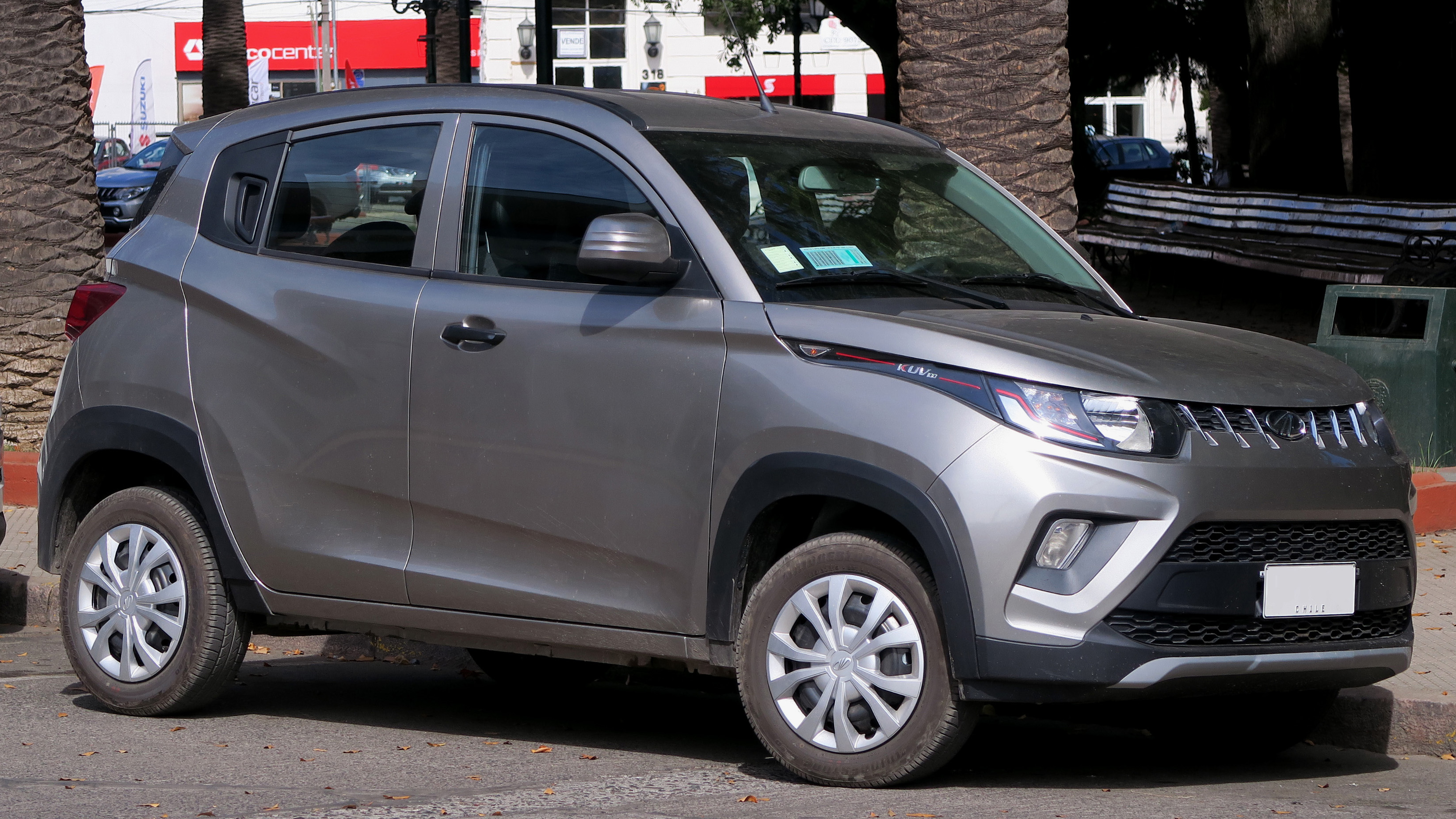
Mahindra KUV100
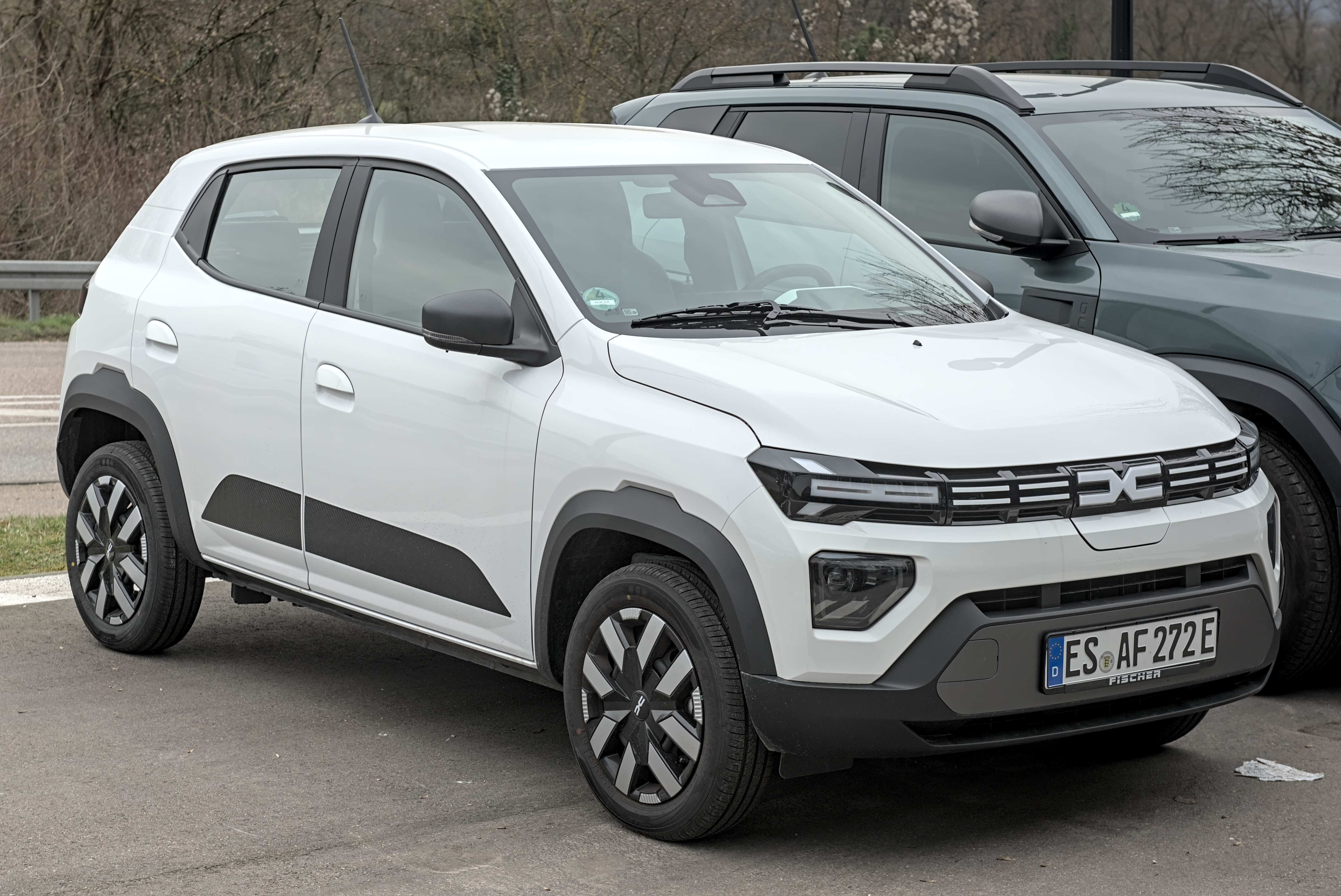
Dacia Spring
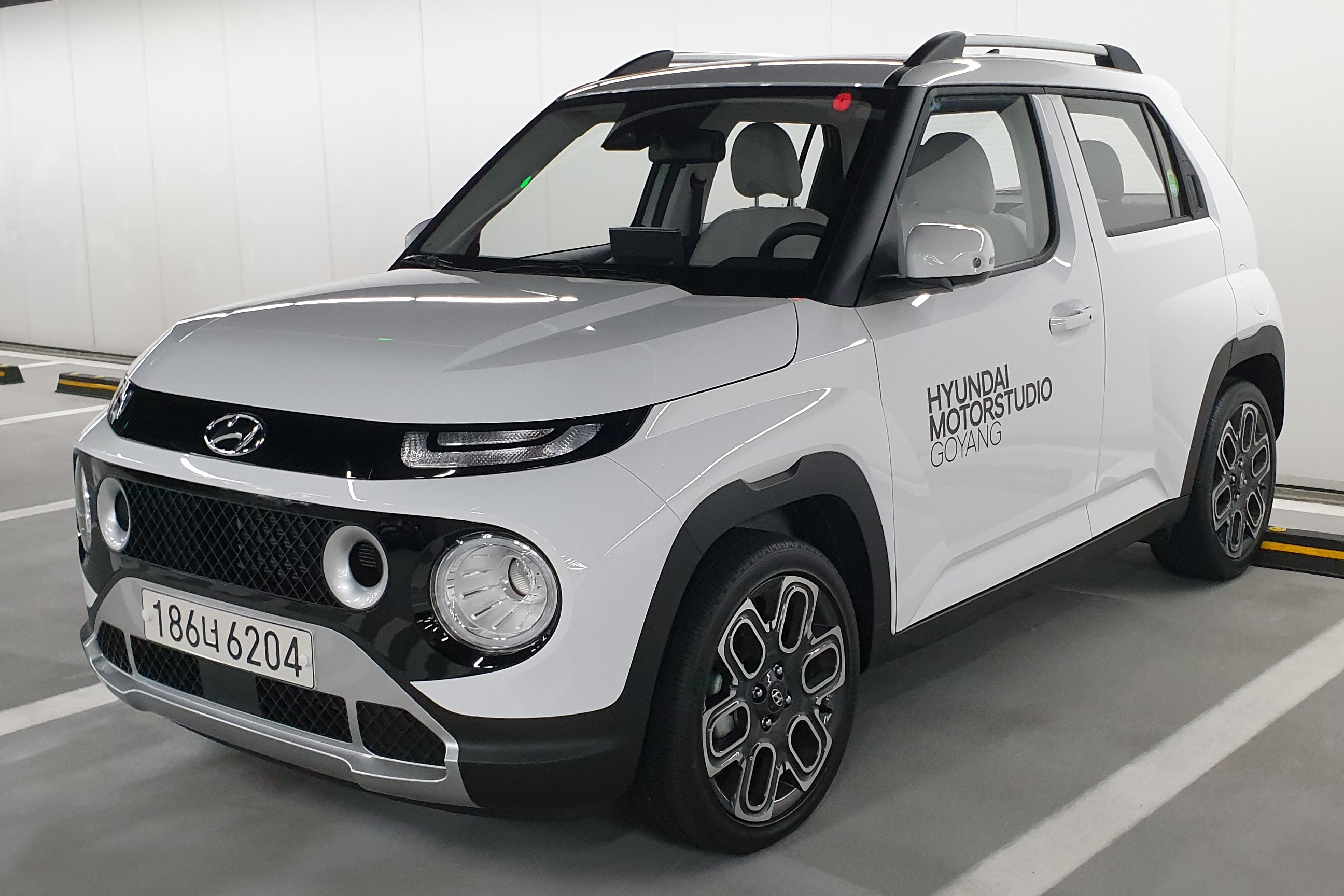
Hyundai Casper

### Subkompaktowe
Prekursorskim modelem dla klasy subkompaktowych crossoverów była Honda HR-V zaprezentowana w 1998 roku, której koncepcja nie zdobyła wówczas popularności i zniechęciła japońską firmę do kontynuacji tej linii modelowej. Kolejnym podejściem do koncepcji małego crossovera był przedstawiony w 2005 roku rezultat włosko-japońskiej kooperacji: modele Fiat Sedici oraz Suzuki SX4, które odniosły większą popularność, na czele z modelem Suzuki. Trendu tego nie utrzymała Toyota, która za pośrednictwem relatywnie drogich modeli Scion xD i europejskiej wersji o nazwie Urban Cruiser, nie zdobyła popularności w klasie subkompaktowych crossoverów.
Przełomem w historii tej klasy samochodów była przedstawiona w 2008 roku Kia Soul, która przy wprawdzie umiarkowanej popularności w Europie okazała się bestsellerem w Stanach Zjednoczonych z ponad 100-tysięczną roczną sprzedażą po 2011 roku. Subkompaktowe crossovery na masową skalę zyskały sympatię nabywców w Europie po 2010 roku, kiedy to zadebiutował kolejny ważny model dla historii tej klasy – Nissan Juke. Rok po debiucie samochód znalazł ponad 100 tysięcy nabywców, kształtując trend, który skłonił rywali do opracowania konkurencyjnych konstrukcji. Po 2013 roku po premierze takich modeli, jak Opel Mokka, Peugeot 2008, czy Renault Captur, można zaobserwować systematyczny wzrost zarówno popularności, jak i podaży ze strony producentów małych crossoverów. Niektórzy z nich decydują się na oferowanie więcej niż jednego modelu tej klasy w gamie – jak Opel czy Volkswagen. Miejskie crossovery łączą cechy głównie hatchbacków i SUV-ów, a przez swoją formę użytkową wyparły z gam producentów miejskie kombi.

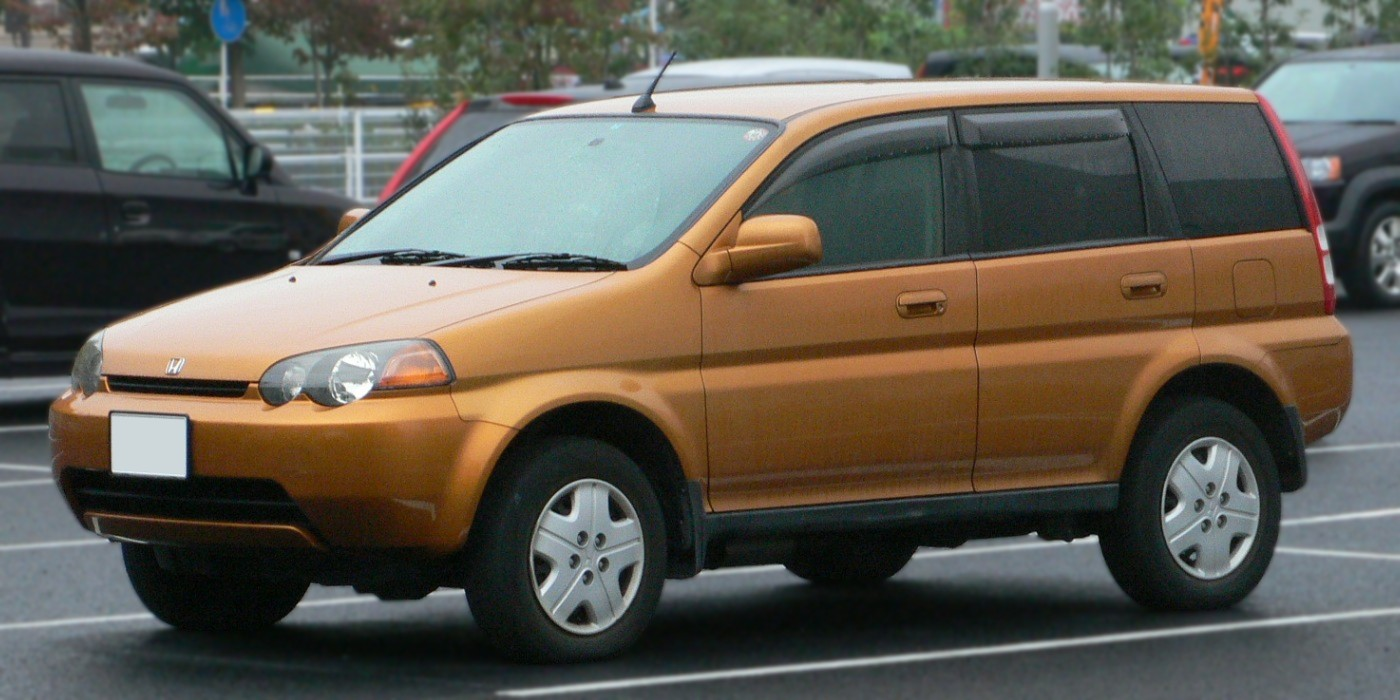
Honda HR-V
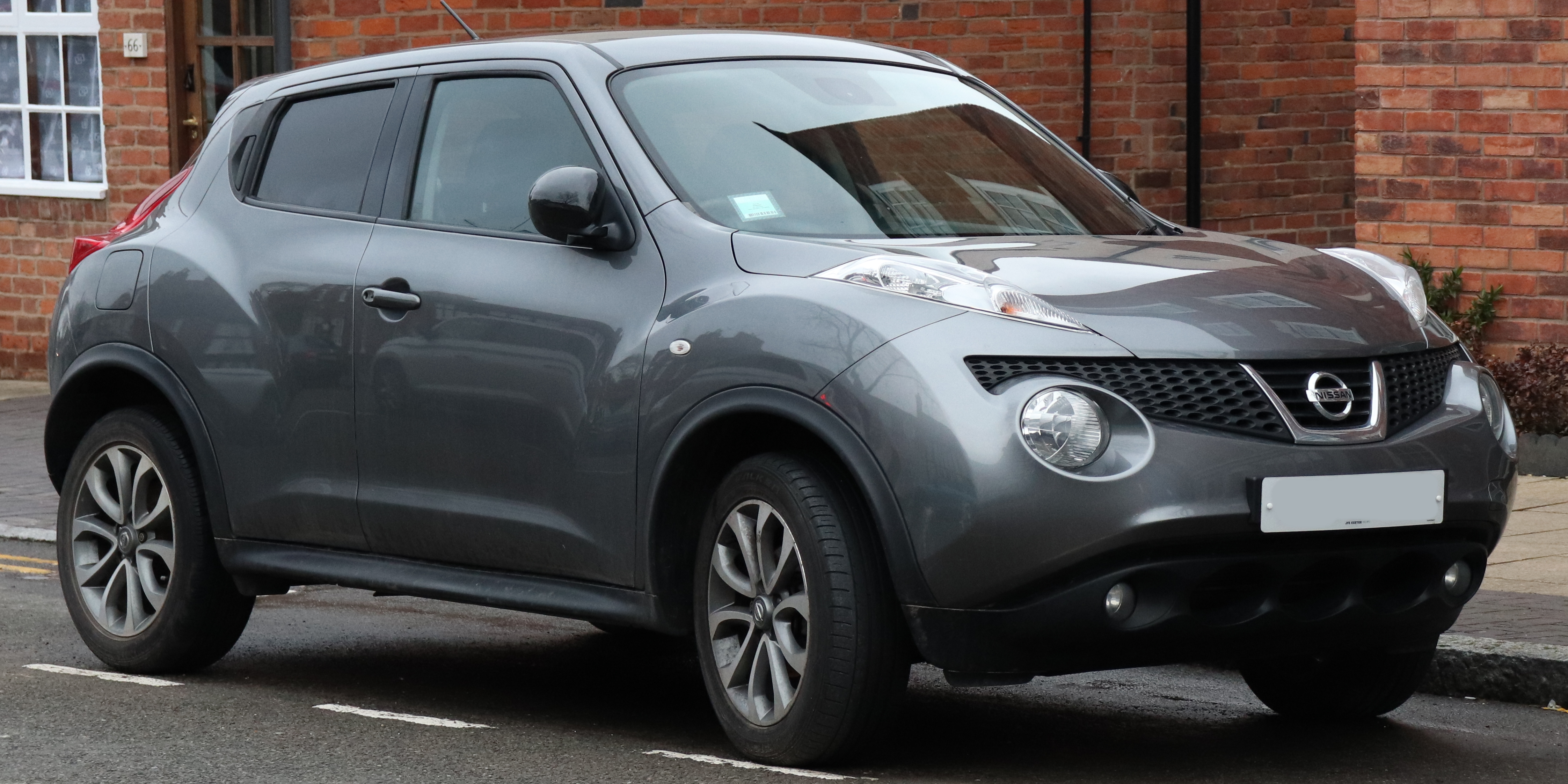
Nissan Juke
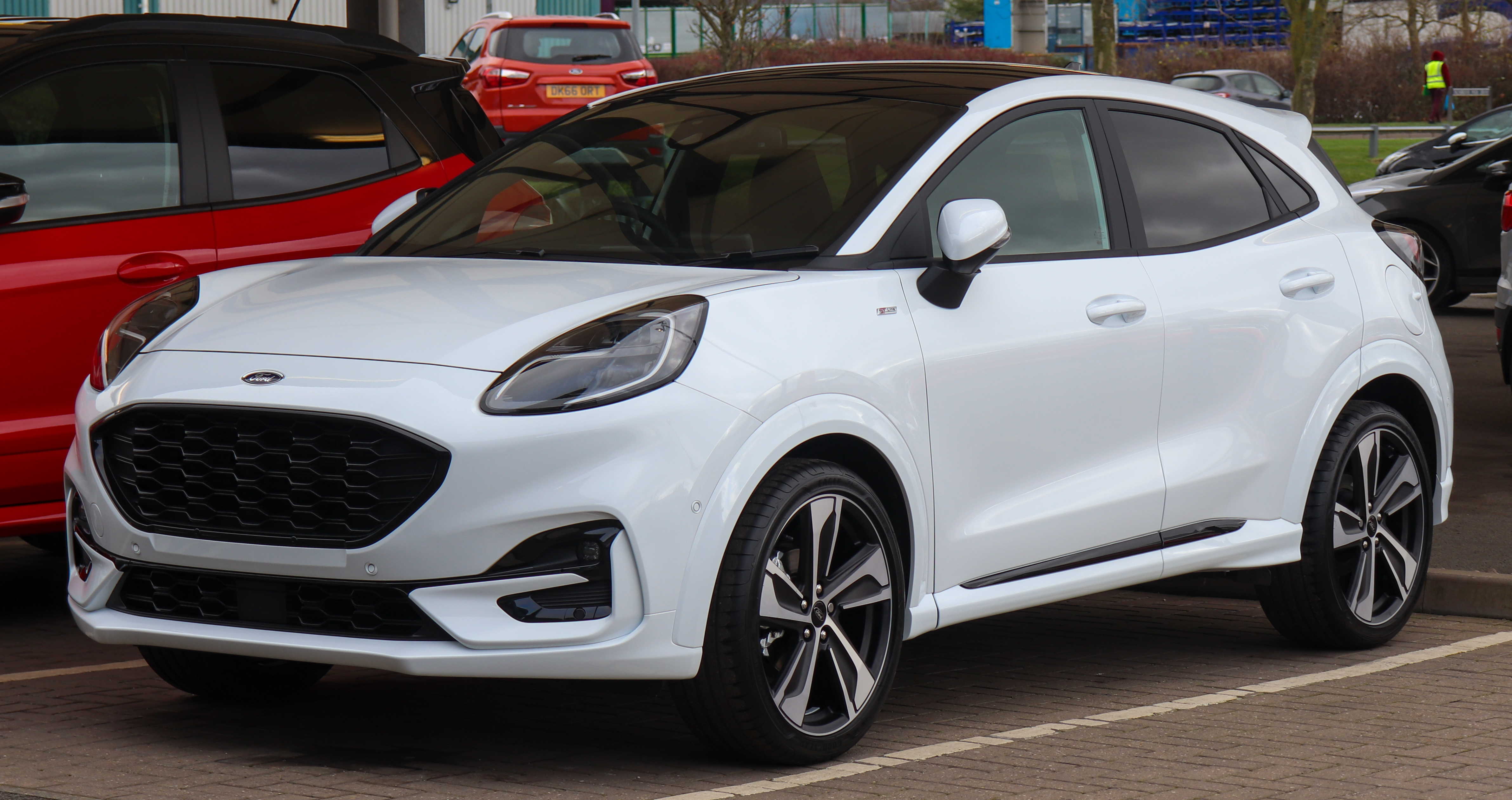
Ford Puma
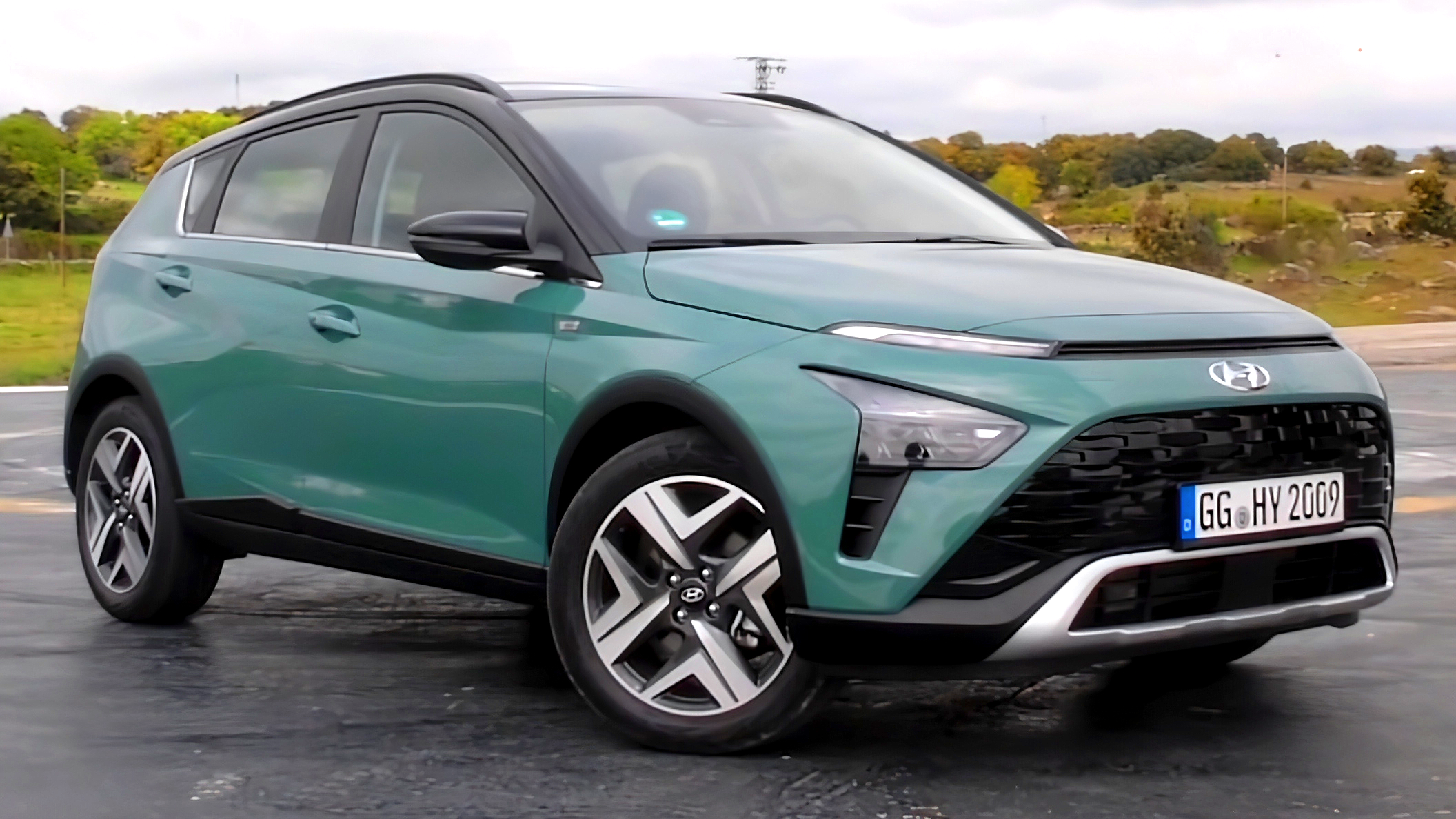
Hyundai Bayon

### Kompaktowe
Podobnie jak w przypadku crossoverów subkompaktowych, tak i w przypadku większych, o kompaktowych wymiarach, pierwszych eksperymentów z tego typu samochodami podjęła się japońska Honda. W 1998 roku zaprezentowała prototyp, a w 2003 roku seryjny model w postaci nietypowo stylizowanej mieszanki minivana z SUVem o nazwie Honda Element. Awangardowa koncepcja nie zdobyła popularności rynkowej, przegrywając z bardziej konwencjonalnymi kompaktowymi SUVami zyskującymi na znaczeniu w pierwszej dekadzie XXI wieku.
W zupełnie inny sposób idea kompaktowego crossovera została zdefiniowana w 2006 roku przez Nissana, który przedstawił przełomowy model Qashqai. Przedstawiony w 2006 roku samochód połączył cechy 5-drzwiowego hatchbacka z podwyższonym prześwitem, wysoko poprowadzoną linią okien i maski oraz rozległymi nakładkami na zderzaki oraz progi. Samochód zdobył dużą popularność na rynku europejskim, przyczyniając się do popularyzacji crossoverów. Druga dekada XXI wieku przyniosła popularyzację koncepcji crossovera w stylu podwyższonego hatchbacka, którą zaadaptowano przy okazji takich modeli jak m.in. Mercedes-Benz GLA, Subaru XV, Infiniti QX30, Kia XCeed, Lexus UX czy Cupra Formentor.

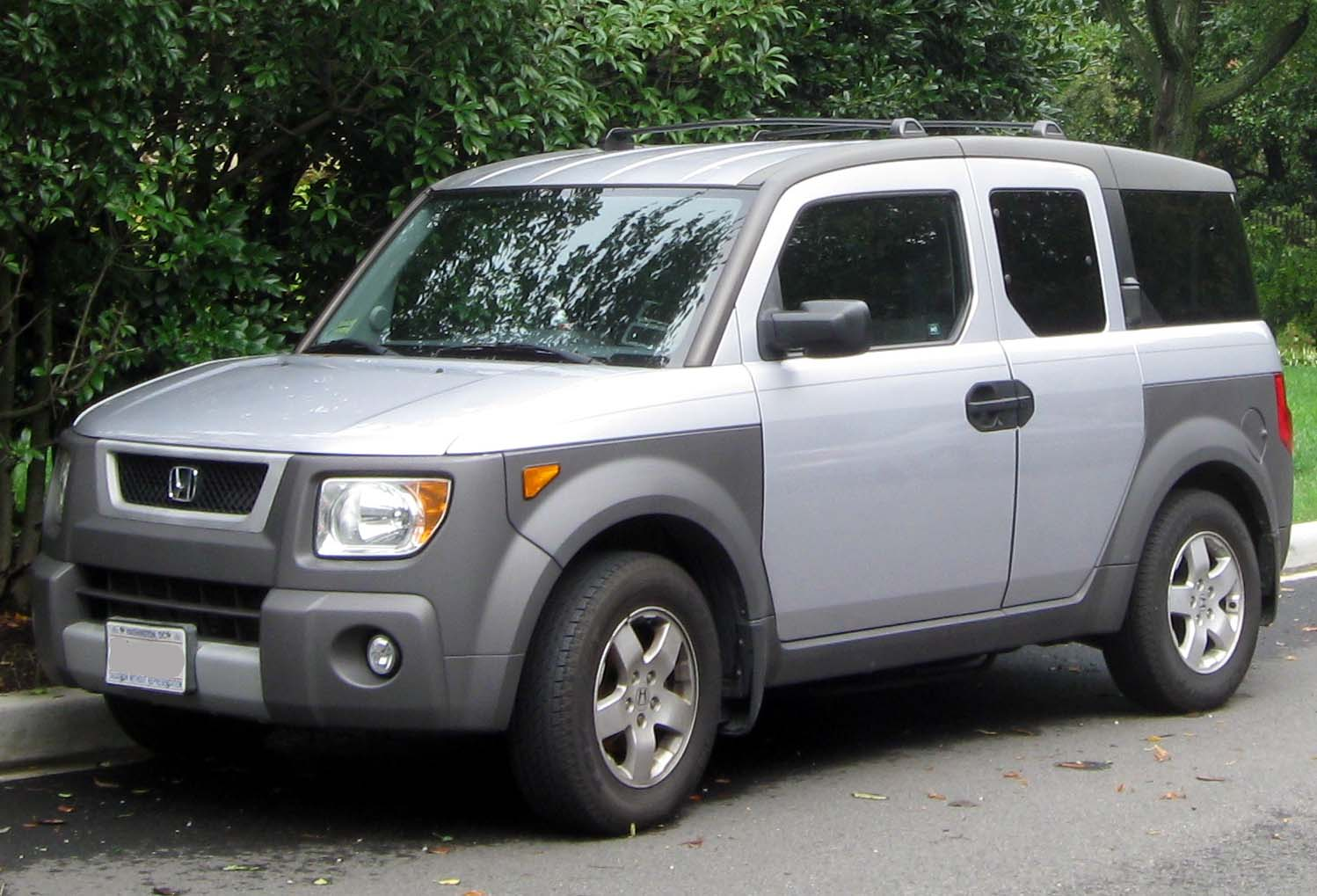
Honda Element
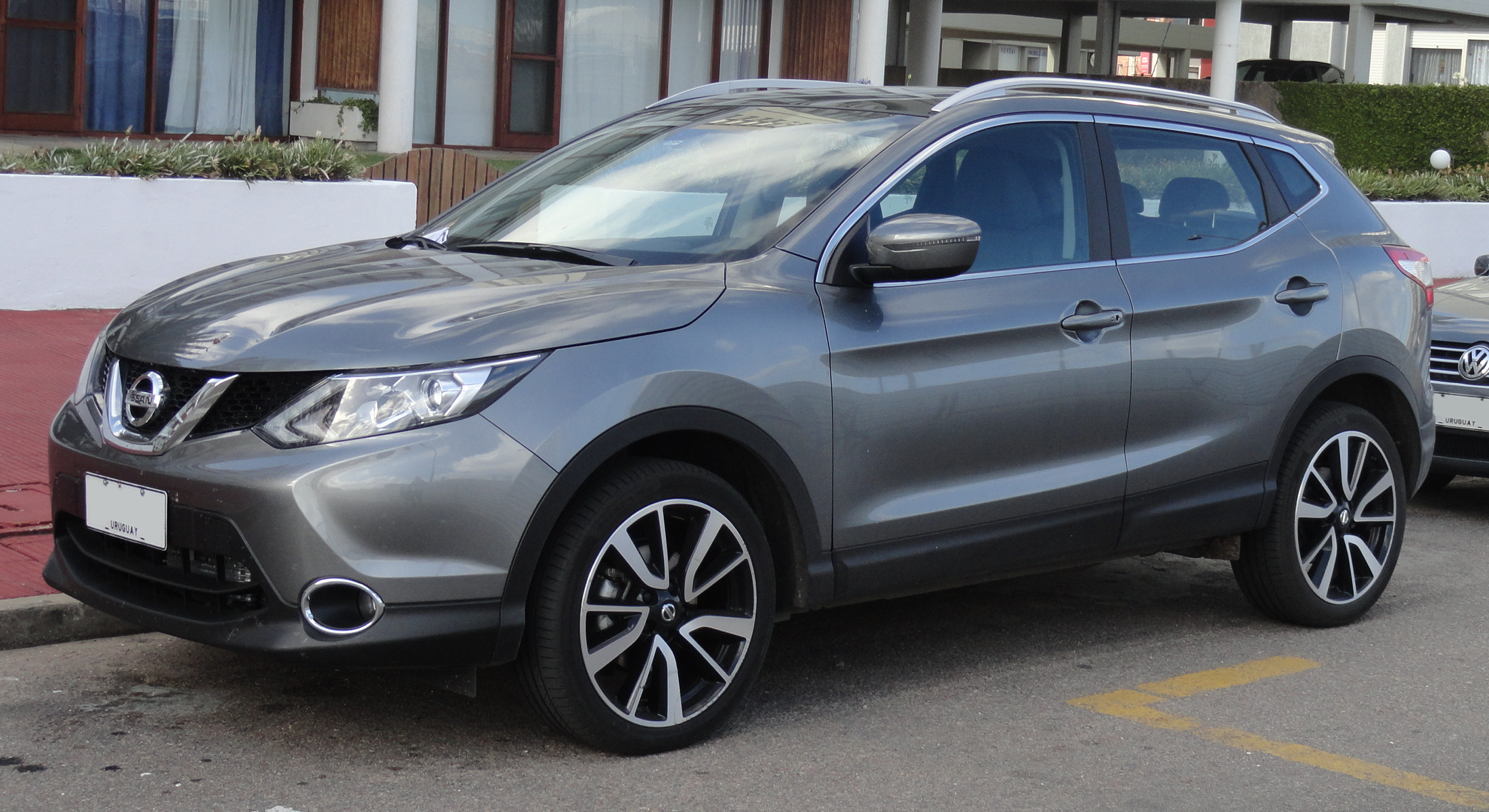
Nissan Qashqai
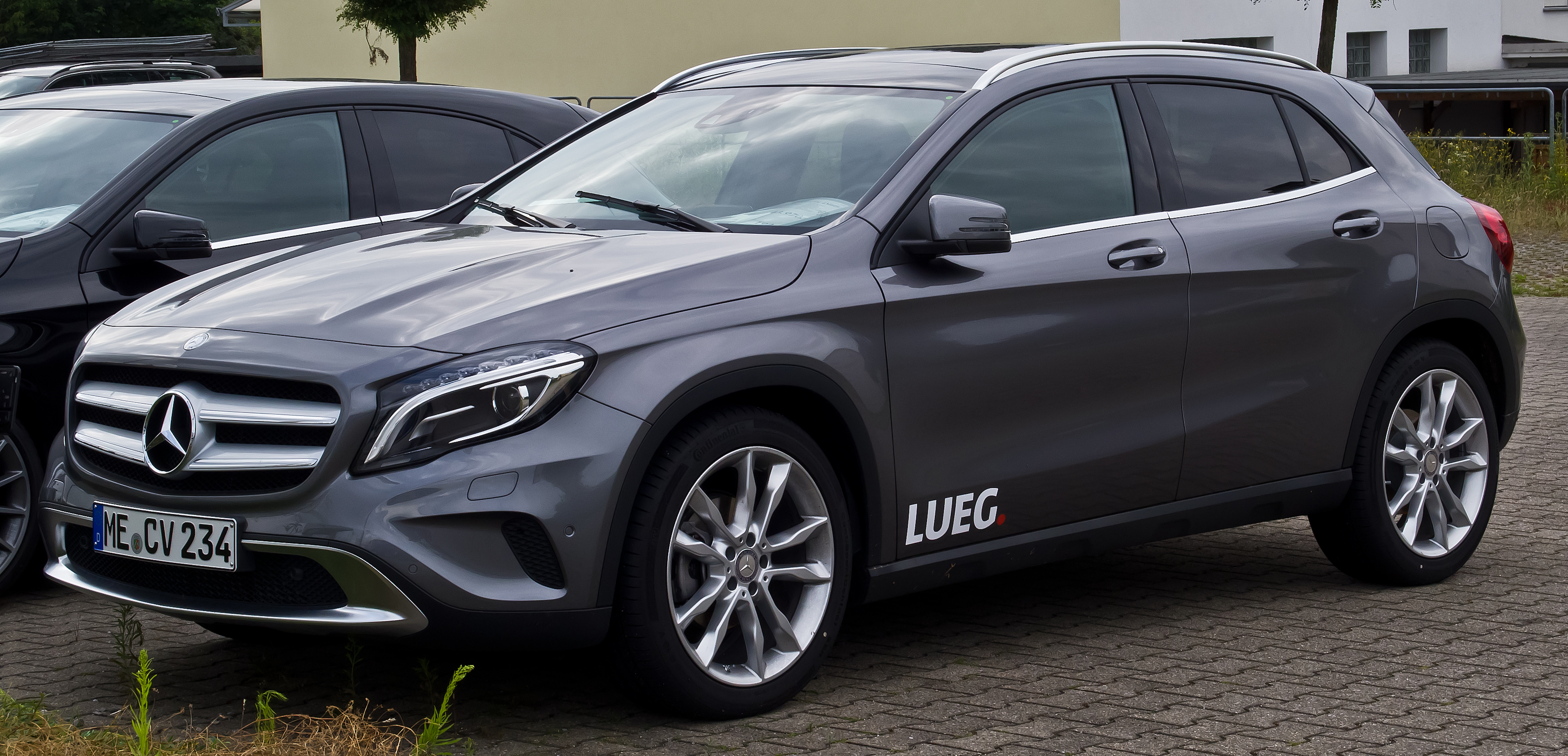
Mercedes-Benz GLA
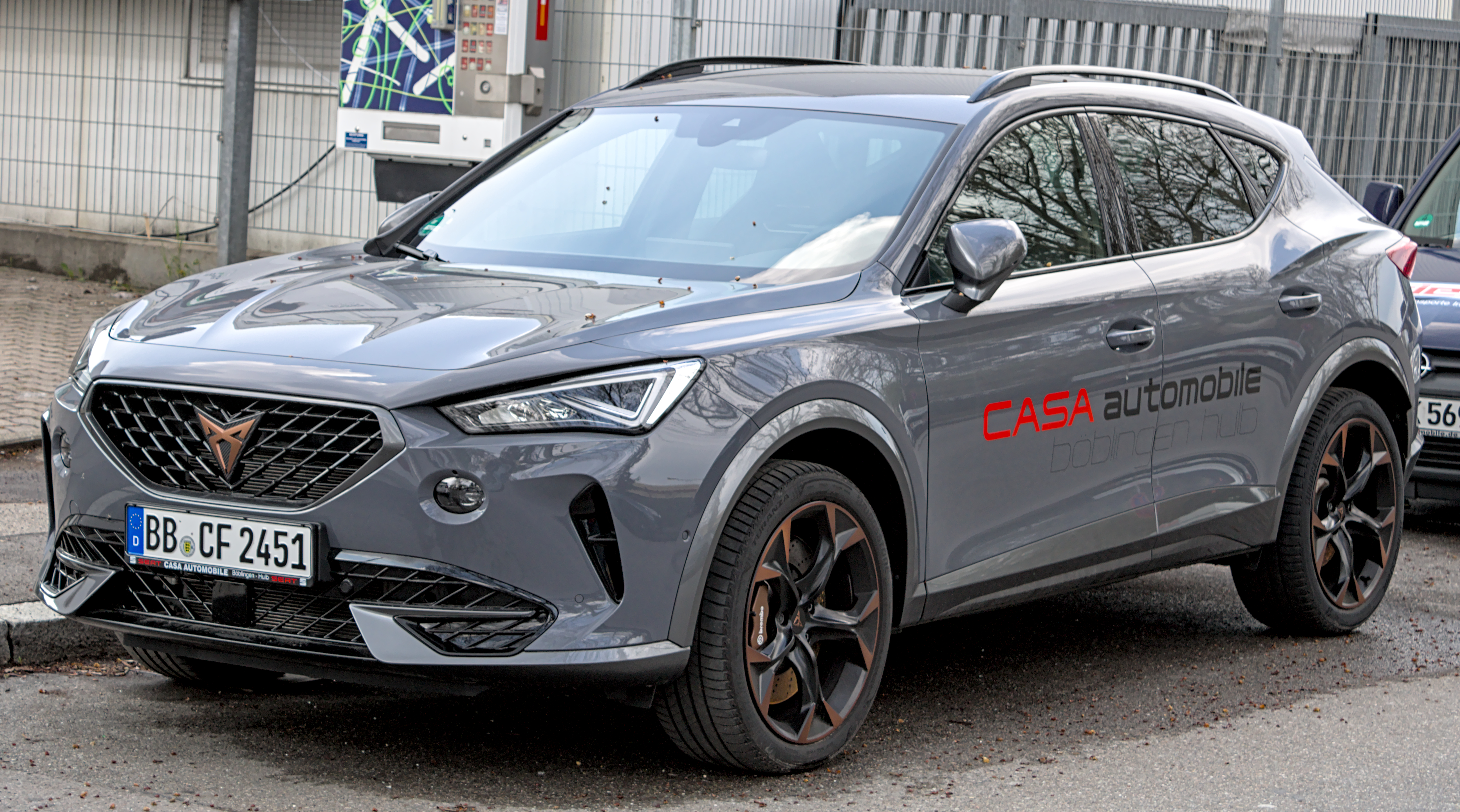
Cupra Formentor

### Klasy średniej
Jednym z pierwszych crossoverów średniej wielkości był zarazem pierwszy tego typu samochód opracowany przez koncern General Motors, kontrowersyjny Pontiac Aztek. Niekowencjonalnie ukształtowane nadwozie pod kątem wizualnym nawiązywało do tradycyjnych SUV-ów, za to aranżacja i funkcjonalność przestrzeni realizowała założenia dotąd typowe dla rodzinnych minivanów. Kolejną adaptacją koncepcji średnich rozmiarów crossovera była przedstawiona w 2010 roku Honda Accord Crosstour, łącząca cechy 5-drzwiowego liftbacka o łagodnie opadającej linii dachu z podwyższonym prześwitem w stylu SUV-ów. W podobnym stylu utrzymany został pierwszy taki samochód w historii Mazdy o nazwie CX-4, który przedstawiono w 2014 roku z myślą o rynku chińskim.
Druga dekada XXI wieku przyniosła relatywnie niewielki wzrost nasycenia rynkowego średniej wielkości crossoverami – producenci preferowali w tym przedziale rozmiarowym relatywnie konwencjonalne SUV-y. Na oferowanie takiego typu samochodu w 2019 roku zdecydował się Mercedes-Benz, który jako alternatywę dla konwencjonalnych SUV-ów zaoferował rodzinnego crossovera o cechach minivana o nazwie GLB. Lata 20. XXI wieku zwiększyły nasycenie w klasie średniej wielkości crossoverów dzięki rosnącej popularności samochodów elektrycznych, którym producenci zdecydowali się nadać bardziej awangardową i odróżniającą ich od spalinowych modeli stylistykę. W efekcie, Kia EV6 i Hyundai Ioniq 5 przedstawione w 2021 roku wyróżniły się nawiązaniami do nieznanych w tej klasie hatchbacków.

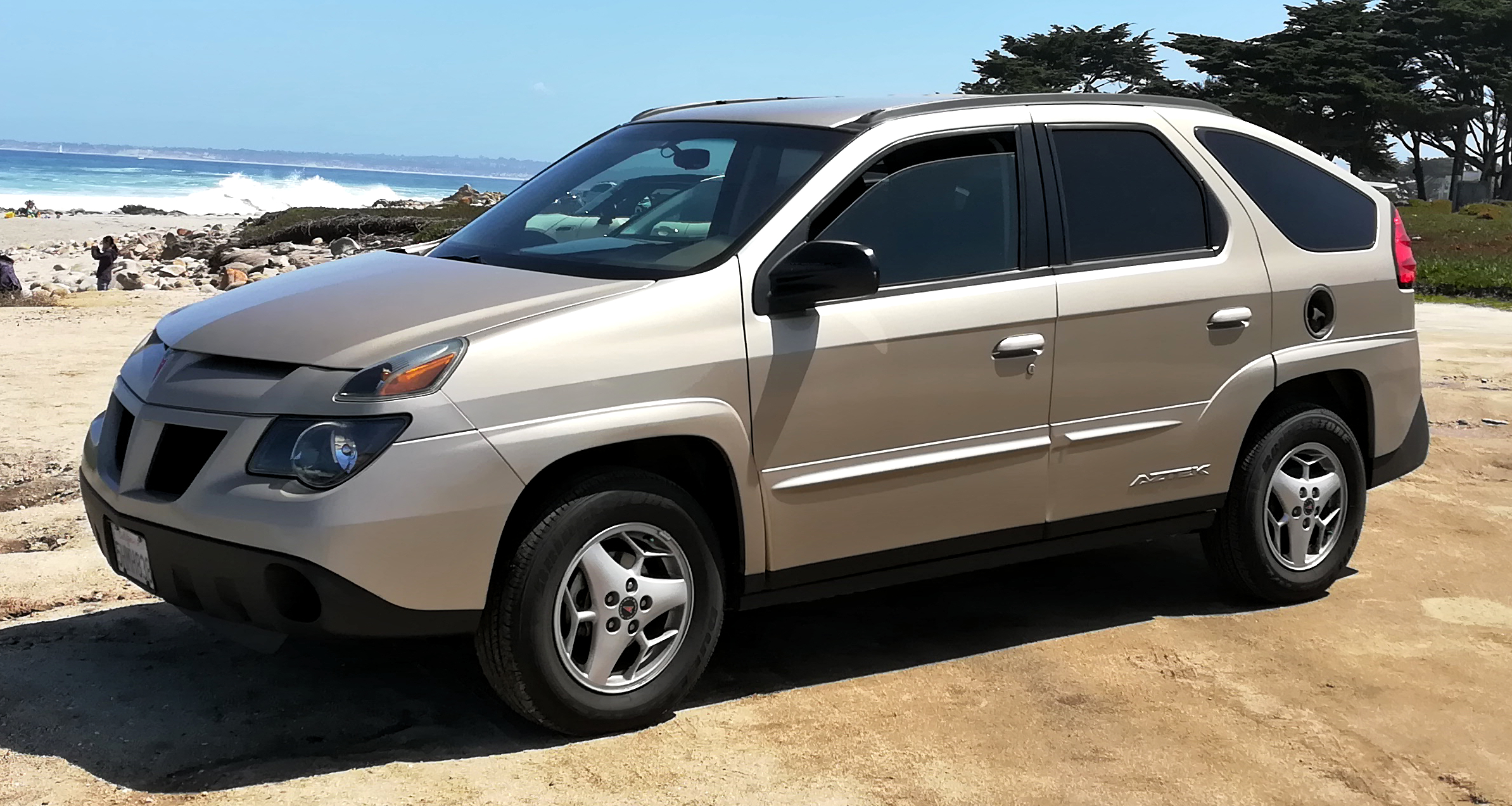
Pontiac Aztek
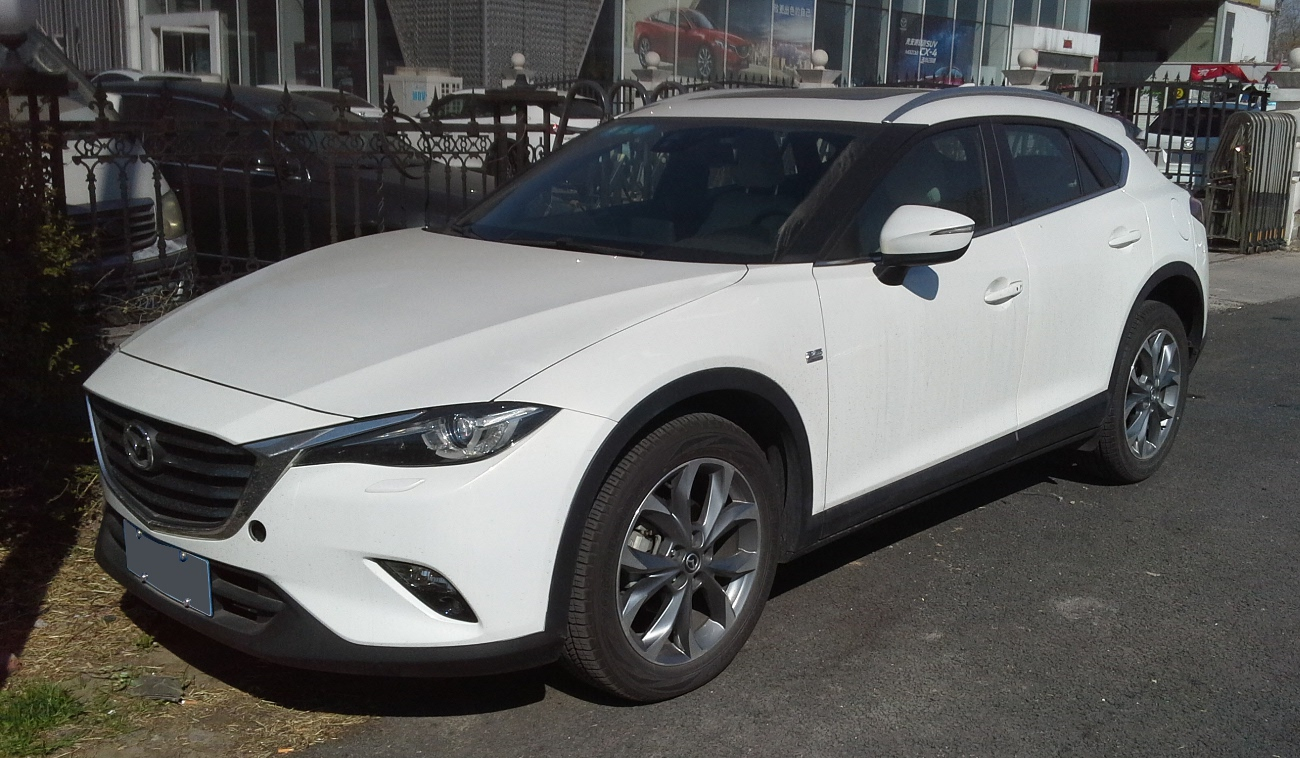
Mazda CX-4
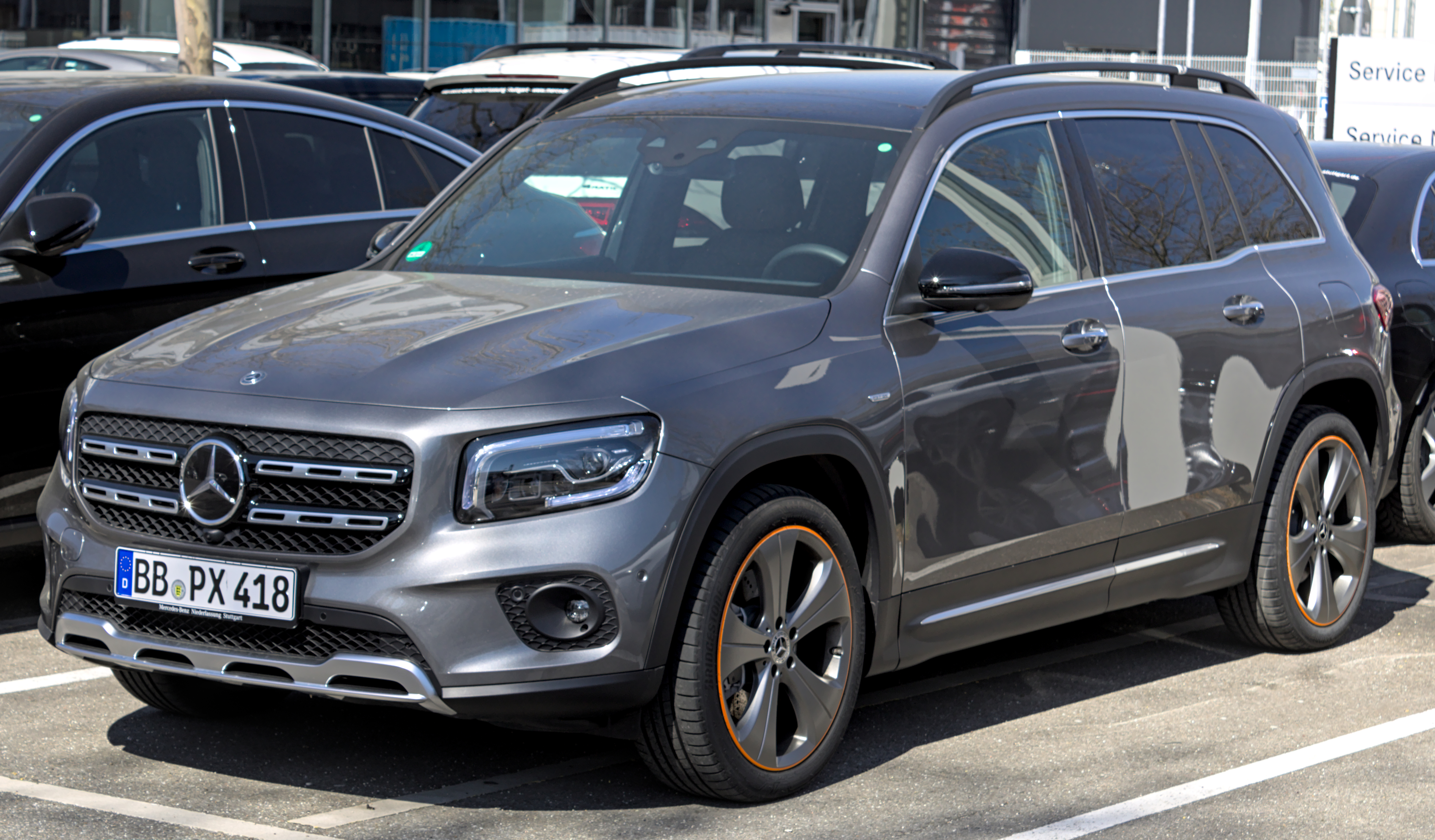
Mercedes-Benz GLB
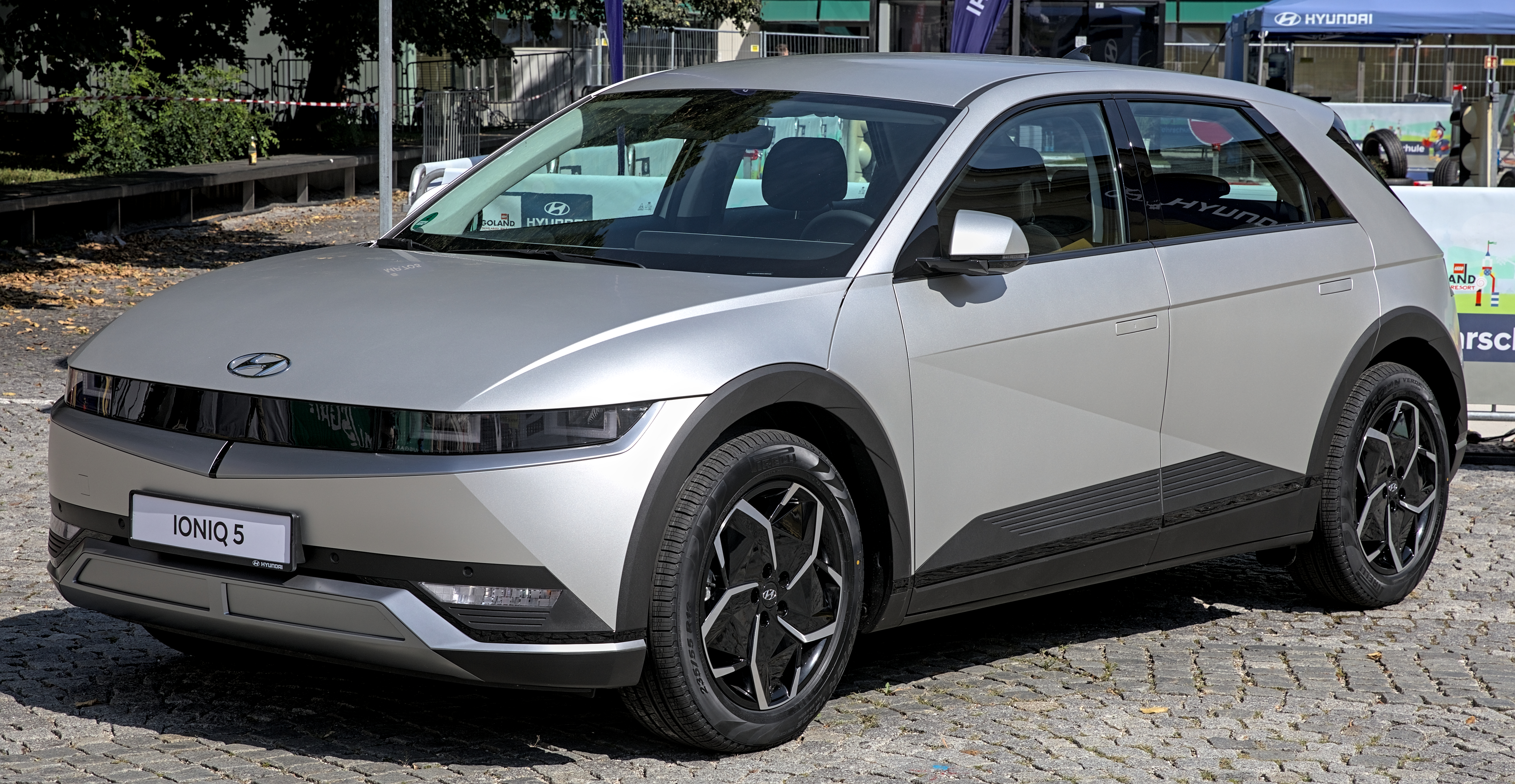
Hyundai Ioniq 5

### Klasy średniej-wyższej
Ważnym samochodem w historii dużych crossoverów o długości rzędu od 4,85 do 5 metrów był przedstawiony w 2003 roku Chrysler Pacifica, który swoją unikatową koncepcją łączącą cechy dużego minivana z SUV-em długo nie znajdował bezpośredniej konkurencji. Dwa lata później podobnej koncepcji samochód pojawił się w ofercie Mercedesa-Benza klasy R, łączący cechy podwyższonego prześwitu i muskularnej sylwetki z cechami minivana. Kolejnym podejściem do takiej koncepcji samochodu był nieznacznie krótszy produkt z tego samego koncernu co prekursorska Pacifica, przedstawiony w 2007 roku Dodge Journey. W 2011 roku zmienił on nazwę m.in. w Europie na Fiat Freemont, stając się pierwszym dużym crossoverem w ofercie włoskiego producenta i największym modelem w ówczesnej gamie.
W połowie drugiej dekady XXI wieku, w odpowiedzi na malejącą popularność dużych minivanów, francuskie Renault zdecydowało się przemienić swój flagowy tego typu w crossovera. Doszło do tego w 2014 roku przy okazji prezentacji kolejnej generacji Renault Espace, licząc na utrzymanie popularności dzięki modnej formule. Operacja ta się nie sprawdziła – samochód w 2022 roku został wycofany z produkcji bez następcy. Duże, wyższej klasy crossovery nie zbudowały silnej pozycji rynkowej w skali globalnej, w większości przypadków będąc jednorazowymi eksperymentami ze strony producentów. Z początkiem trzeciej dekady XXI wieku głównym, dużym crossoverem na rynku pozostaje druga, mniejsza od pełnowymiarowego poprzednika, druga generacja modelu GMC Acadia.

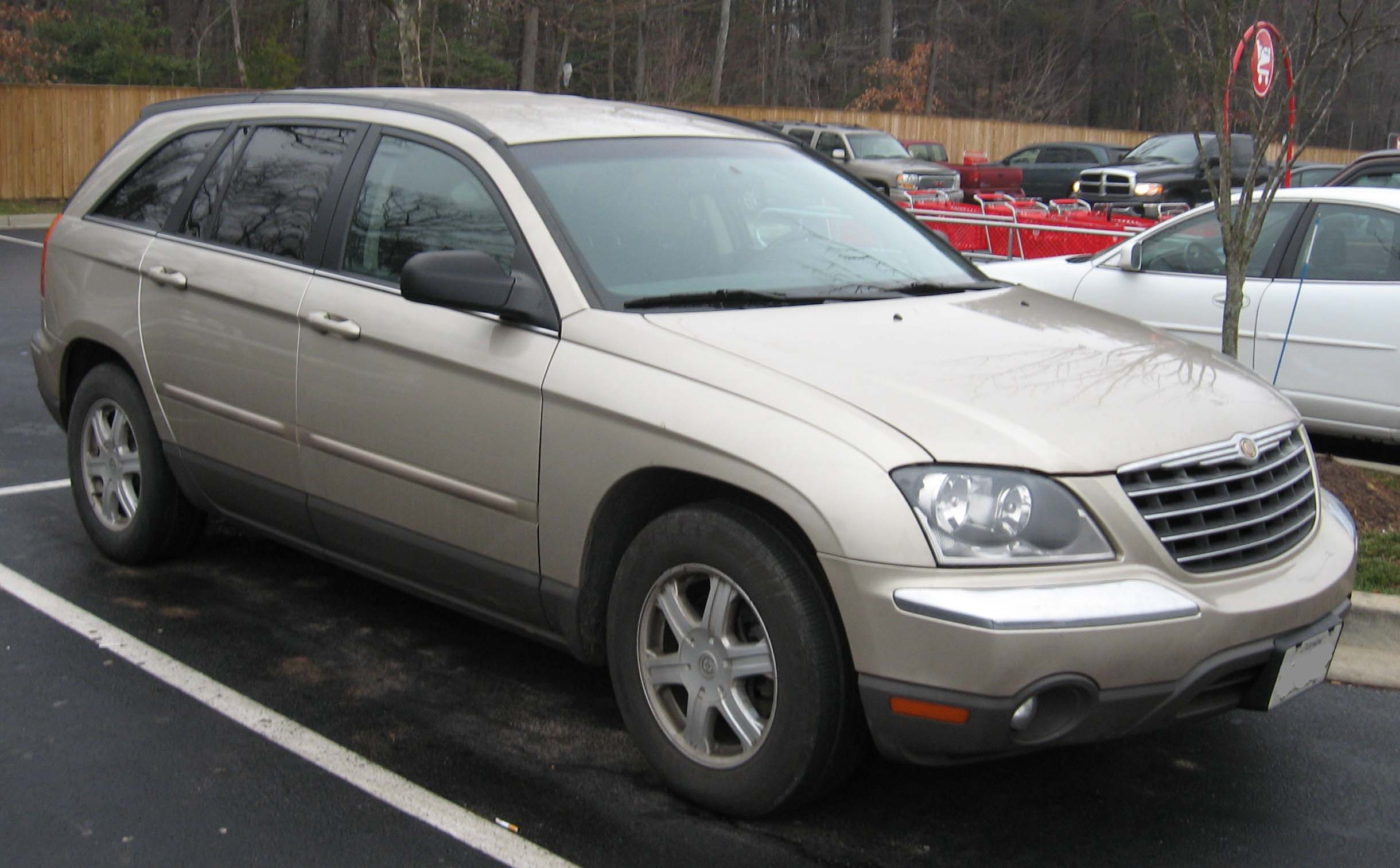
Chrysler Pacifica
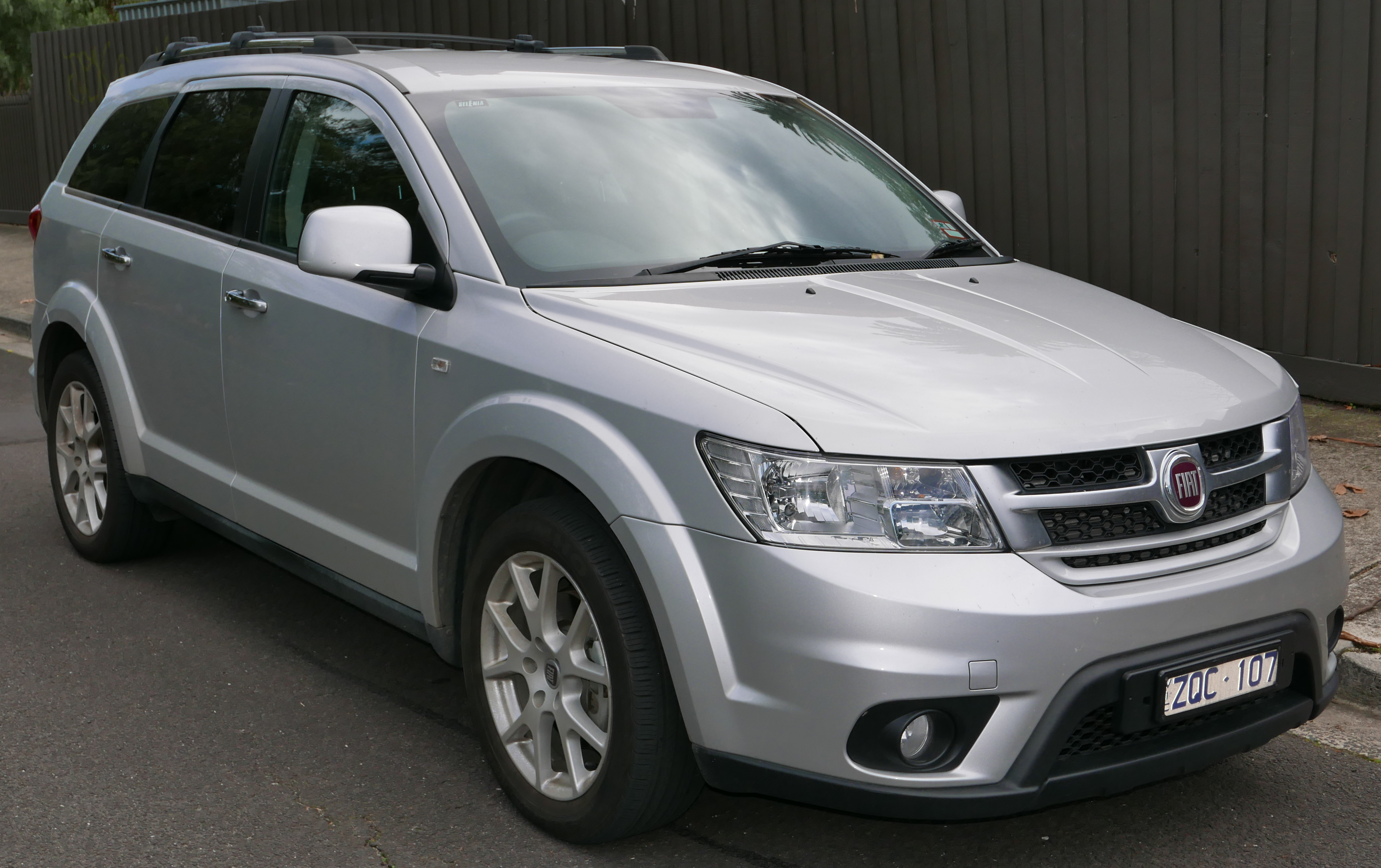
Fiat Freemont
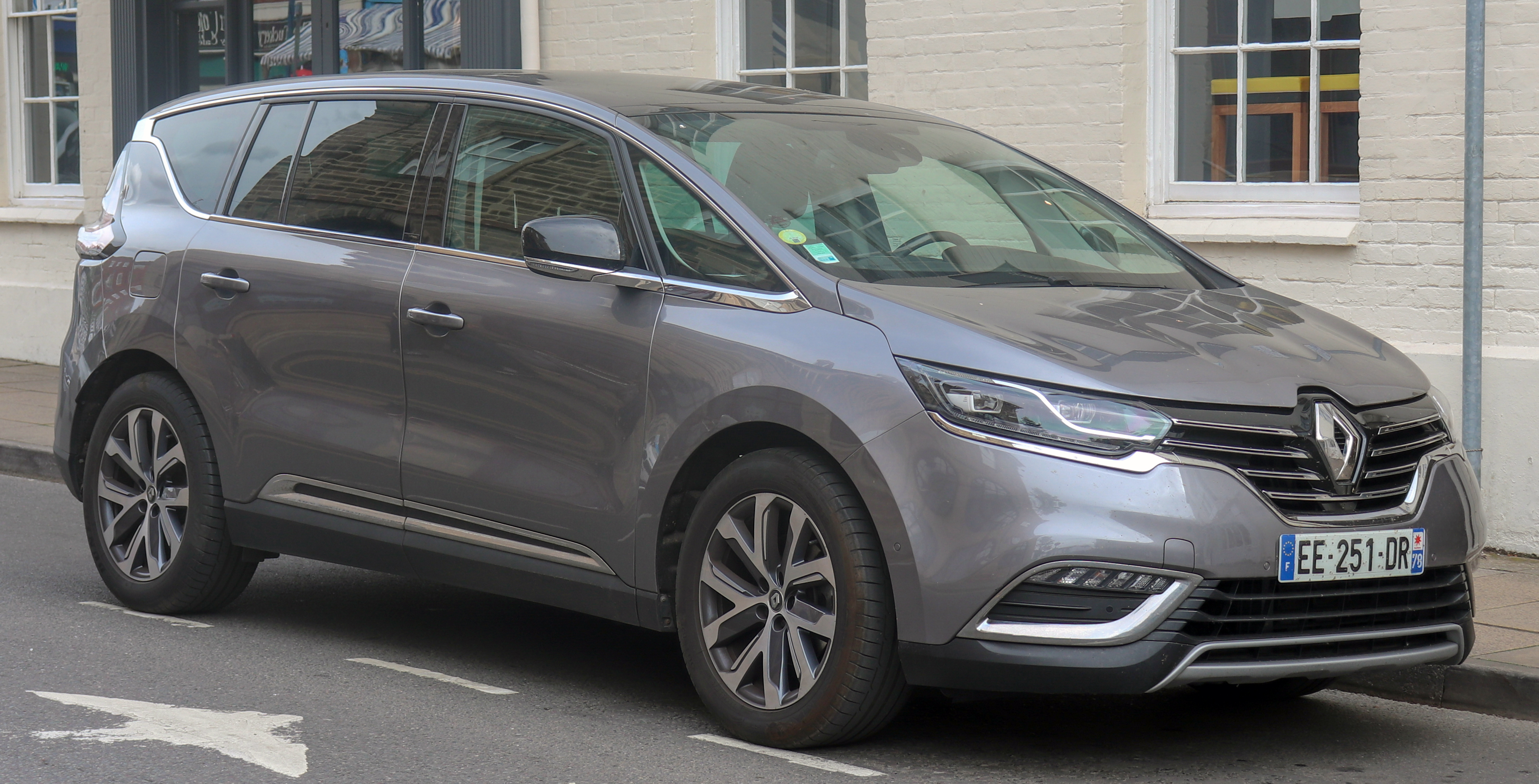
Renault Espace
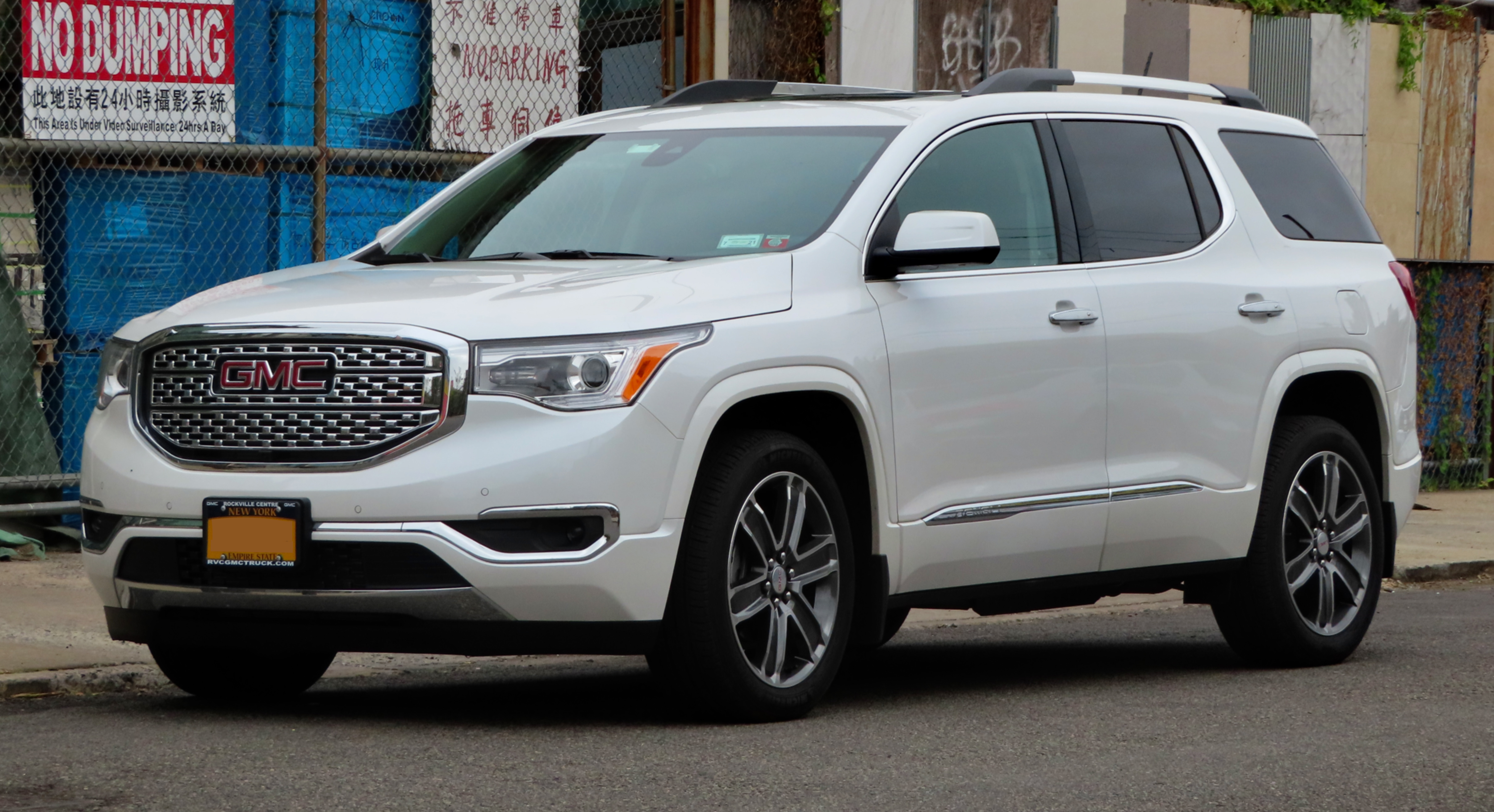
GMC Acadia

### Pełnowymiarowe
Analogicznie do samochodów osobowych czy SUV-ów, także i w przypadku crossoverów producenci podjęli się eksperymentów z konstrukcjami o dużych wymiarach zewnętrznych przekraczających pułap znacznie powyżej 5 metrów. W 2007 roku tego typu samochód zaoferował Ford z modelem Flex wraz z bliźniaczym modelem Lincoln MKT. Oba samochody połączyły cechy SUV-a z długą, obszerną przestrzenią bagażową w stylu samochodów kombi. Większą domieszkę elementów tych pierwszych samochodów przyjęły z kolei konkurencyjne pełnowymiarowe crossovery koncernu General Motors w postaci Buicka Enclave czy Chevroleta Traverse. Pełnowymiarowe crossovery pozostają samochodami dostępnymi głównie na rynku Ameryki Północnej oraz Chin. W 2021 roku niemiecki Volkswagen opracował pierwszy tego typu samochód w swojej historii, przeznaczając go wyłącznie na rynek chiński. Pełnowymiarowy crossover Talagon połączył cechy SUV-a i minivana.

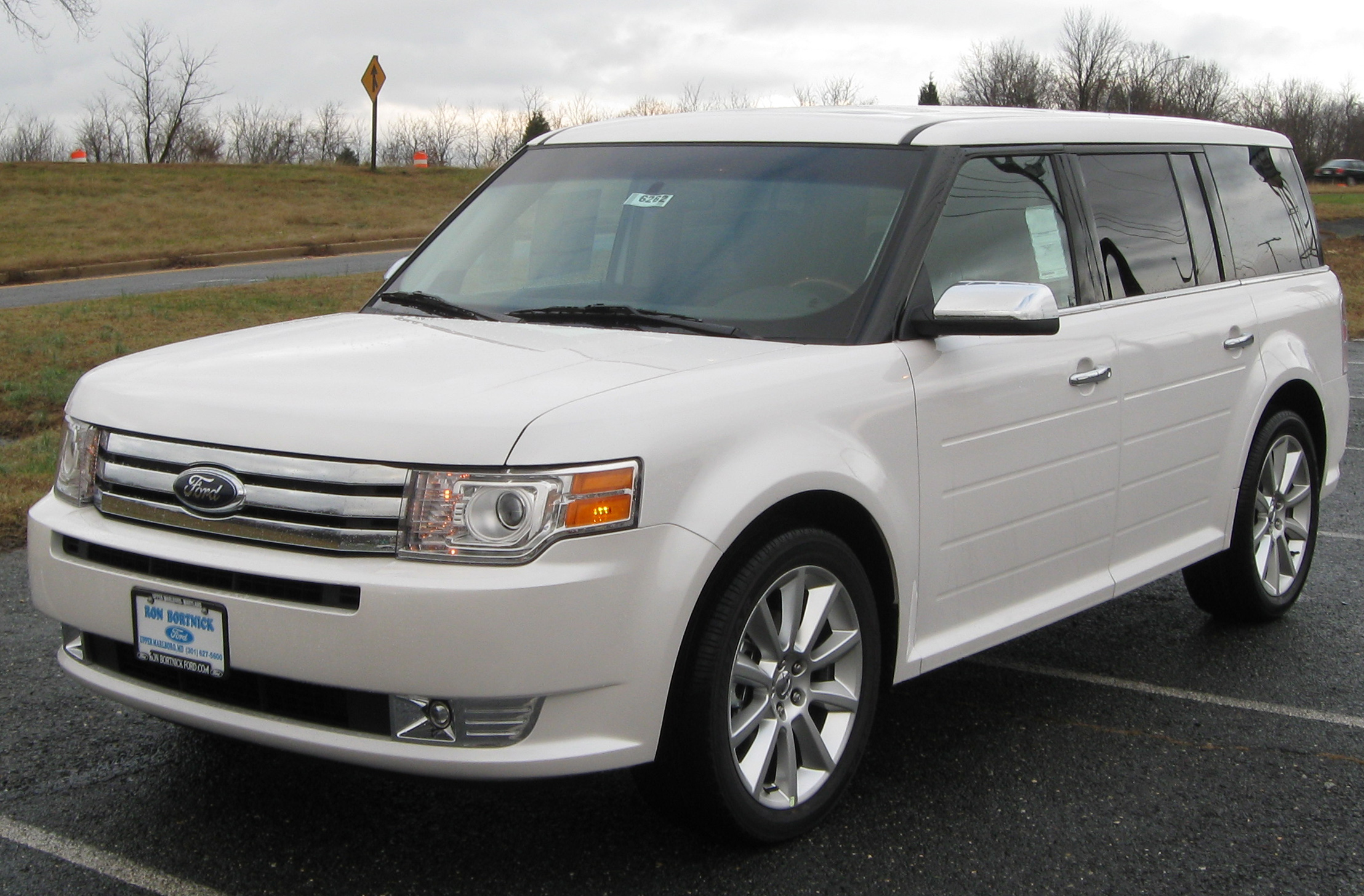
Ford Flex
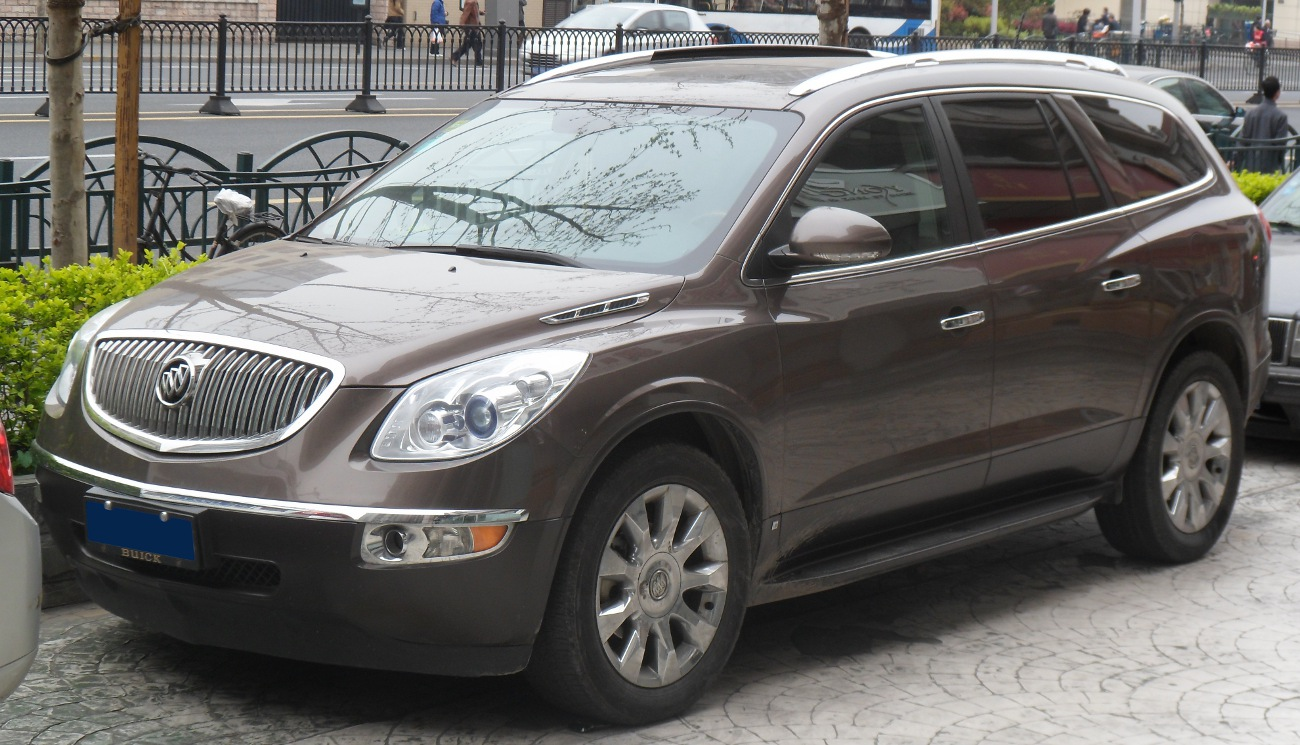
Buick Enclave
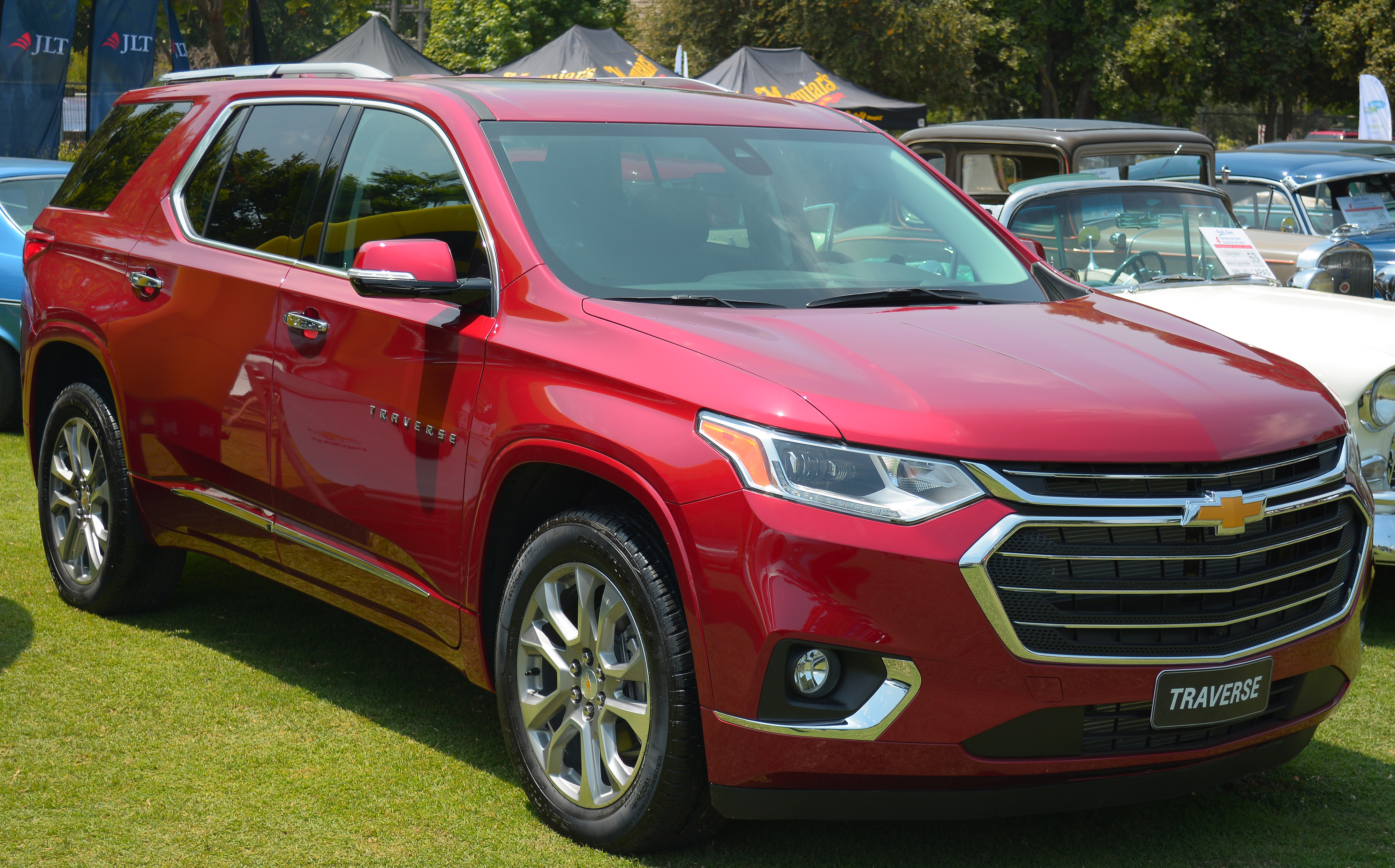
Chevrolet Traverse
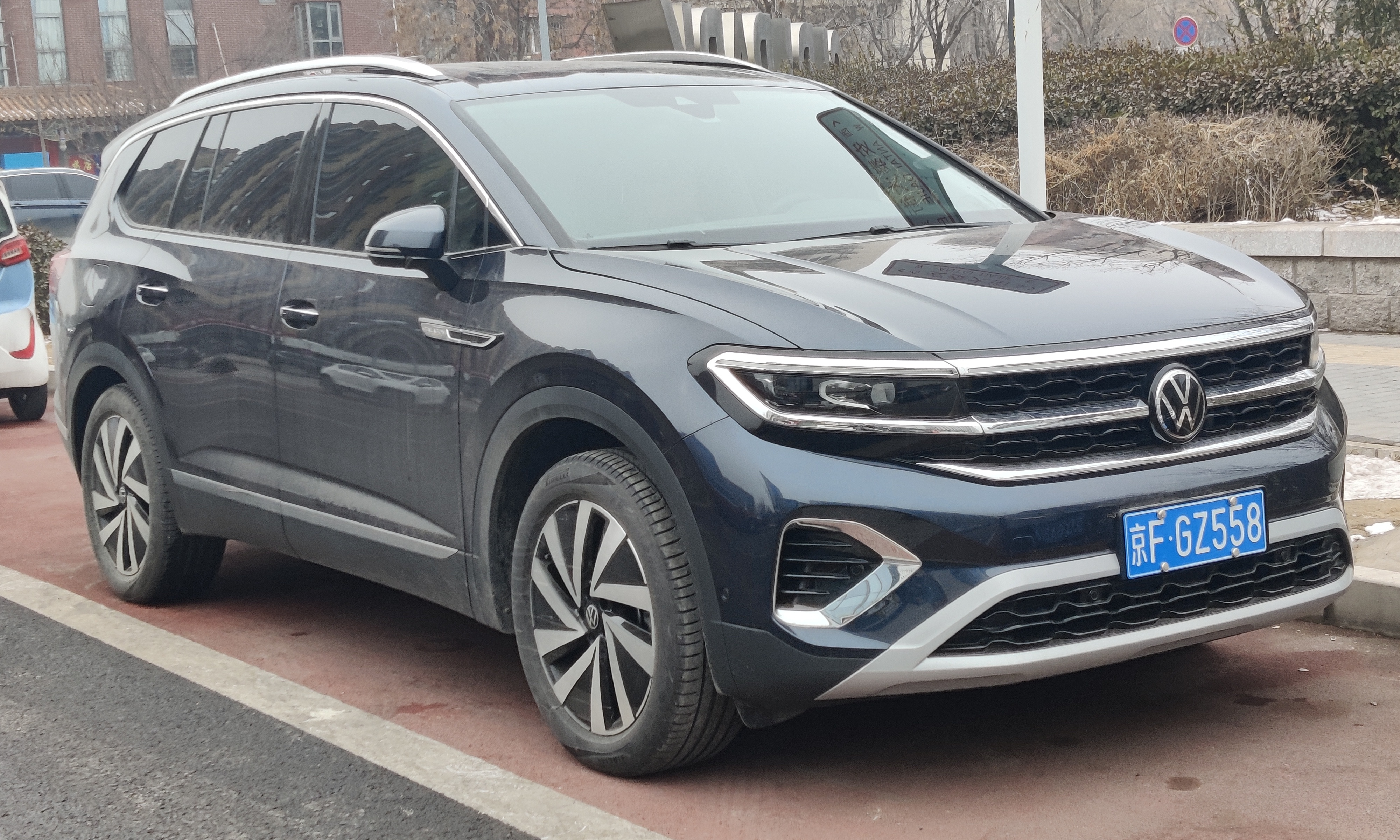
Volkswagen Talagon

## Crossovery według nadwozia

### À la hatchback
Jednym z najpopularniejszych nadwozi, do których koncepcji nawiązują crossovery, jest 5-drzwiowy hatchback. Nadwozia w tego typu samochodach wyróżniają się w ten sposób relatywnie krótkim przedziałem bagażowym, pozbawionym lub wzbogaconym co najwyżej niewielką szybką boczną. Crossovery tego typu występują głównie w segmencie B oraz segmencie C, a za sprawą Hyundaia i modelu Ioniq 5 – koncept podwyższonego hatchbacka pojawił się także w klasie średniej.

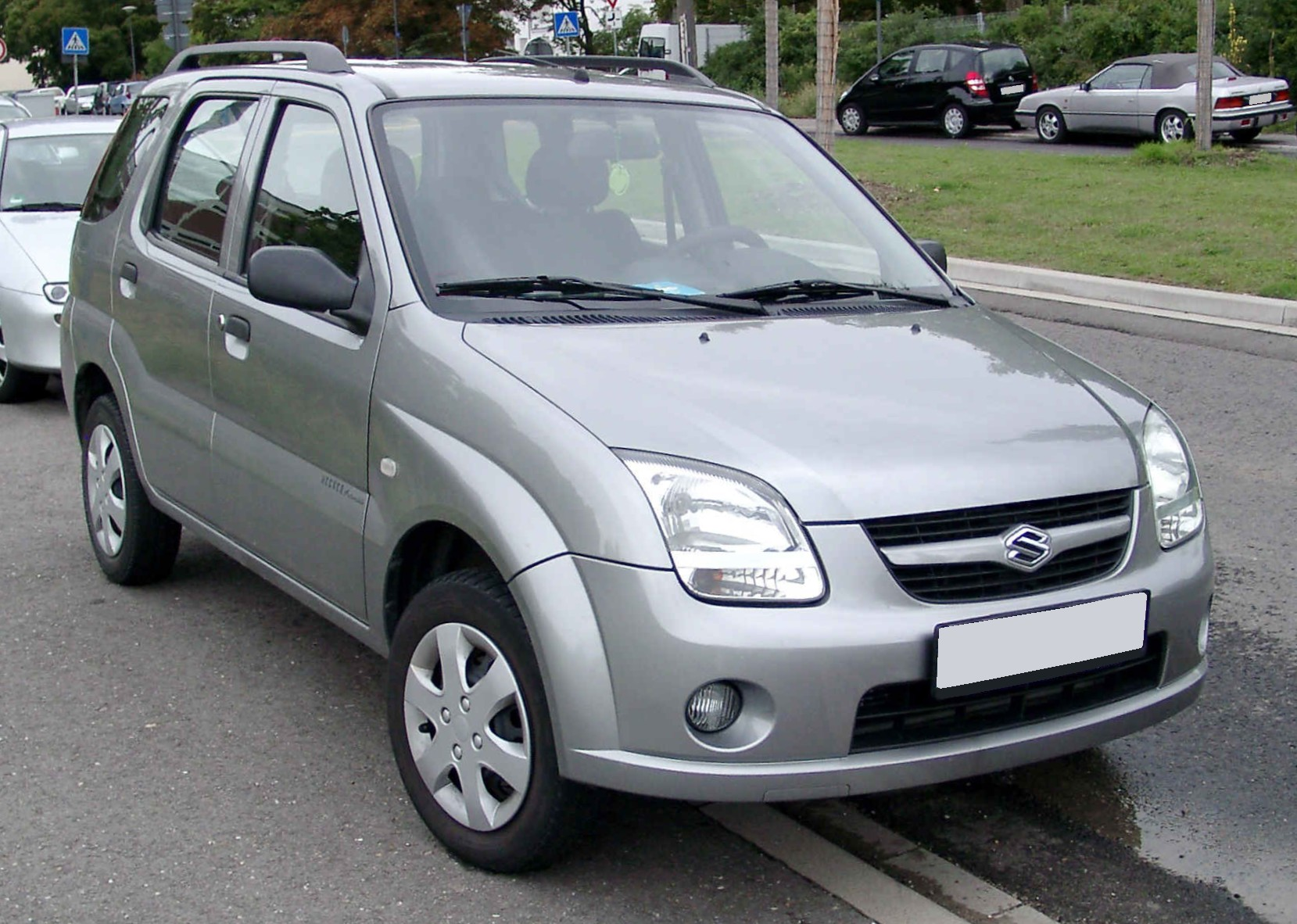
Suzuki Ignis
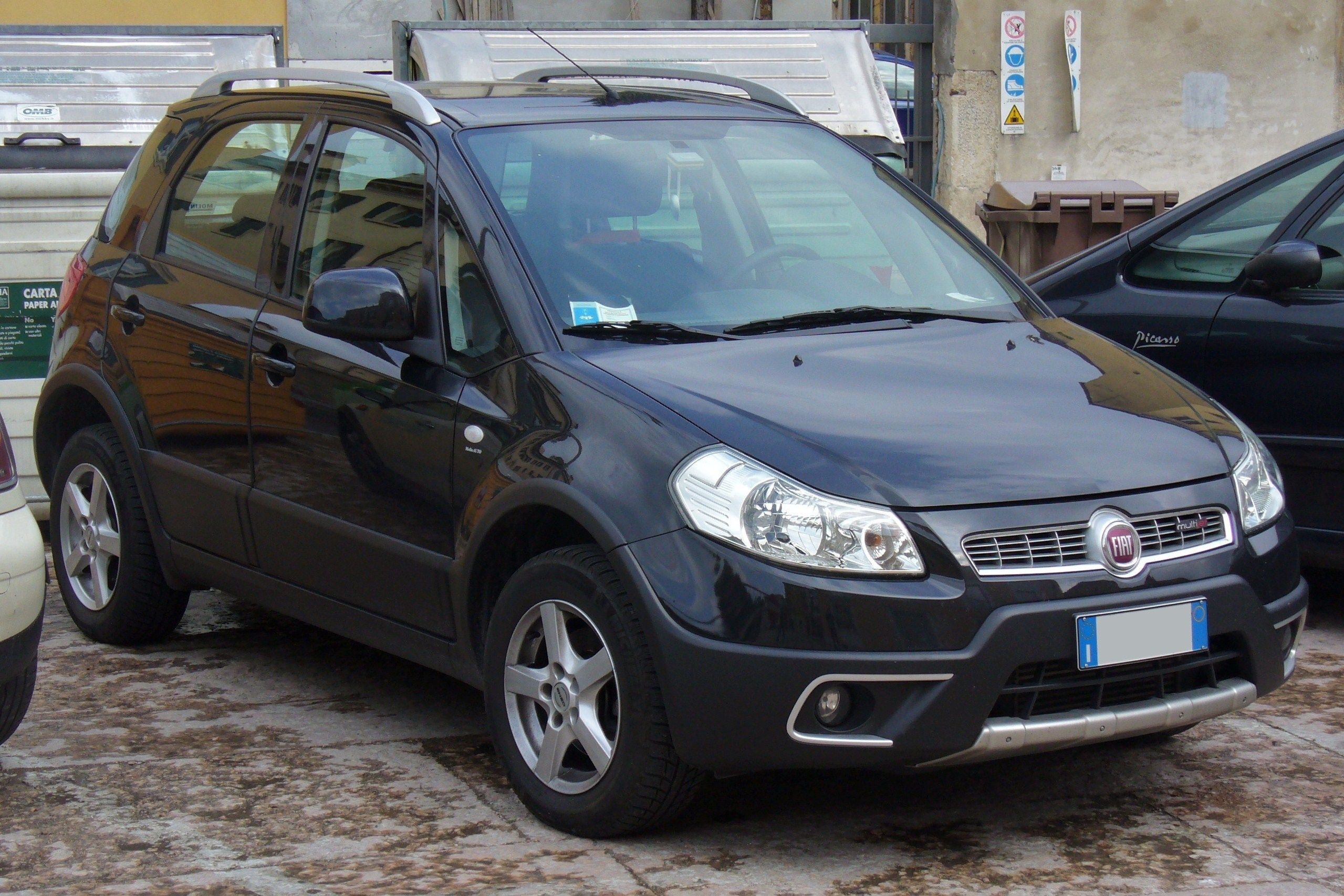
Fiat Sedici
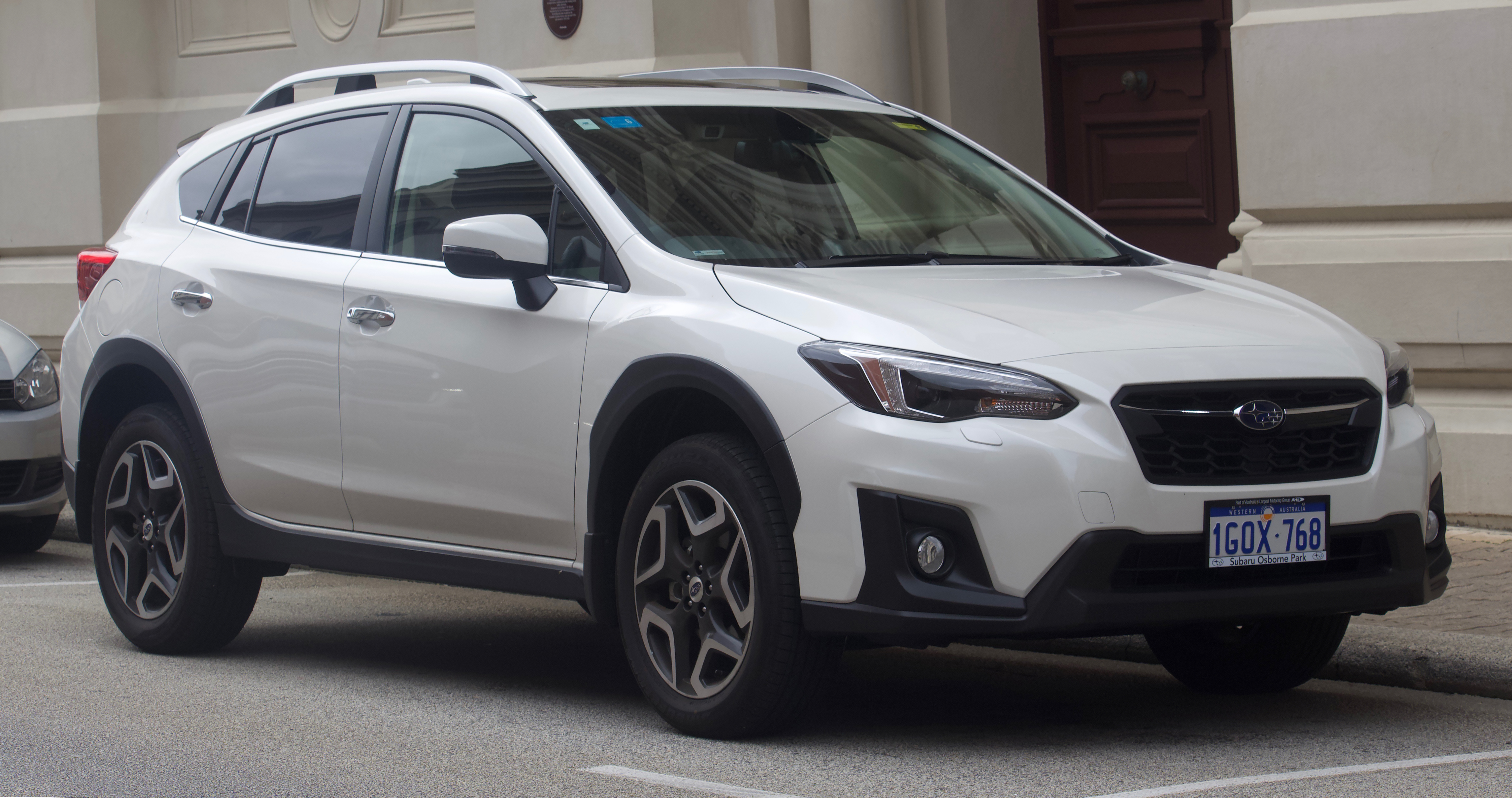
Subaru XV
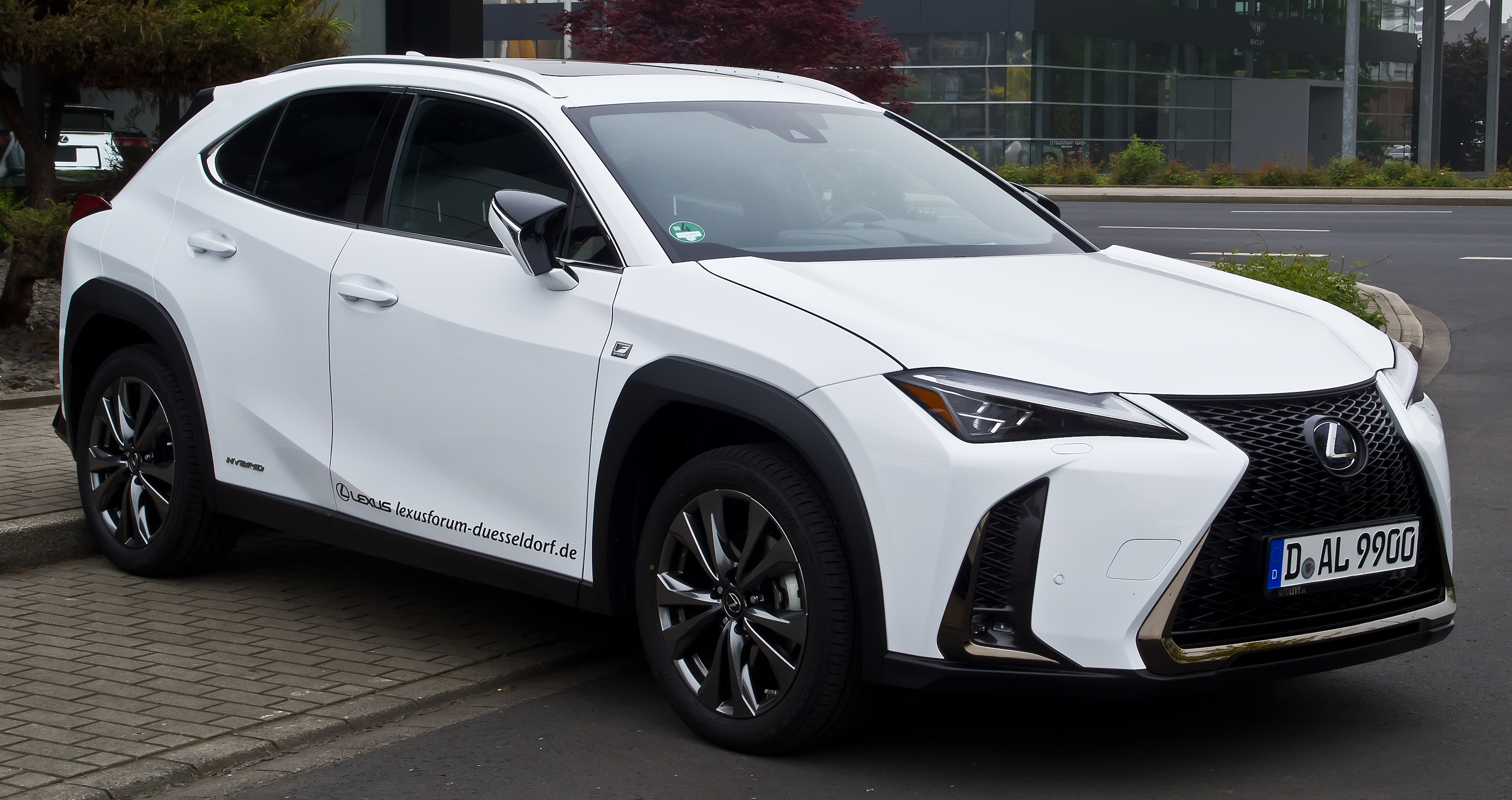
Lexus UX

### À la kombi
Popularną koncepcją wśród crossoverów jest także nawiązywanie kształtem nadwozia do samochodów typu kombi. W ten sposób, posiadają one obszerny, przeszklony z trzech stron bagażnik oraz obszerną przestrzeń transportową. Istotna część crossoverów z nadwoziem w stylu kombi de facto są po prostu ich podwyższonymi wariacjami, stając się crossoverami dzięki nakładkom na zderzaki i progi czy większemu prześwitowi. Przykładami takich konstrukcji jest m.in. Holden Adventra czy Subaru Outback.

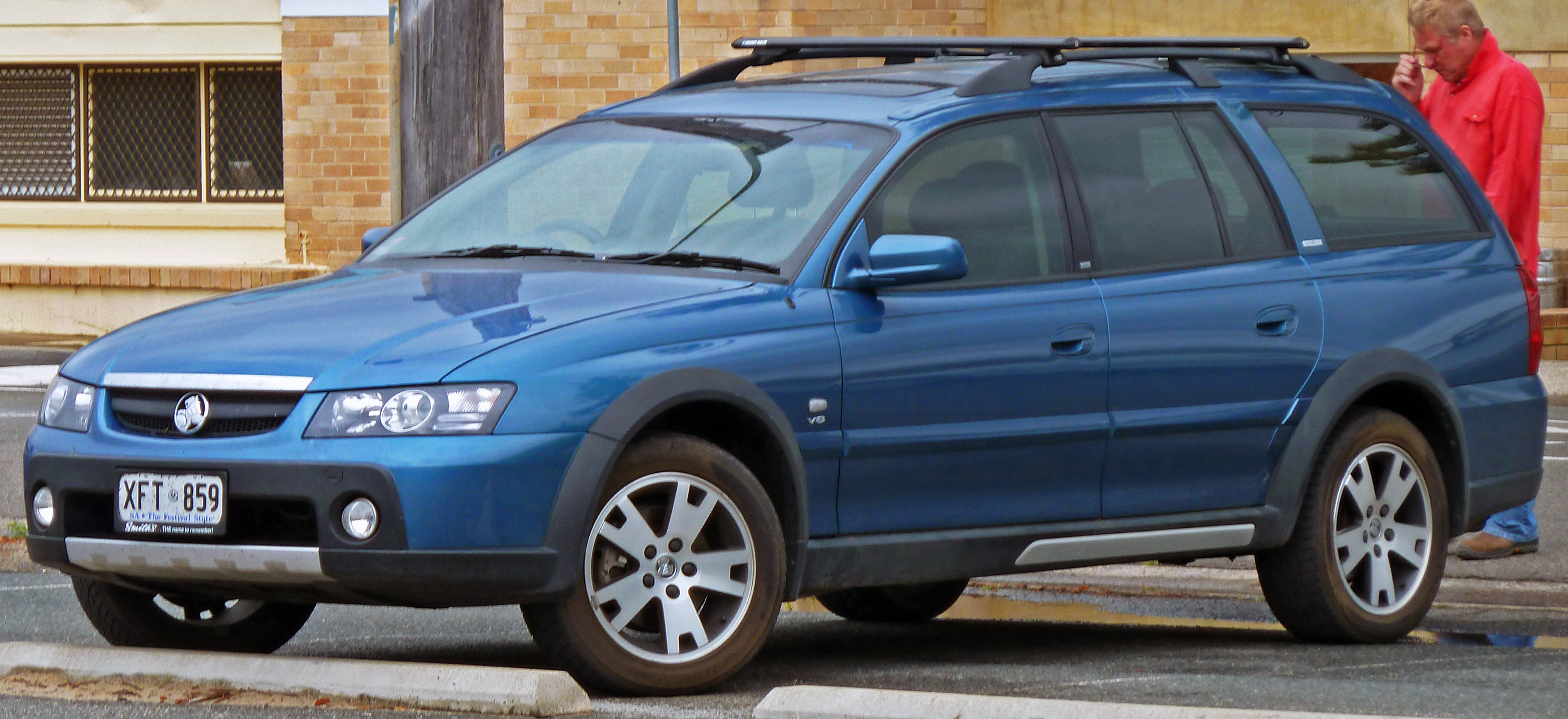
Holden Adventra
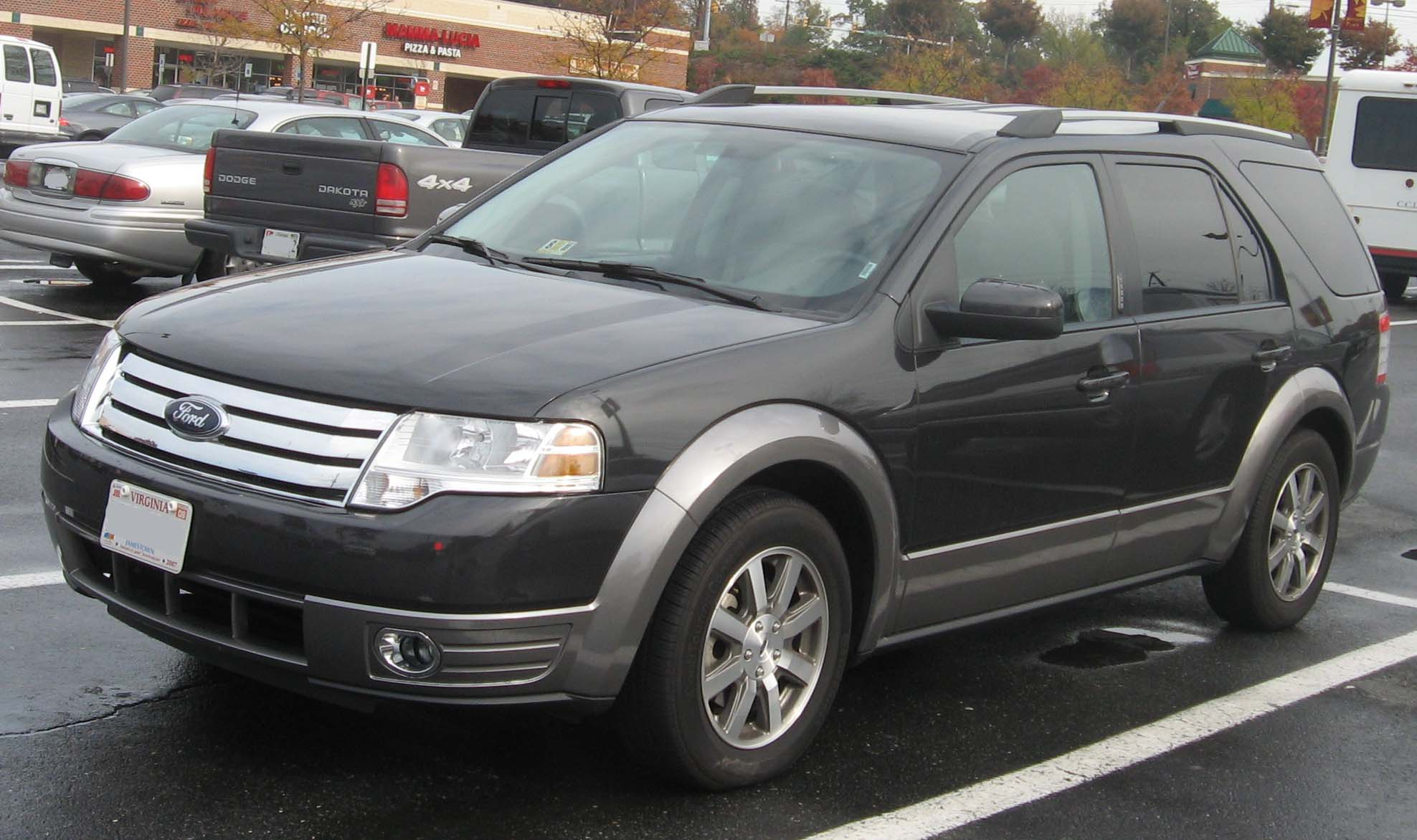
Ford Taurus X
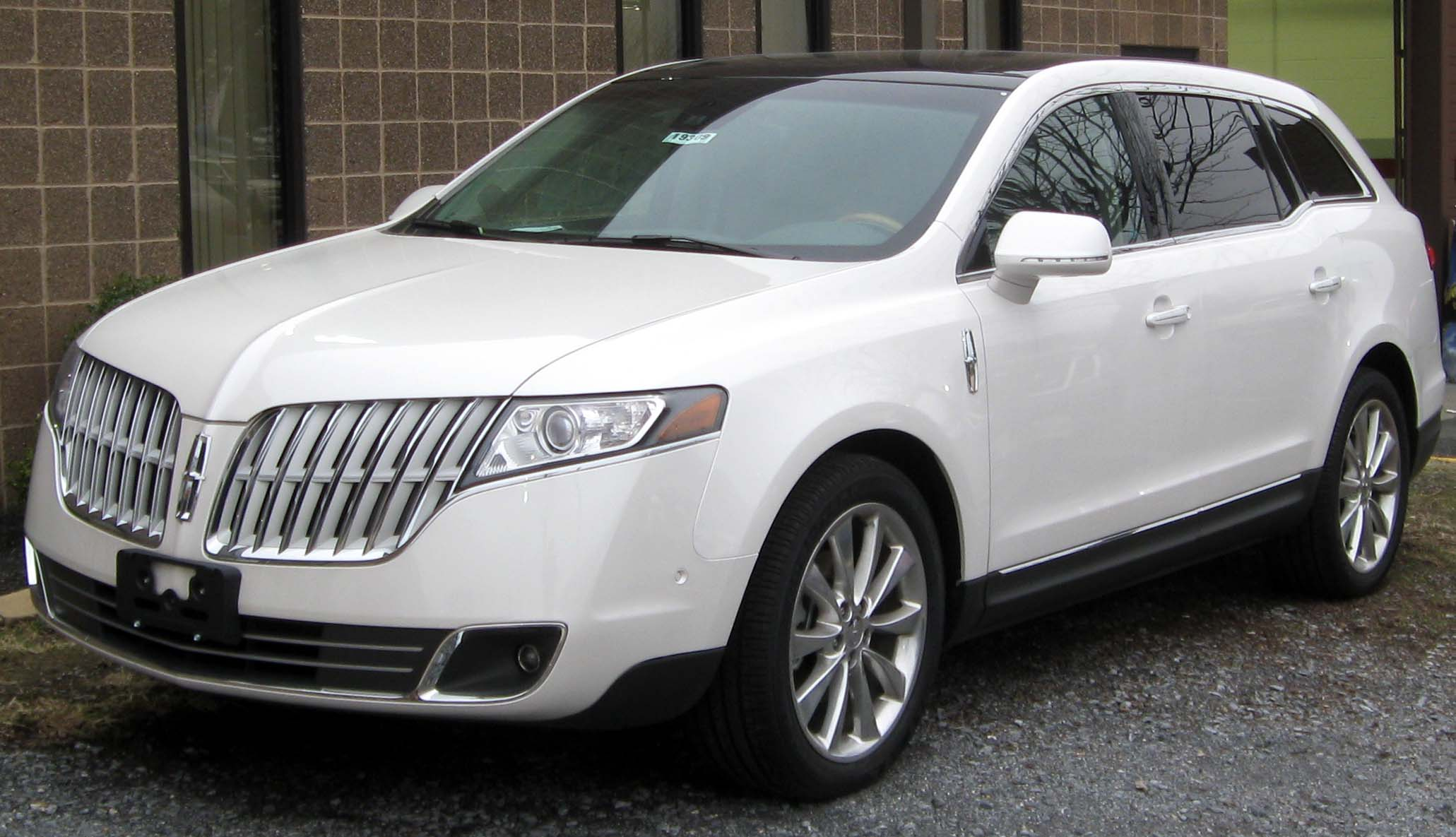
Lincoln MKT
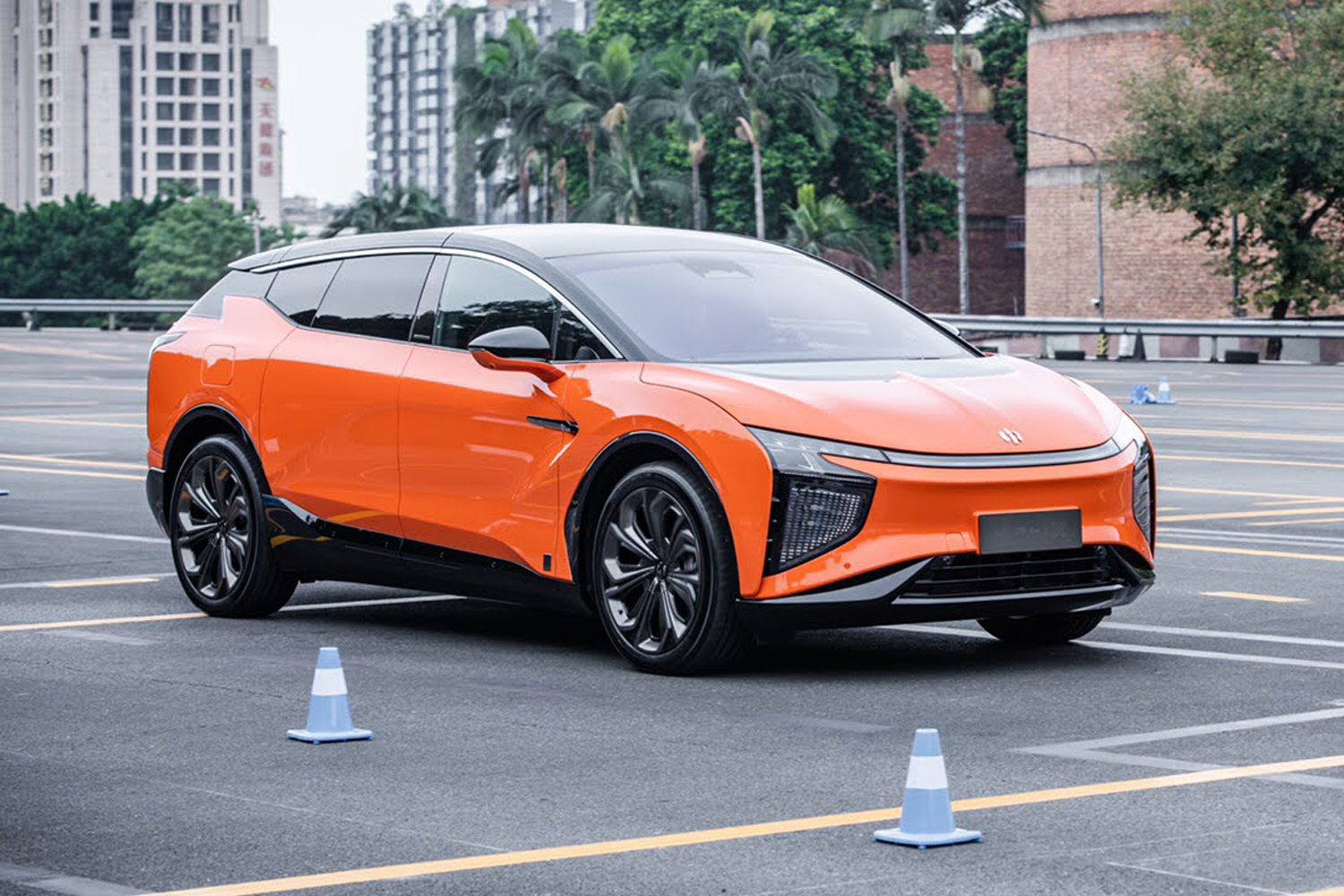
HiPhi X

### À la minivan
Początkowo zjawisko nadawania crossoverom koncepcji łączącej cechy wyglądów SUV-a z minivanami była zjawiskiem niszowym i stosowanym równolegle wobec klasycznych minivanów. Z drugą dekadą XXI wieku crossovery o obszernej kabinie pasażerskiej umożliwiającej przestransportowanie do 7 pasażerów, zaczęły wypierać dotychczasowe samochody o takiej specyfice – np. Opel Crossland zastąpił Opla Merivę, Renault Espace zmienił postać wraz z premierą piątej generacji, a w 2021 roku na podobny krok zdecydowała się także Dacia, zastępując model Lodgy crossoverem Jogger.

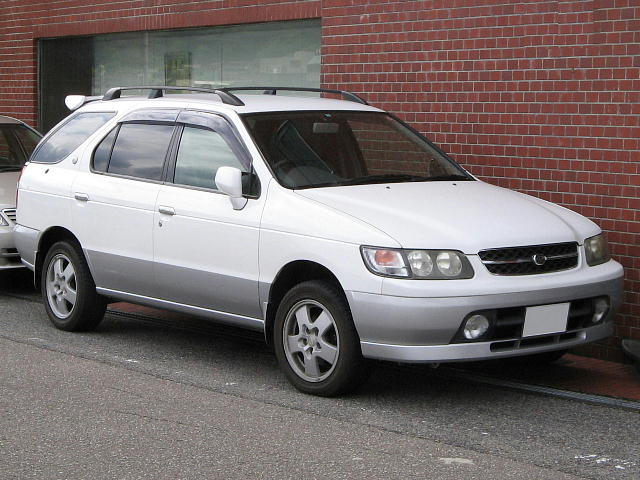
Nissan R'nessa
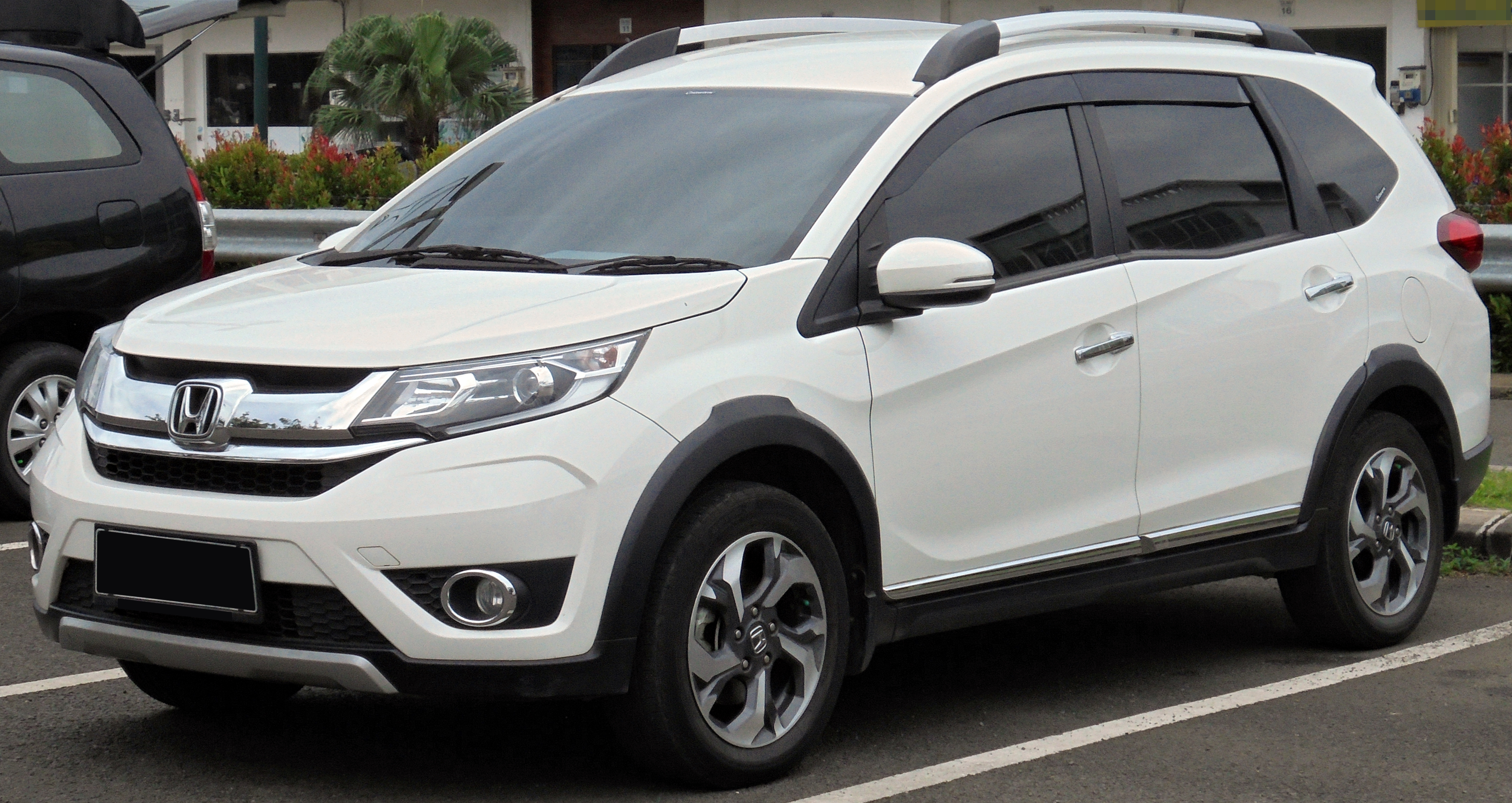
Honda BR-V
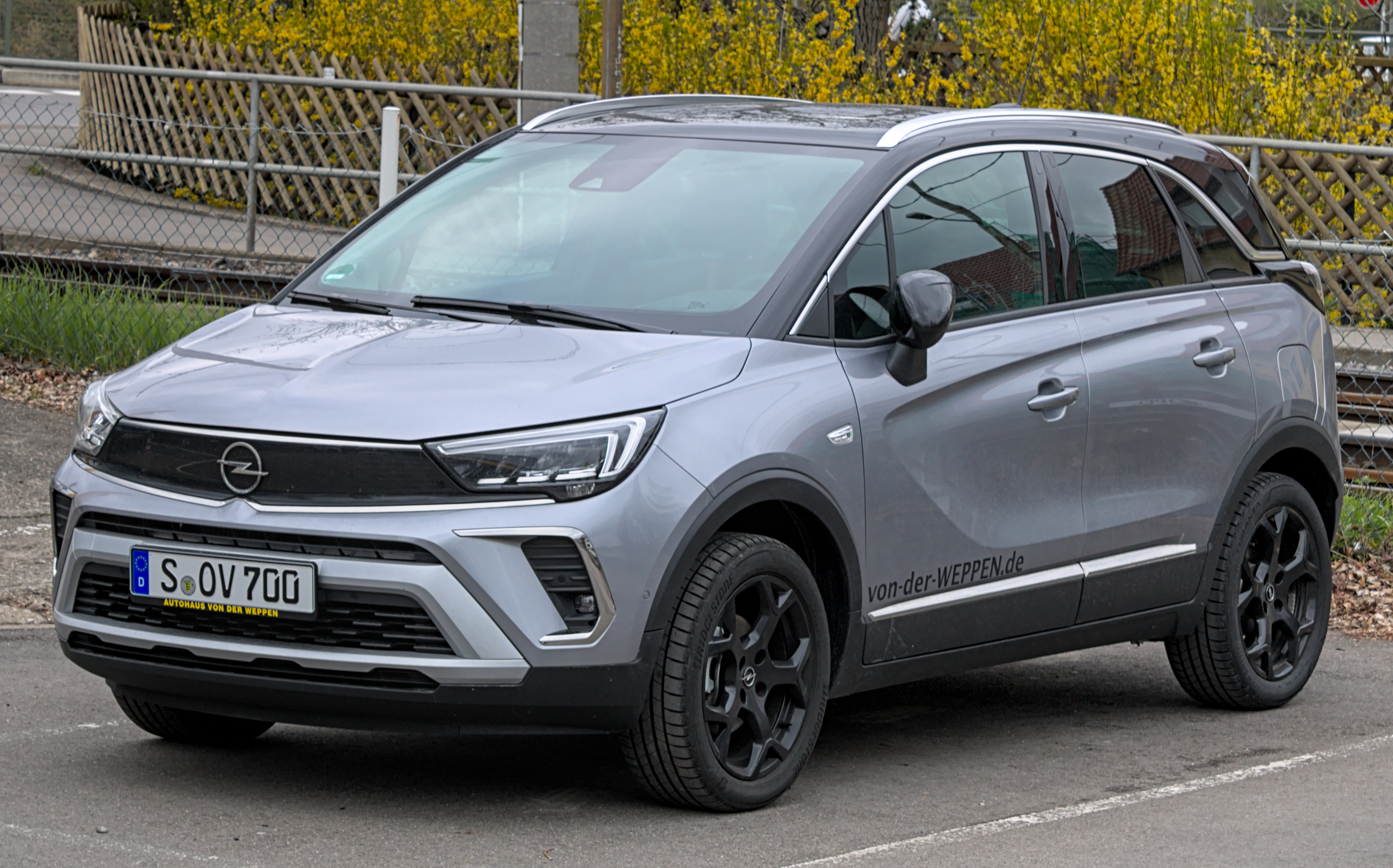
Opel Crossland
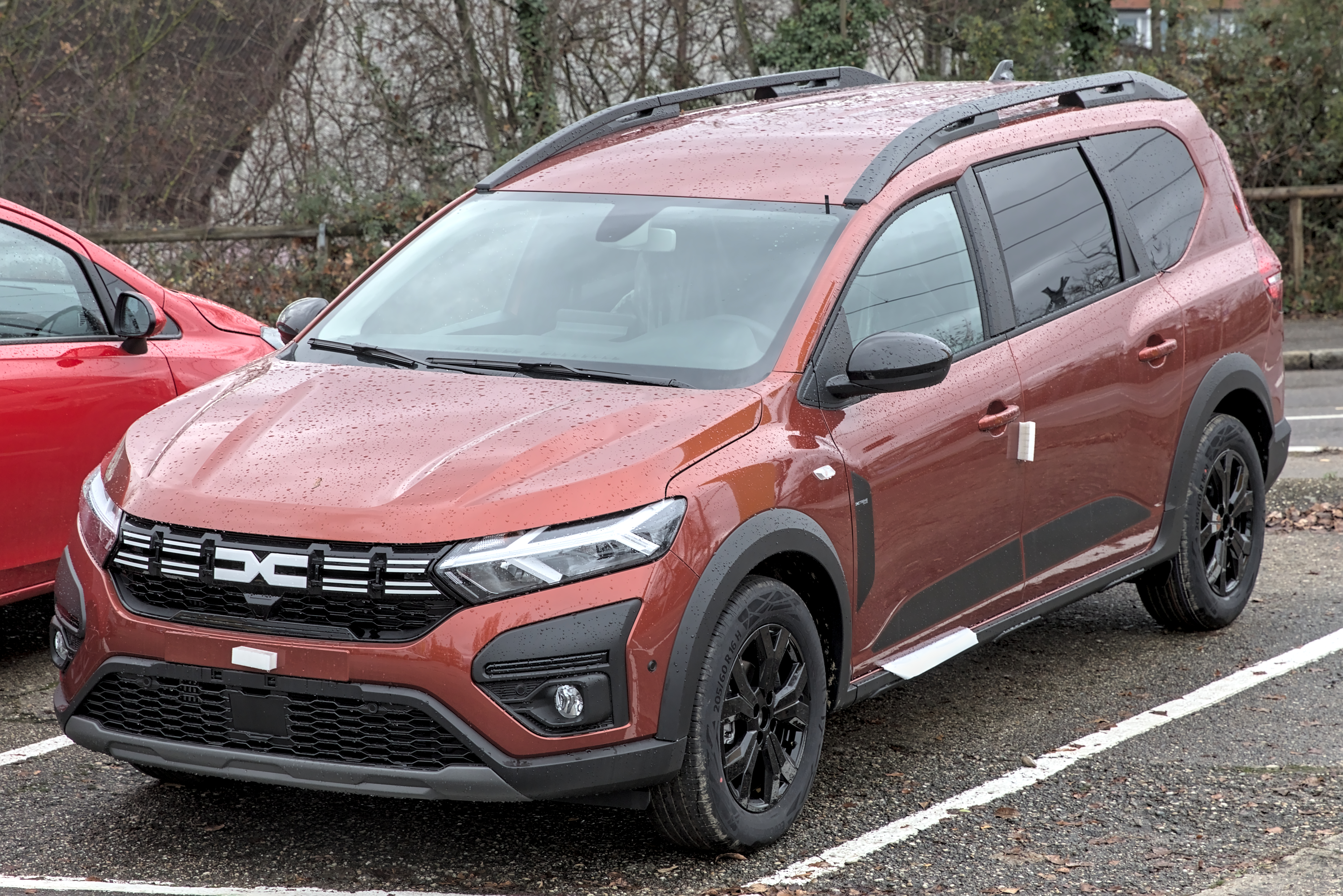
Dacia Jogger

### À la coupé
W pierwszej dekadzie XXI wieku na rynku pojawiła się nowa nisza w postaci tzw. SUV-ów Coupe, zgodnie z nazwą wyróżniając się łagodnie opadającą linią dachu. Eksperymenty z takim ukształtowaniem nadwozia w przypadku crossoverów rozpoczęły się szybciej, bo już w 2001 roku za pośrednictwem Pontiaka Azteka. Nisko opadającą linię dachu w 2010 roku otrzymała także Honda Accord Crosstour, a także kolejne samochody debiutujące w drugiej dekadzie XXI wieku: m.in. Mazda CX-4, Tesla Model X i Model Y, Jaguar I-Pace i Volkswagen Nivus/Taigo.

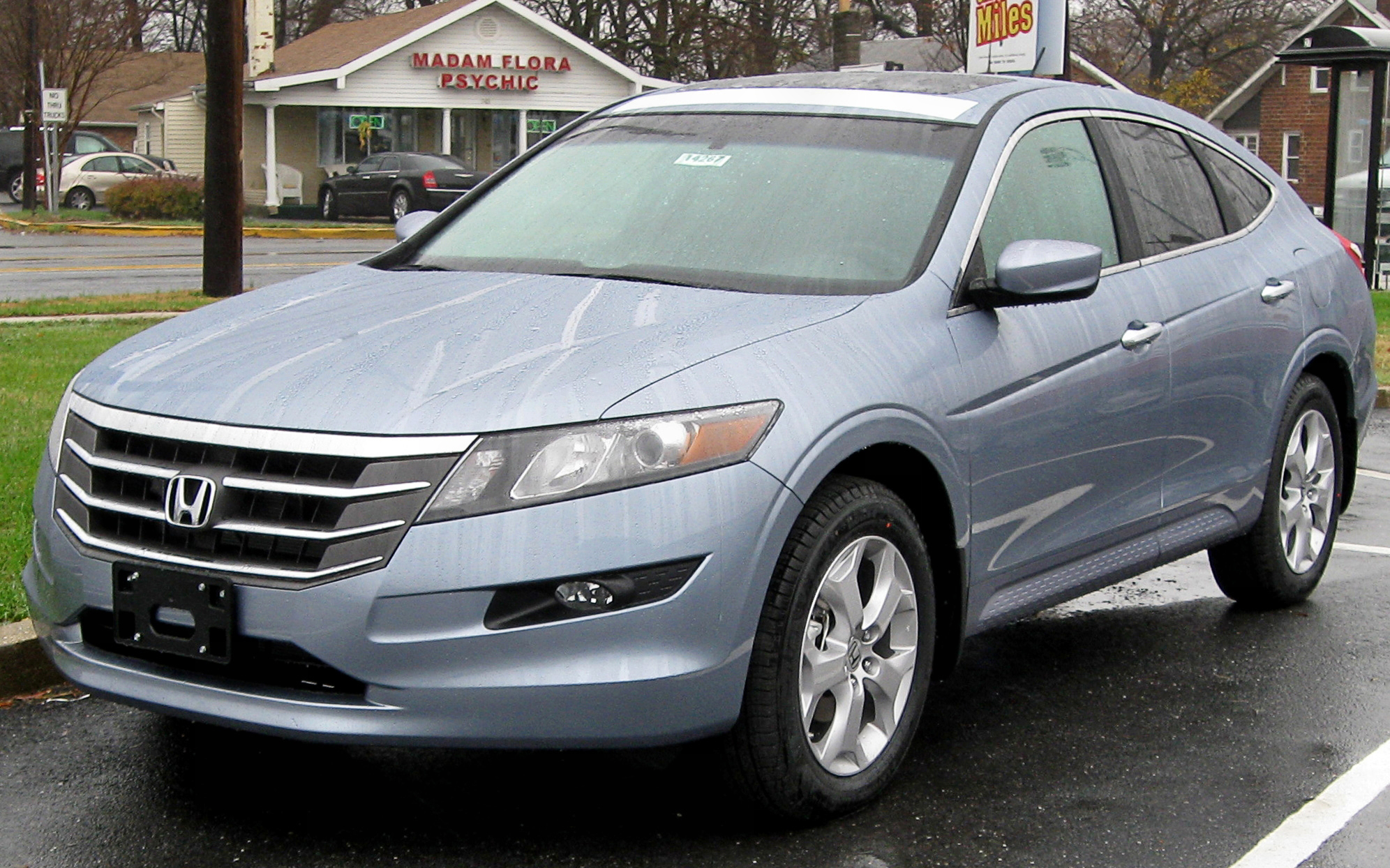
Honda Accord Crosstour
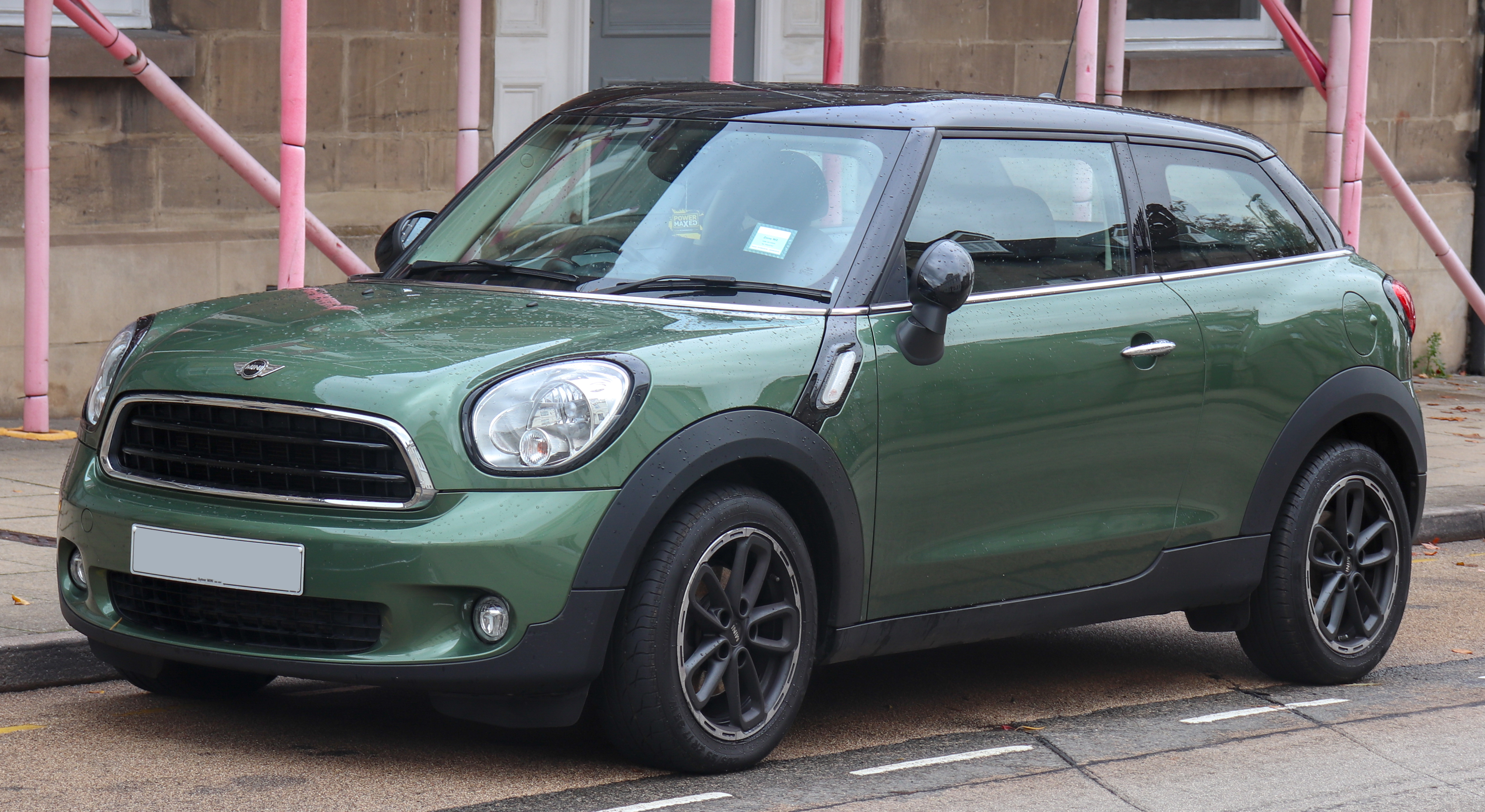
Mini Paceman
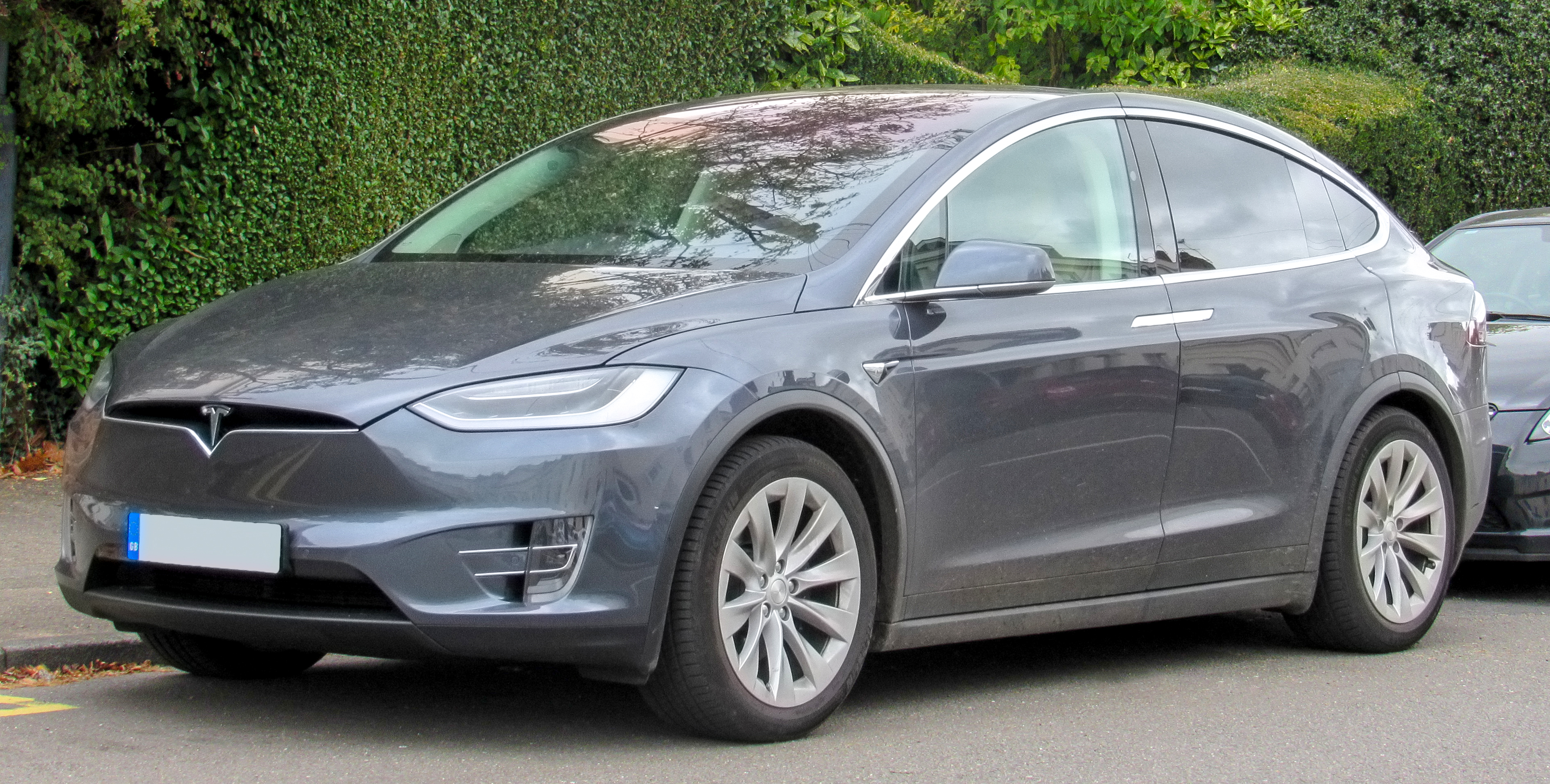
Tesla Model X
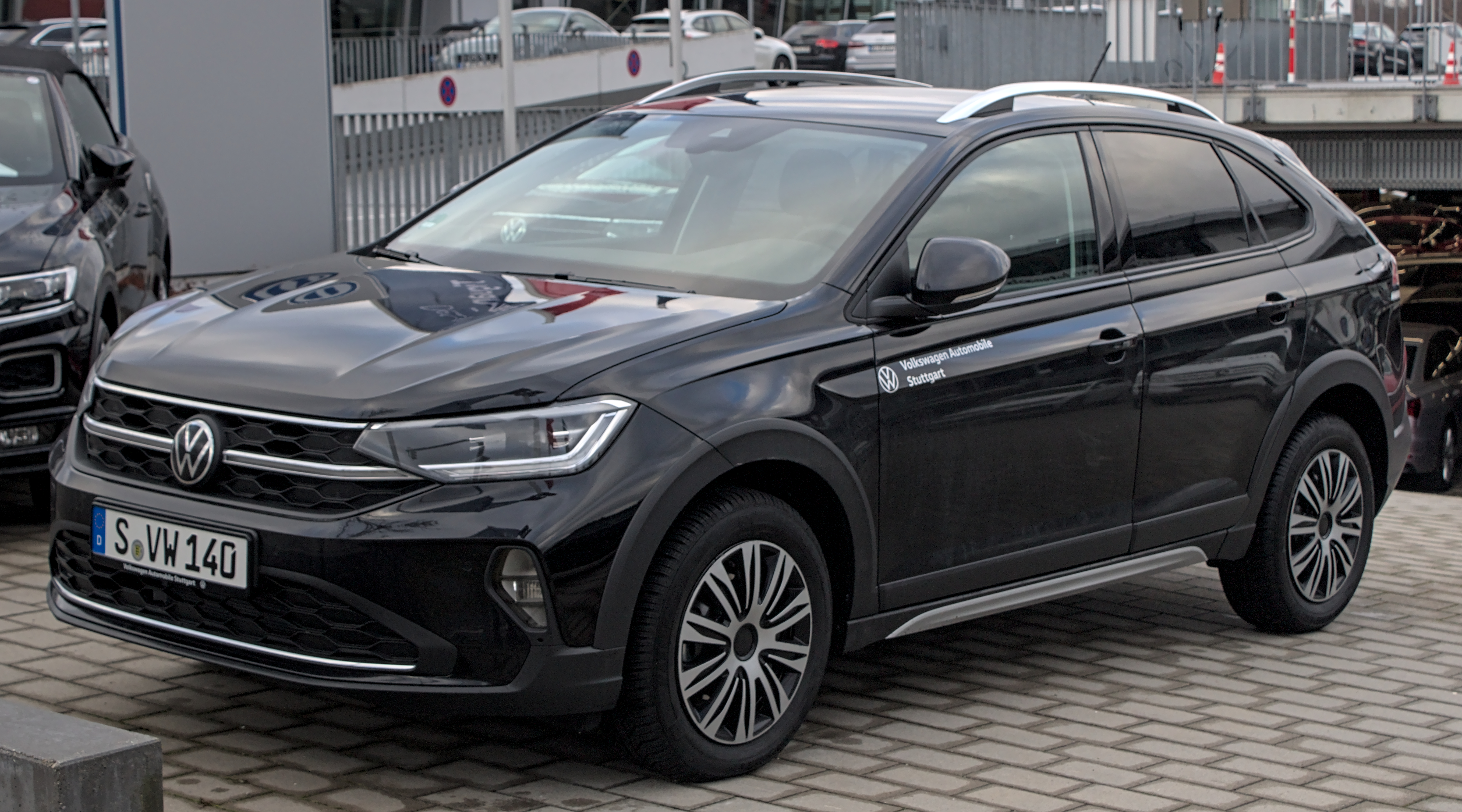
Volkswagen Taigo

### À la cabriolet
Już samo połączenie kabrioleta wyposażonego w miękki, kilkuczęściowy składany dach z SUV-em jest rozwiązaniem niszowym, na które eksperymentalnie dotychzas zdecydował się tylko Nissan wobec modelu Murano CrossCabrio i Land Rover wobec Range Rovera Evoque Convertible. W przypadku mniej bojowo wyglądającyh crossoverów, koncepcja ta do połowy drugiej dekady XXI wieku pozostała nieznana. Zapowiedziami zbudowania crossovera z otwartym dachem Volkswagen przedstawił kolejno w 2014 oraz 2016 roku za pomocą prototypów T-Roc Concept oraz T-Cross Breeze. Ostatecznie zmaterializowały się one w postaci seryjnej, drugiej obok klasycznego 5-drzwiowego T-Roka odmiany nadwoziowej T-Roc Cabriolet przedstawionej w 2019 roku. Jedynym producentem poza Volkswagenem, który zdecydował się połączyć cechy crossovera z otwieranym dachem, był Fiat, który w 2021 roku przedstawił mniej inwazyjną w pierwotną koncepcję, limitowaną edycję Yachting modelu 500X. Wyposażono ją w miękki, zwijany dach nad głowami kierowcy i pasażerów typu open air.

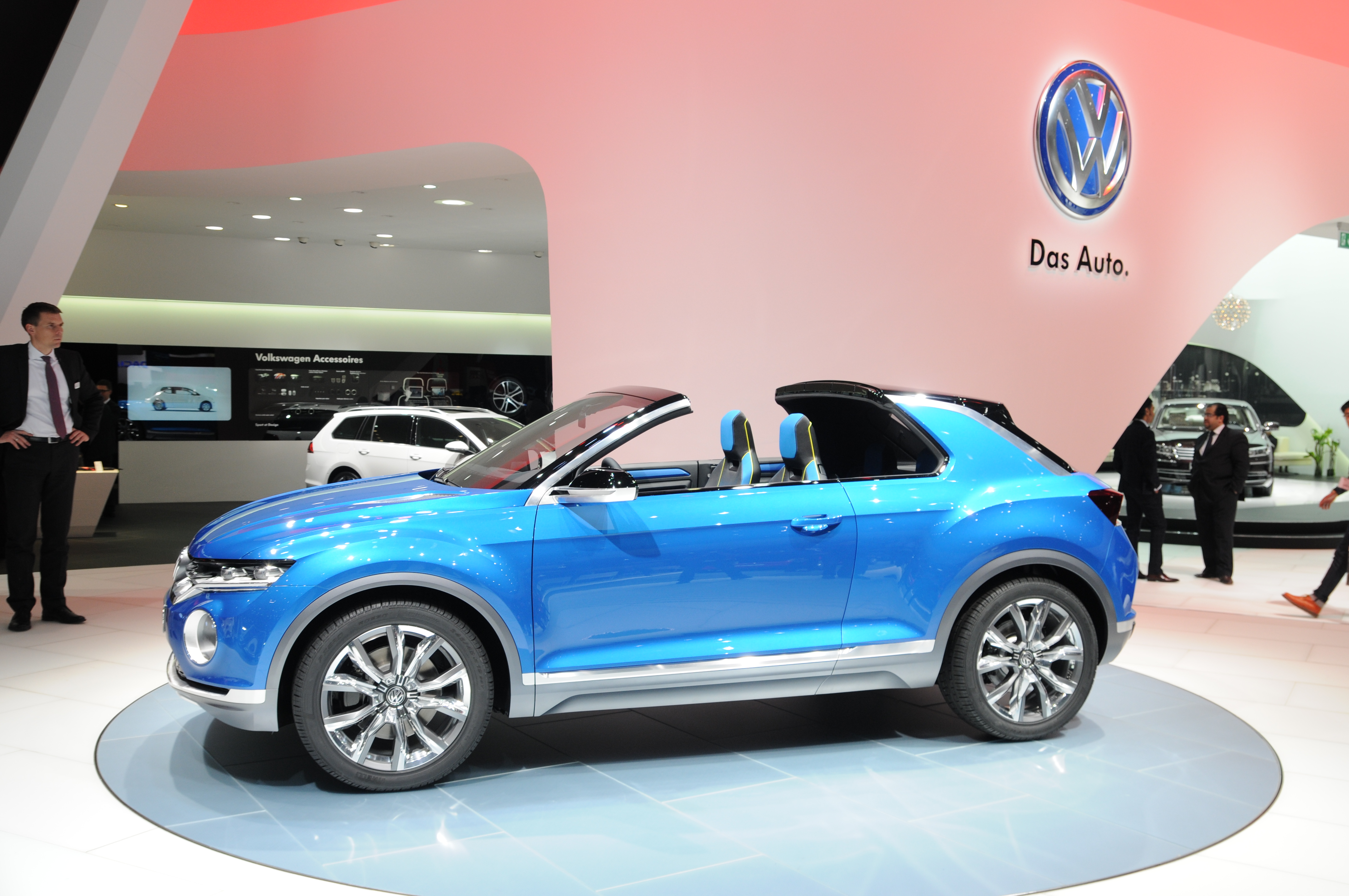
Volkswagen T-Roc Concept
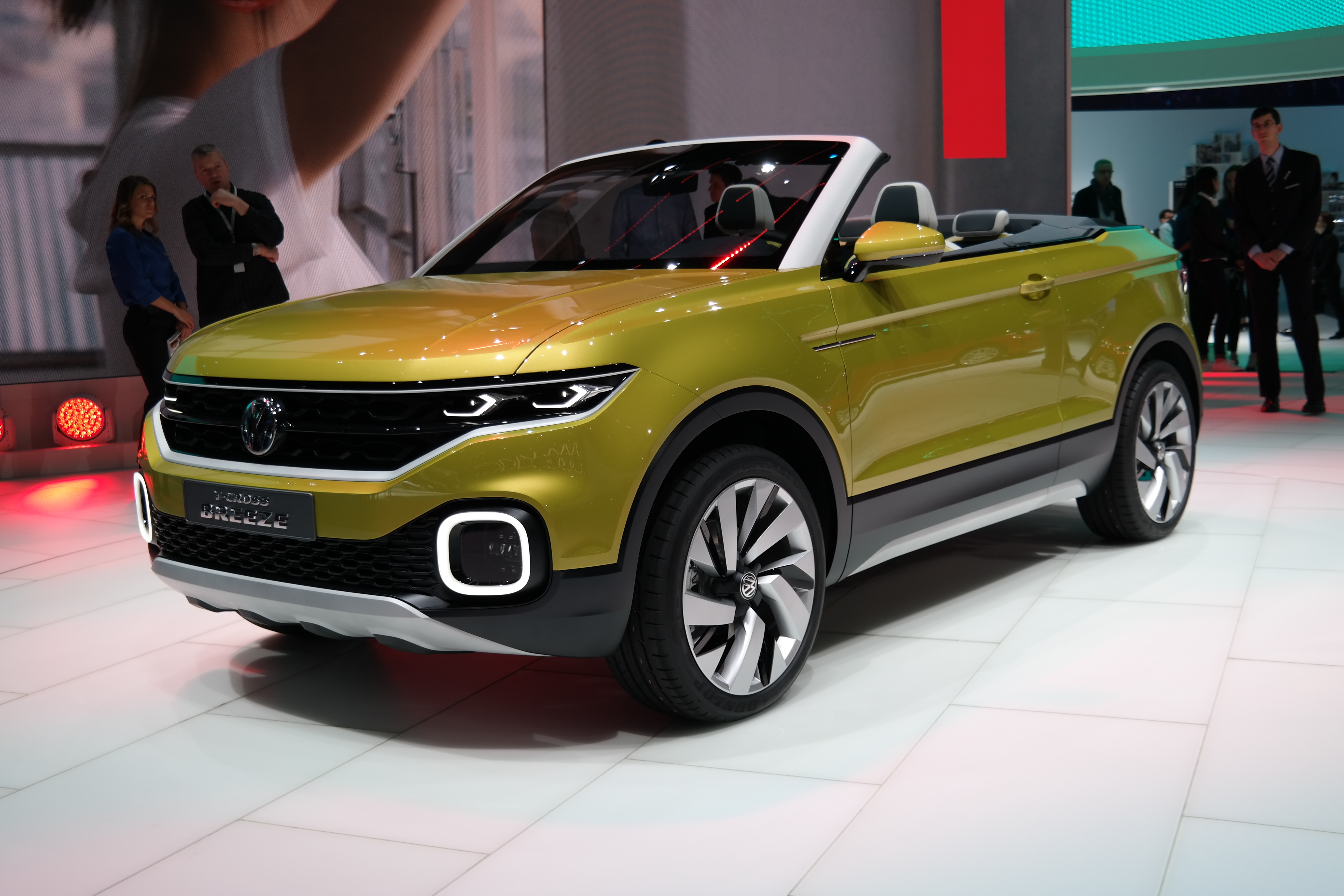
Volkswagen T-Cross Breeze Concept
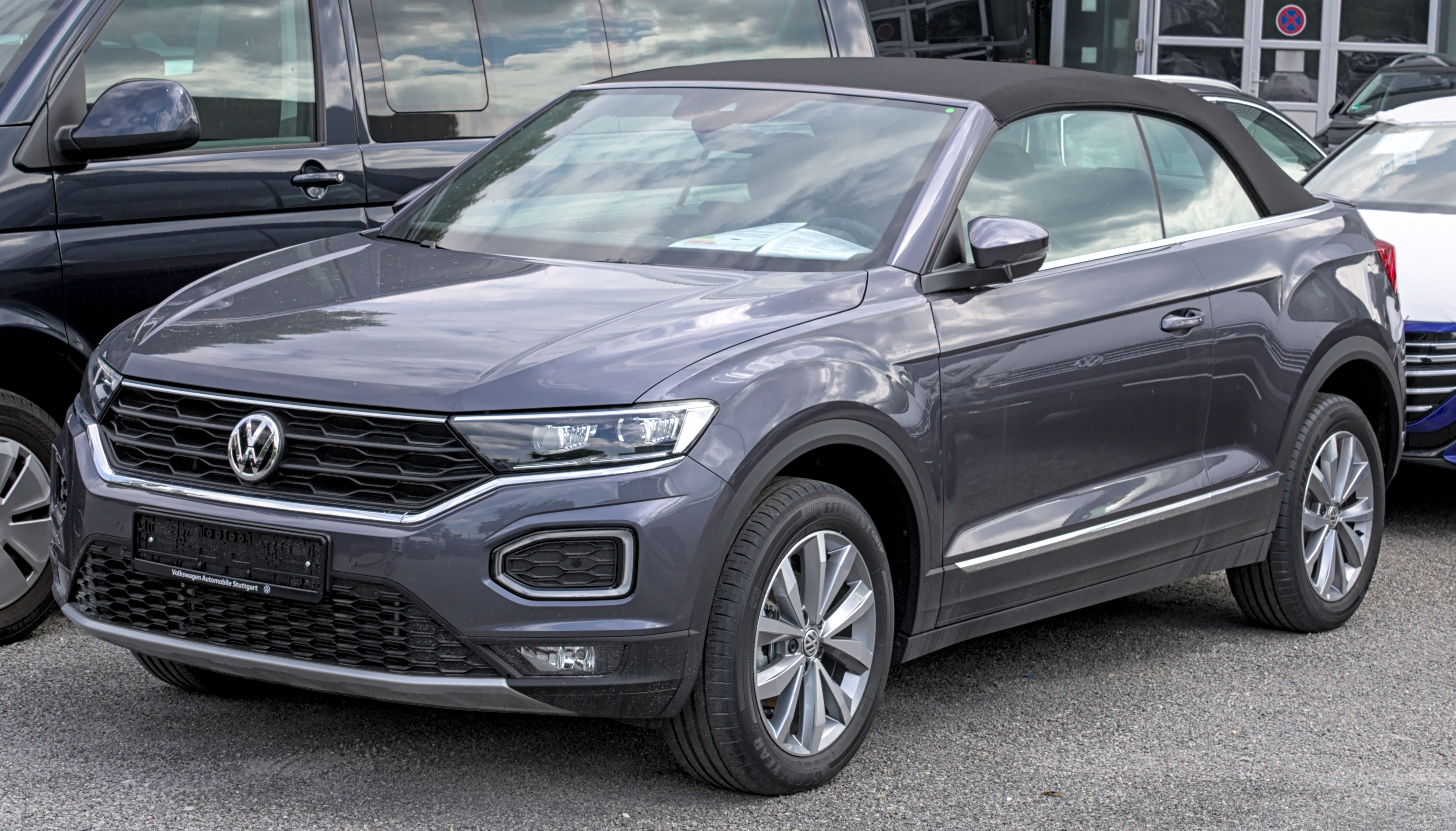
Volkswagen T-Roc Cabriolet
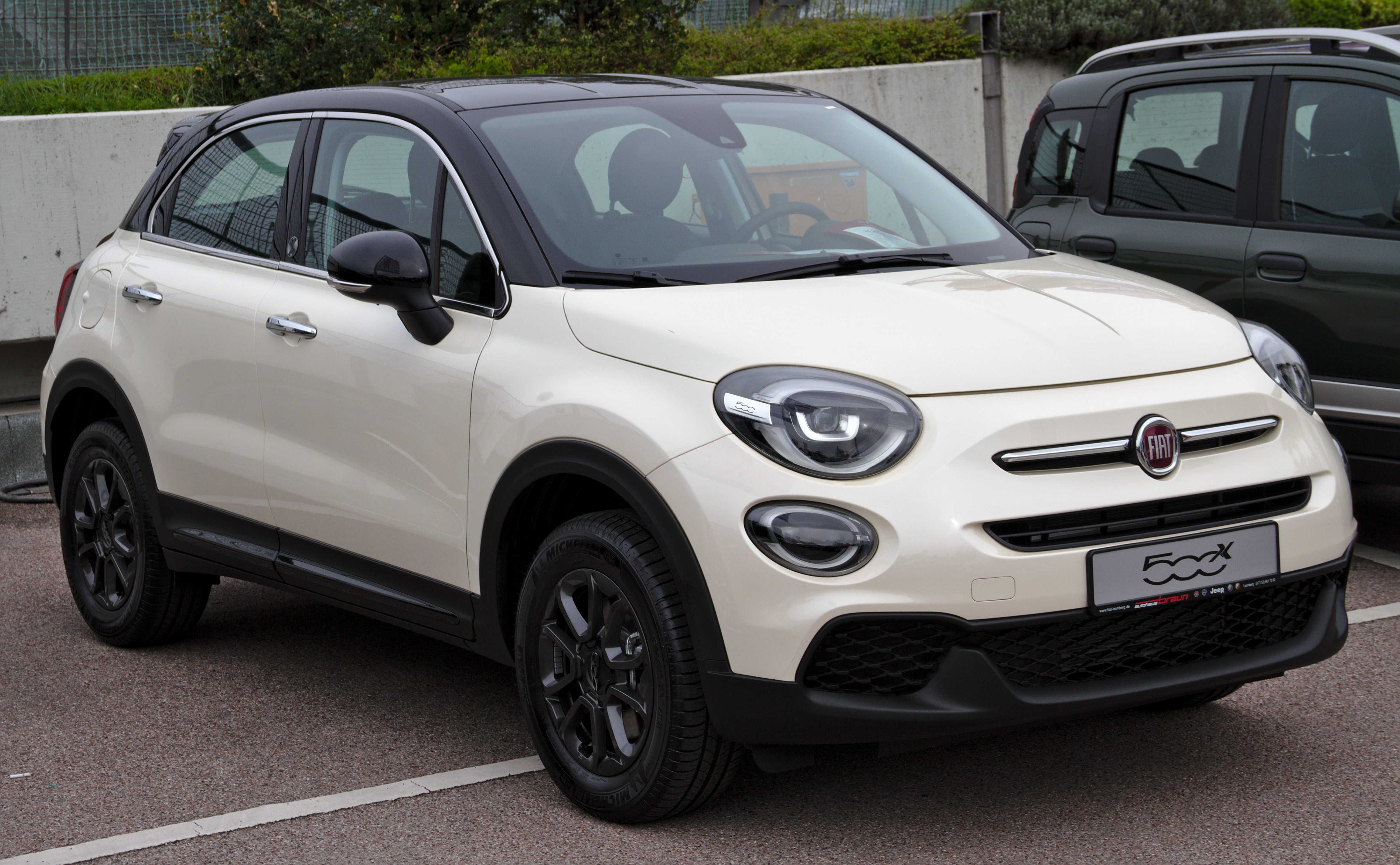
Fiat 500X Yachting

## Stylizacja à la crossover

### Hatchbacki
Zjawisko łączenia cech samochodów osobowych z elementami typowymi dla SUV-ów przejawia się nie tylko konstruowaniem odrębnych modeli samochodów, ale i prezentowaniem wersji wyposażeniowych umożliwiających upodobnienie tradycyjnych samochodów do elementów à la crossover. Zmiany te zazwyczaj ograniczają się jedynie do akcentów stylistycznych, zyskując nakładki na zderzaki, nadkola i progi, a także relingi oraz nieznacznie podwyższony prześwit. Jednymi z pierwszych takich samochodów był Volkswagen Golf Cross i Toyota Starlet Remix z lat 90. XX wieku. Takie pakiety stylistyczne na przestrzeni lat zaoferowali zarówno producenci hatchbacków segmentu A, jak i większych – B i C.

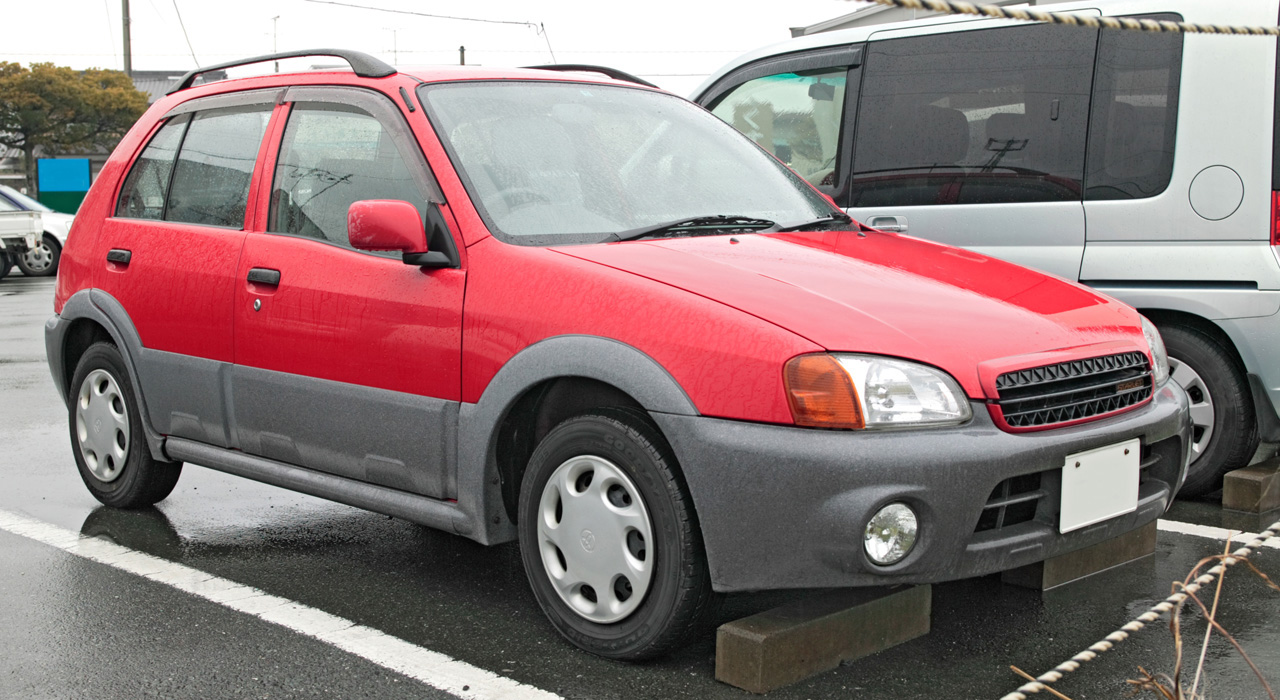
Toyota Starlet Remix
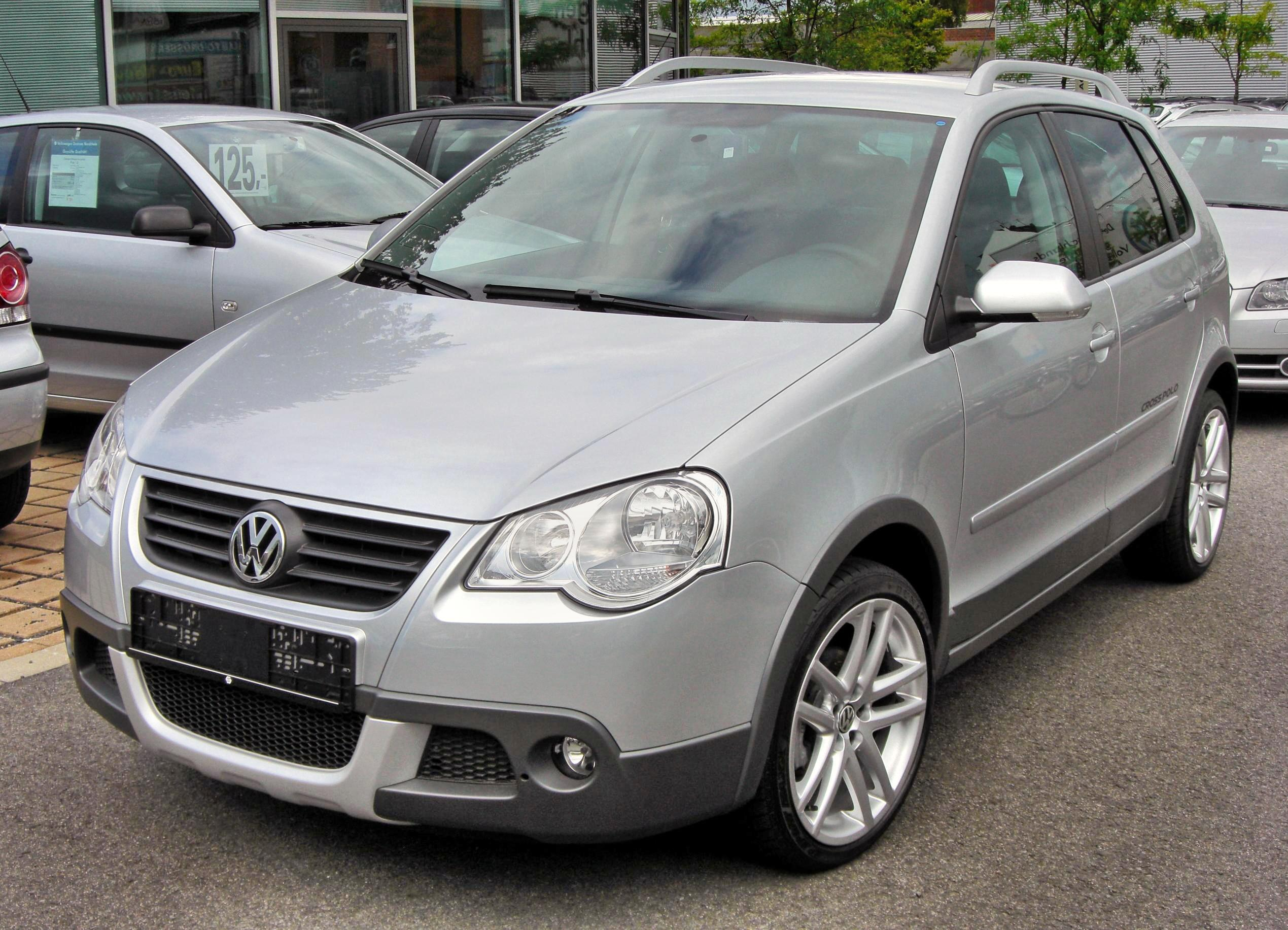
Volkswagen CrossPolo
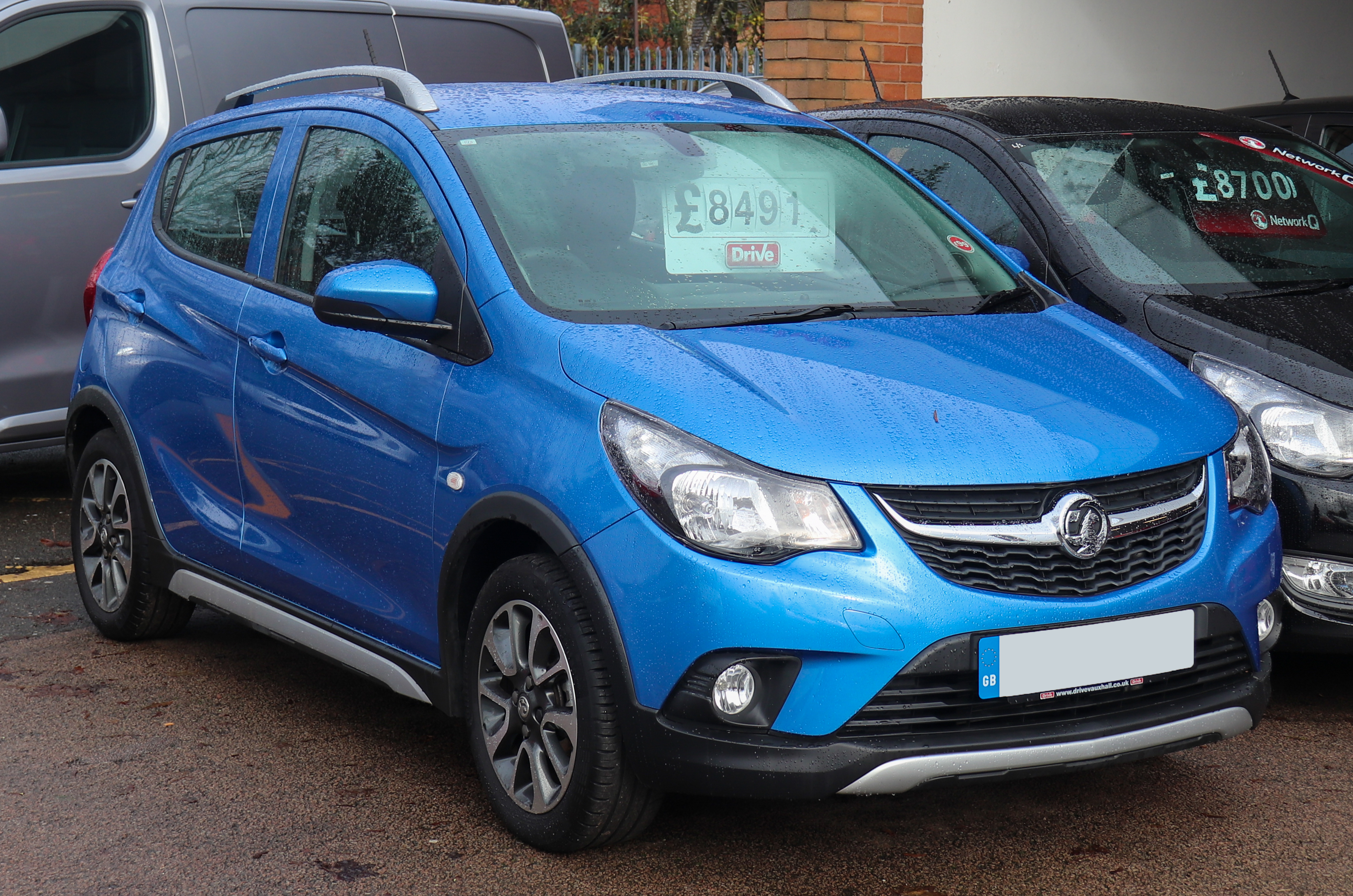
Vauxhall Viva Rocks
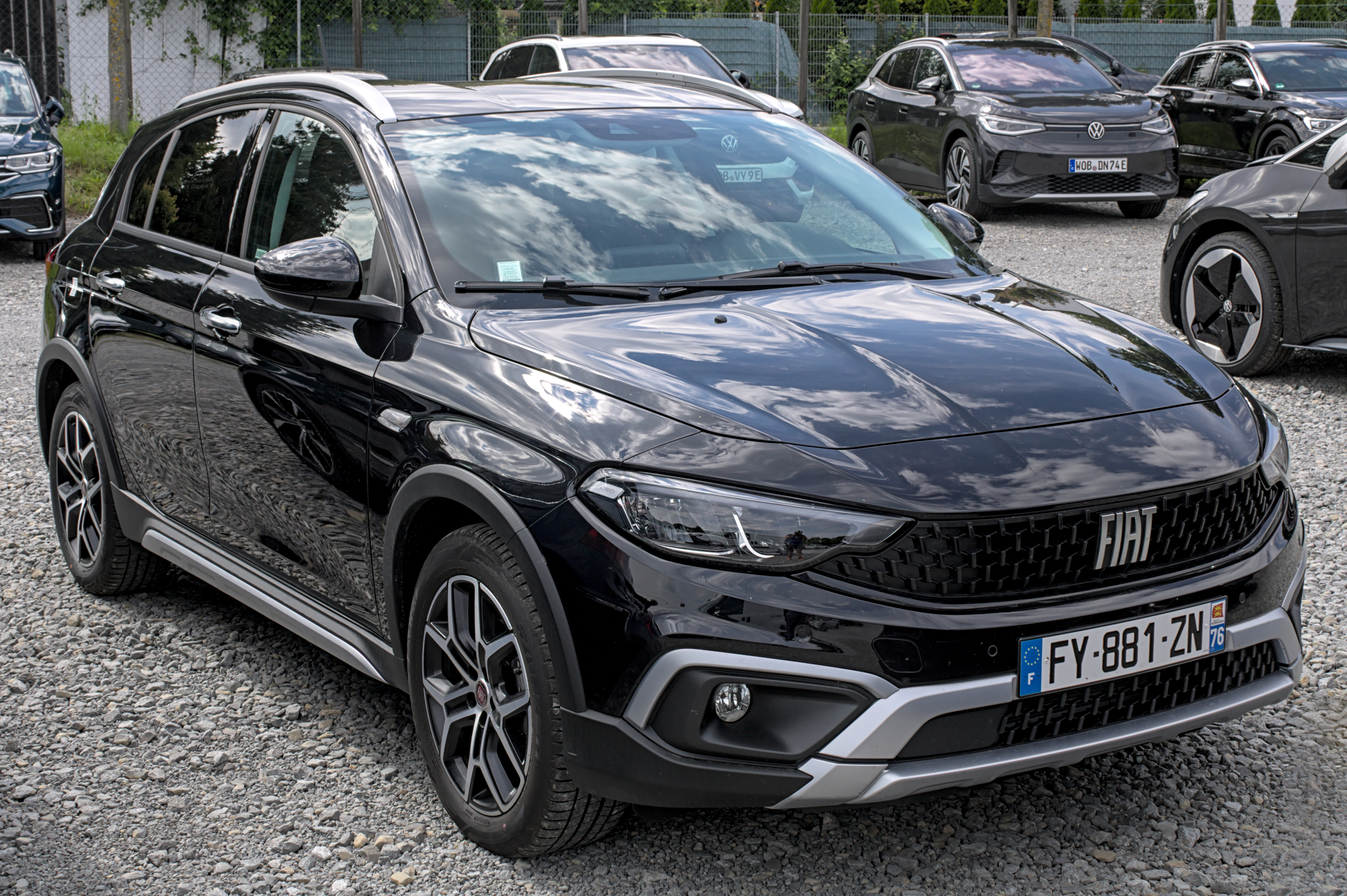
Fiat Tipo Cross

### Kombi
Nadawanie samochodom osobowym cech wizualnych crossoverów pojazdom z nadwoziem kombi spopularyzowało w latach 90. Subaru i Volvo. Choć takie modele jak Outback czy Volvo XC70 oferowały napęd AWD, tak w późniejszych latach XXI wieku nie było to regułą. Niektóre modele, jak np. Škoda Octavia Scout podwyższony prześwit pozwalają łączyć z napędem na 4 koła, jednak nie brakuje i takich, które poprzestają na pakiecie stylistycznym – jak np. Ford Focus Active czy Toyota Corolla Trek.

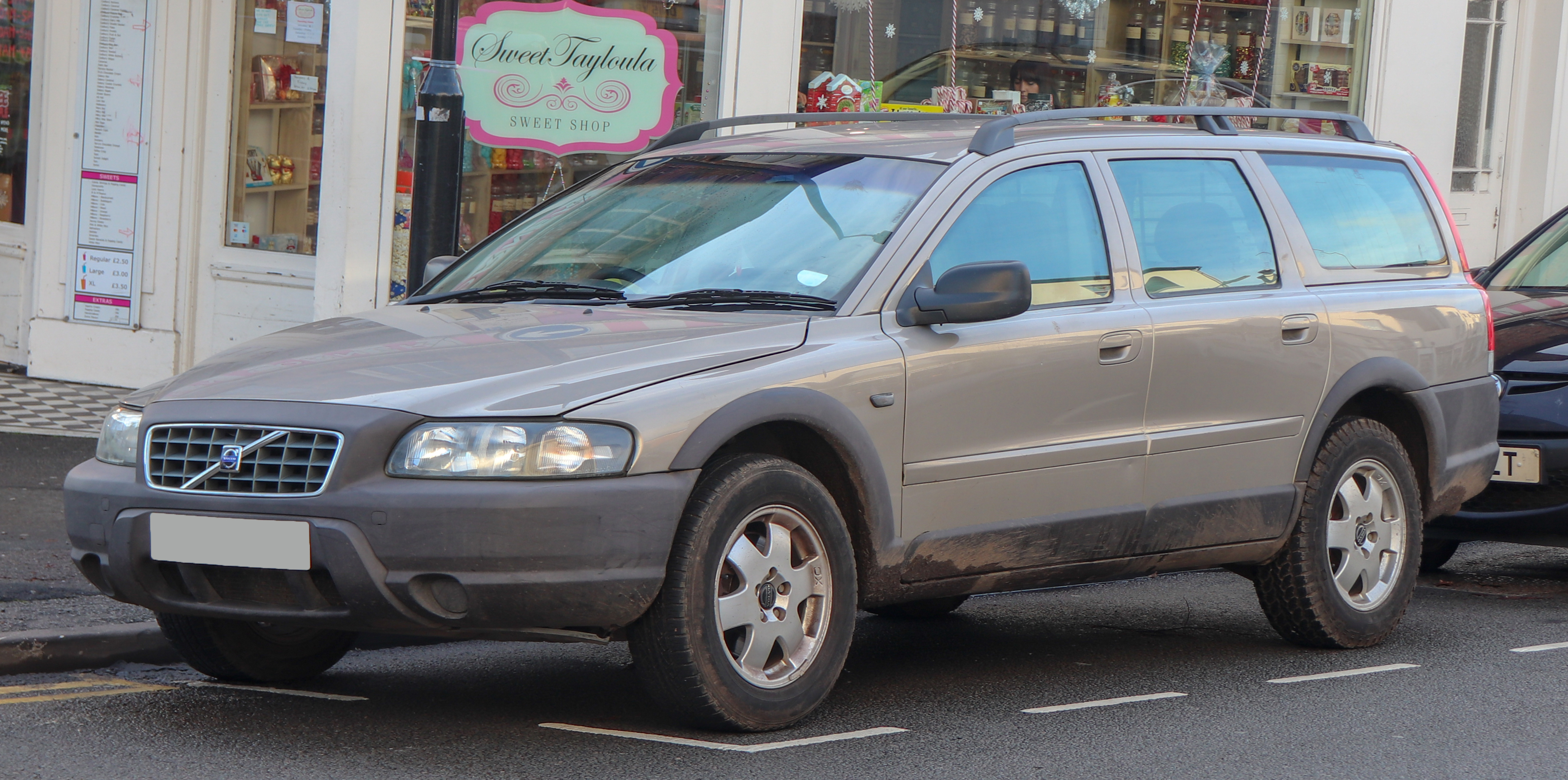
Volvo XC70
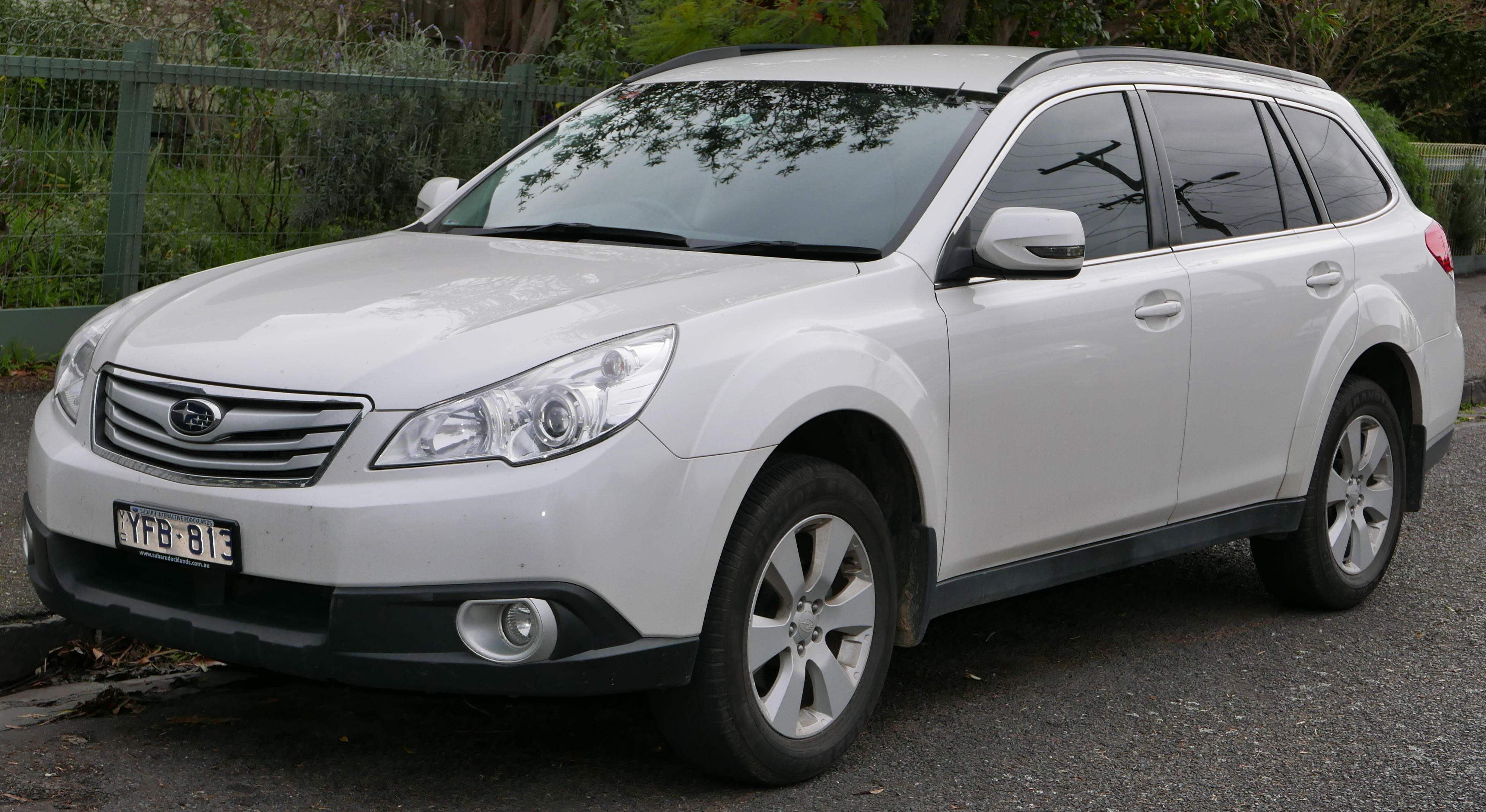
Subaru Outback
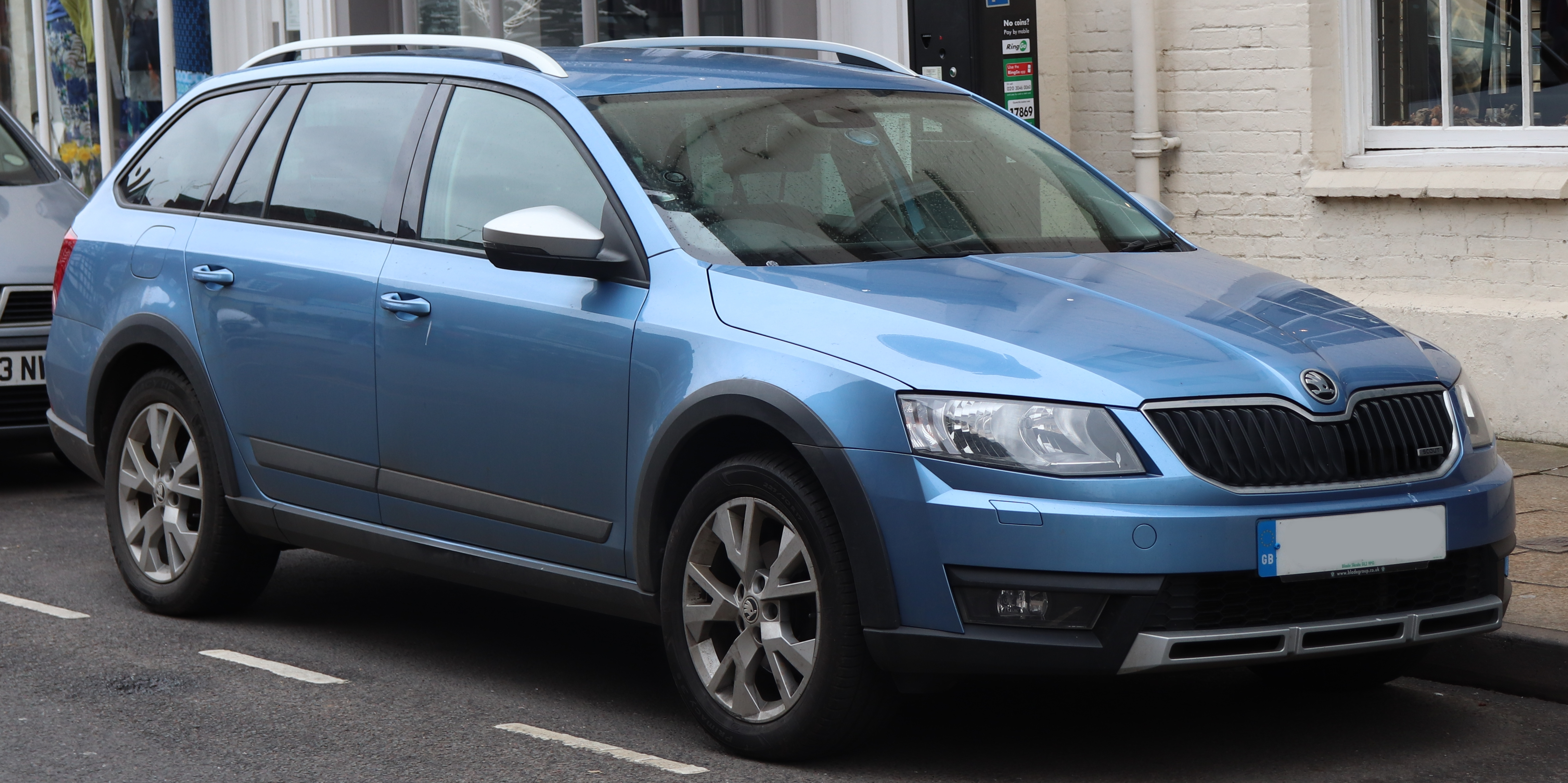
Škoda Octavia Scout
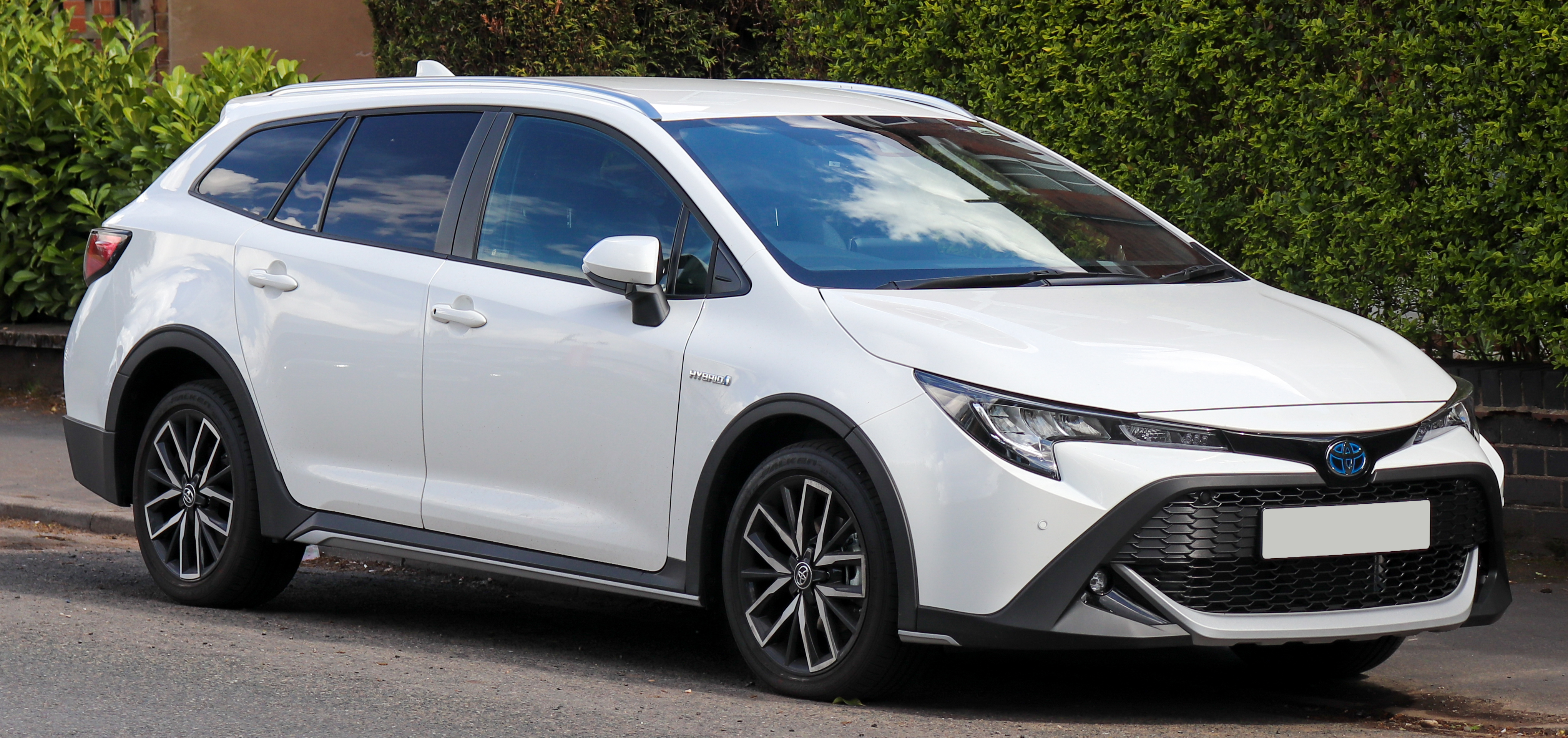
Toyota Corolla Trek

### Minivany
Przełomowym modelem, z punktu widzenia oferowania minivanów wyposażonych w rozległy pakiet stylistyczny upodabniający do samochodów typu crossover i SUV, było Renault Scénic RX4 z 2000 roku. Choć poza zmianami wizualnymi samochód ten oferował także pełnowartościowy napęd AWD, tak rozwiązanie to nie było masowo naśladowane przez inne firmy prezentujące w kolejnych latach pakiety stylistyczne à la crossover dla swoich minivanów. Takie samochody jak Volkswagen CrossGolf czy Volkswagen CrossTouran ograniczyły się do zmian zewnętrznych, a wyjątkiem od tego trendu nawiązującym do idei Renault z początków XXI wieku był jedynie SEAT Altea Freetrack z 2007 roku.

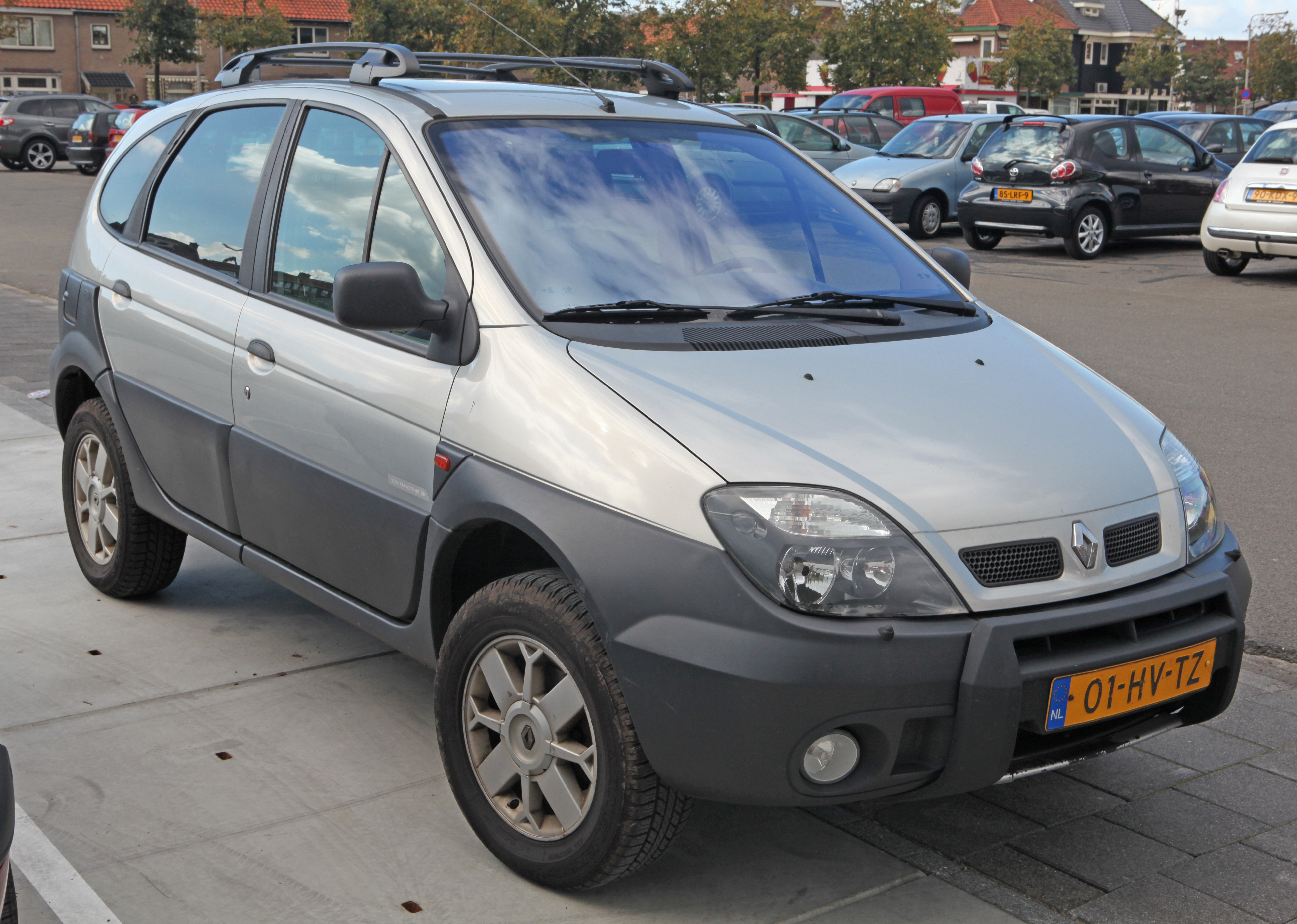
Renault Scénic RX4
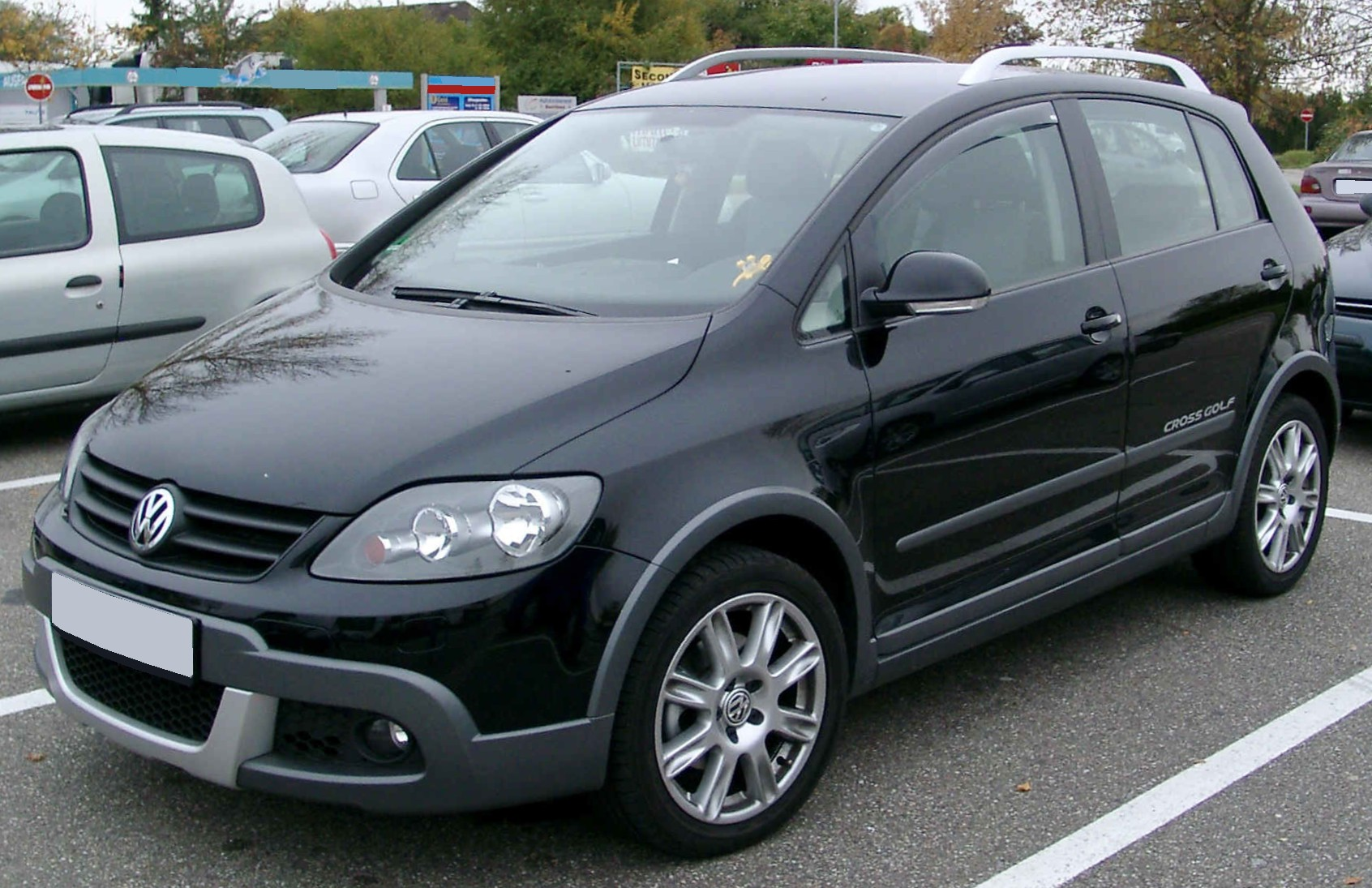
Volkswagen CrossGolf
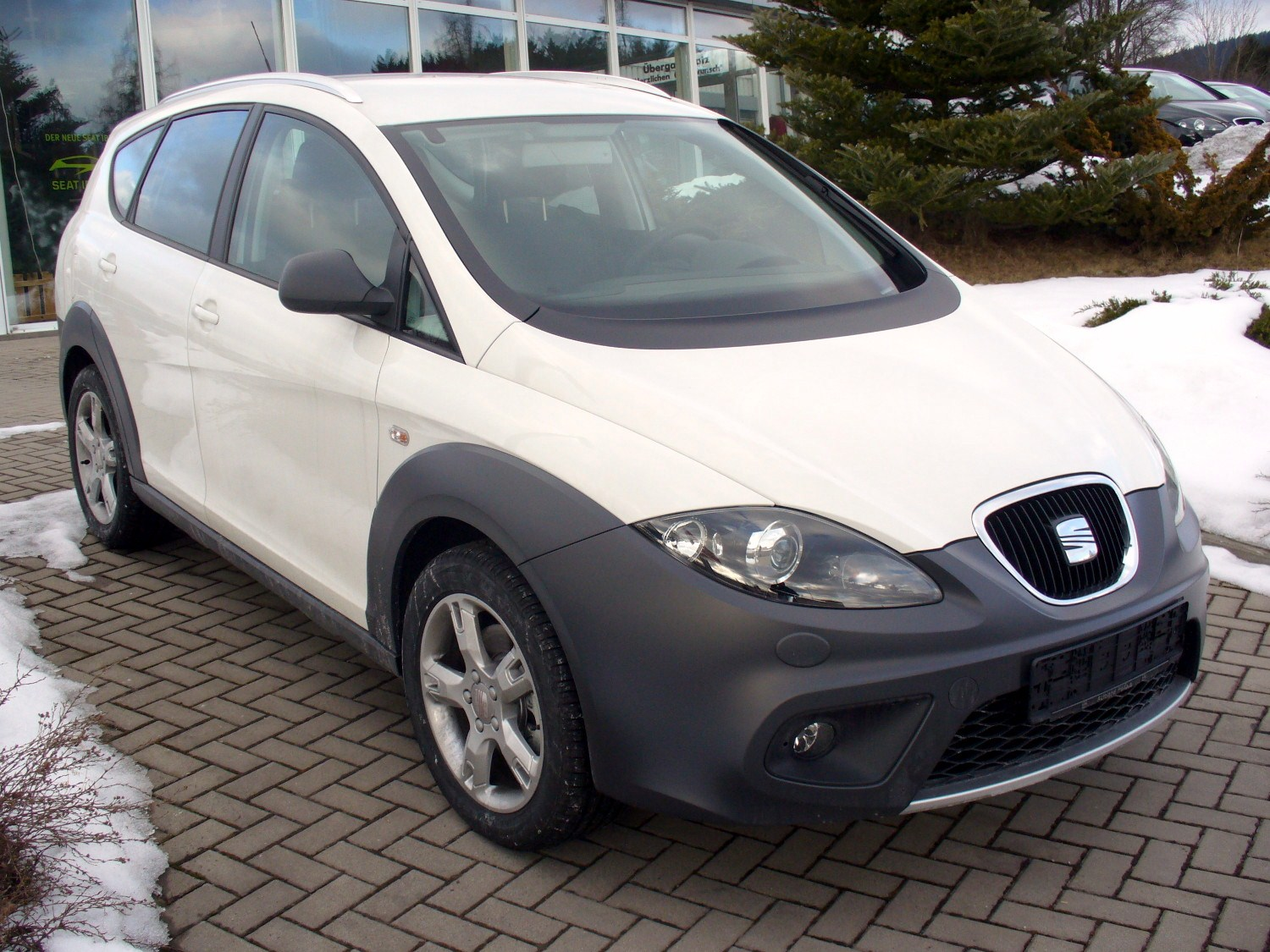
SEAT Altea Freetrack
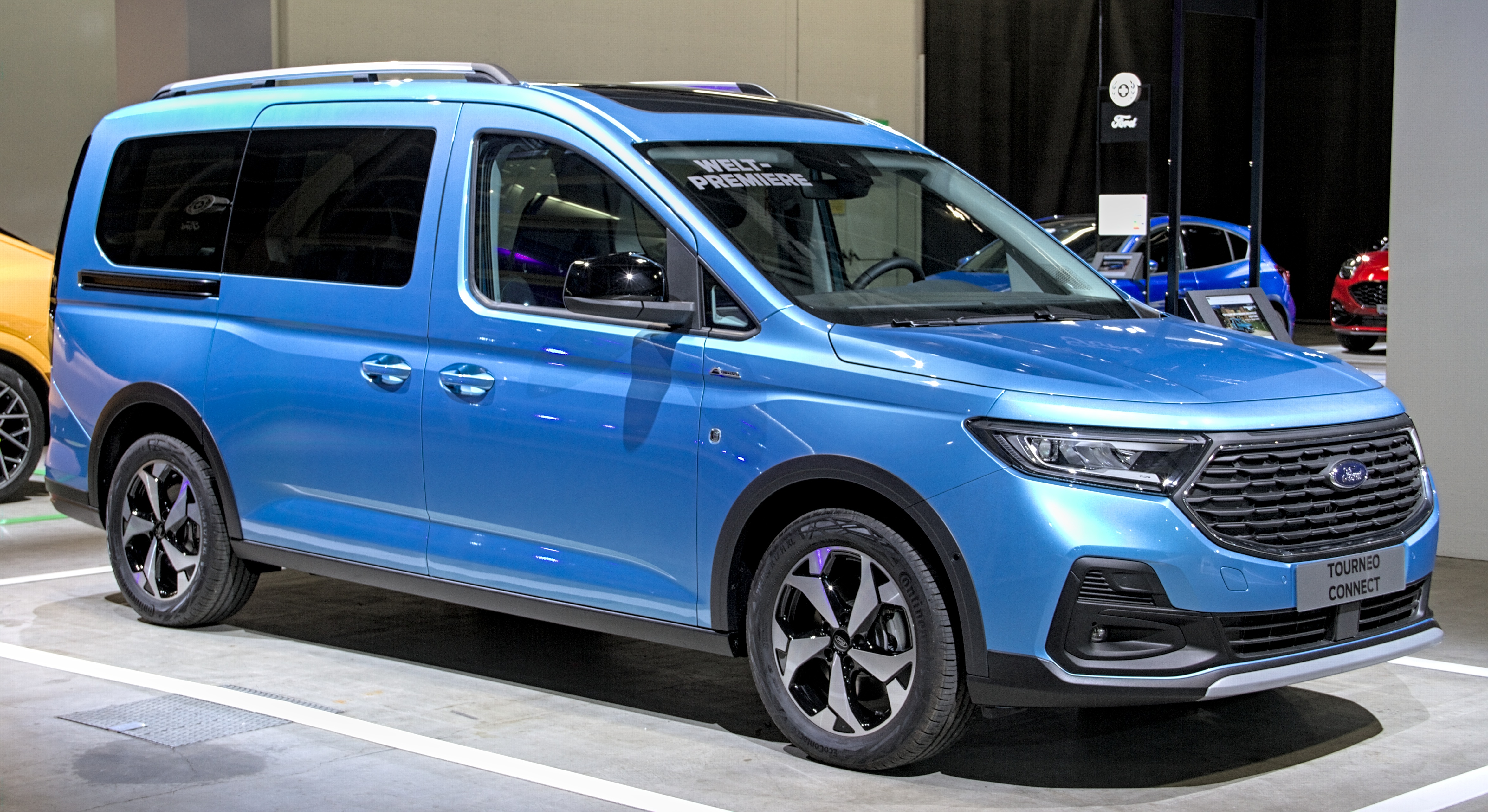
Ford Tourneo Connect Active

### Sedany
W czasie gdy trójbryłowe nadwozie wśród SUV-ów występuje tylko poprzez wybrane SUV-y Coupe, które przy łagodnie opadającym dachu zachowują stopniowany tył a la coupé i liftback, tak w przypadku crossoverów wielokrotnie ich cechy wizualne próbowano nadawać także klasycznym, 4-drzwiowym sedanom. Pierwsze było Subaru, które oprócz odmiany 5-drzwiowej w 1997 roku poszerzyło gamę wariantów o trójbryłowego Outbacka SUS. Samochód nie zdobył popularności i nie doczekał się kontynuacji po 2010 roku. Pomimo tego z drugą dekadą XXI wieku eksperymenty z oferowaniem pakietów stylistycznych à la crossover podjęło kilka innych producentów. W 2015 roku zadebiutowało Volvo S60 Cross Country, rok później chiński Qoros zaprezentował pakiet stylistyczny GT dla modelu 3, a w 2018 roku do sprzedaży trafiły dwa kolejne modele tego typu z myślą o rynku rosyjskim: Reanult Logan Stepway i Łada Vesta Cross Sedan.

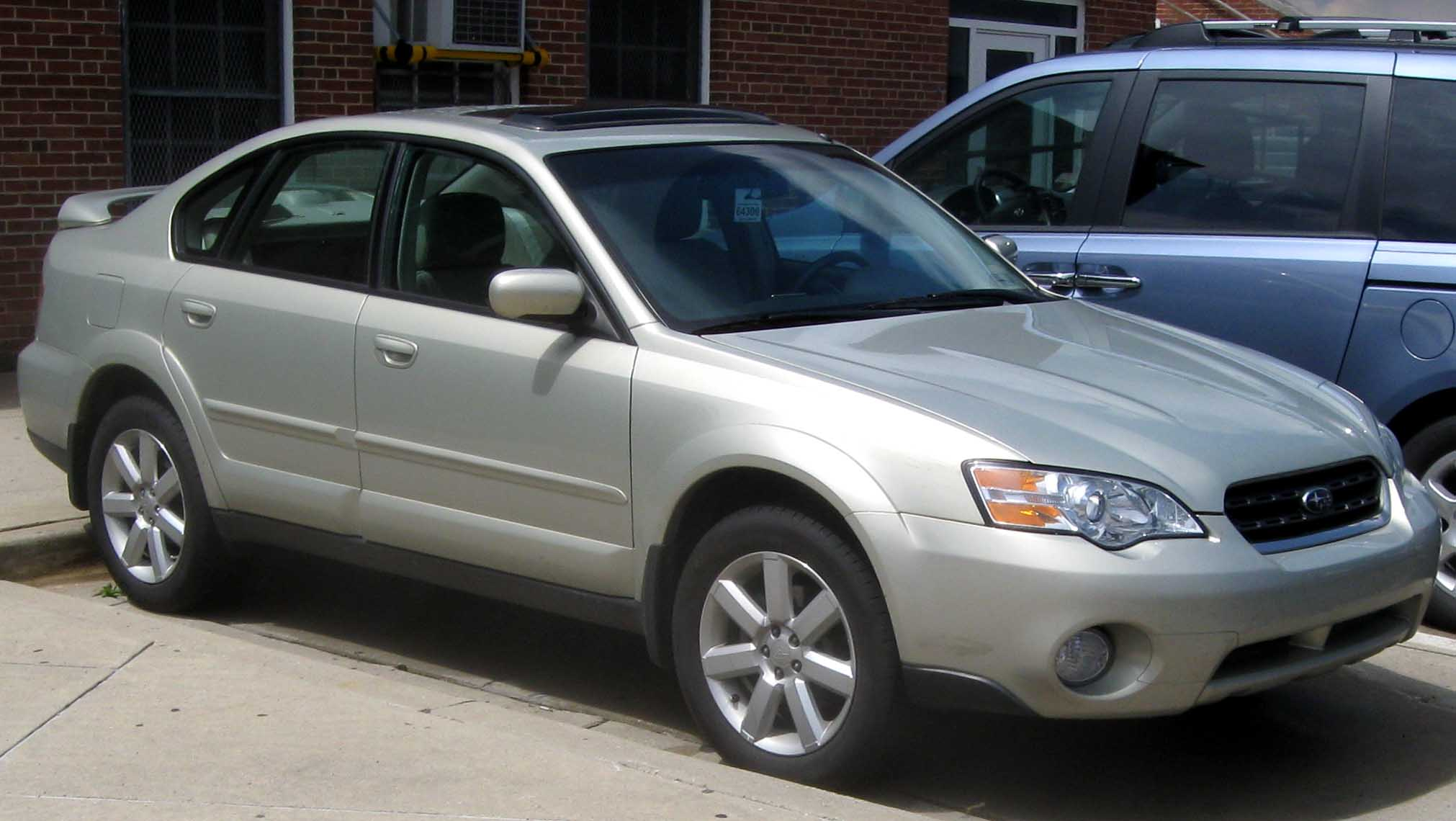
Subaru Outback Sedan
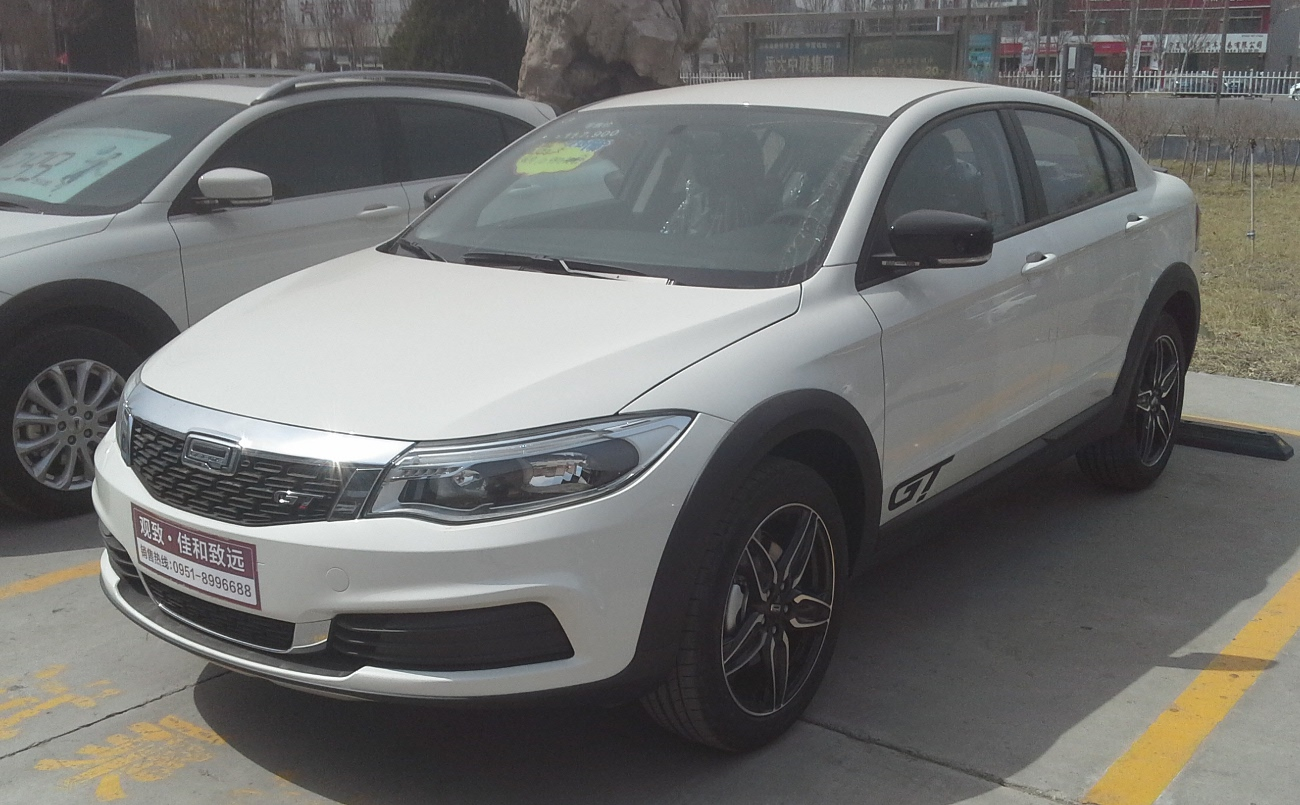
Qoros 3 GT
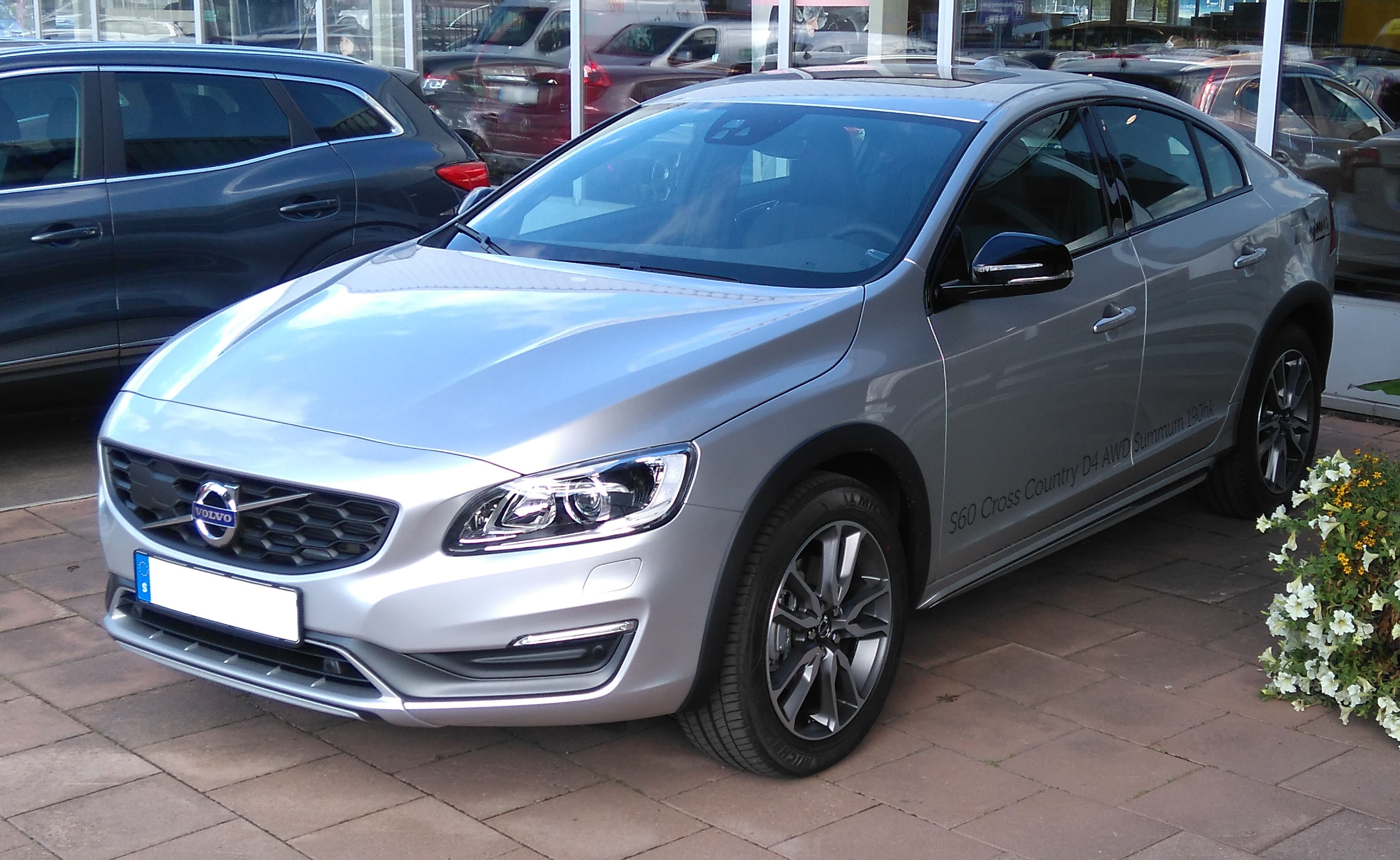
Volvo S60 Cross Country
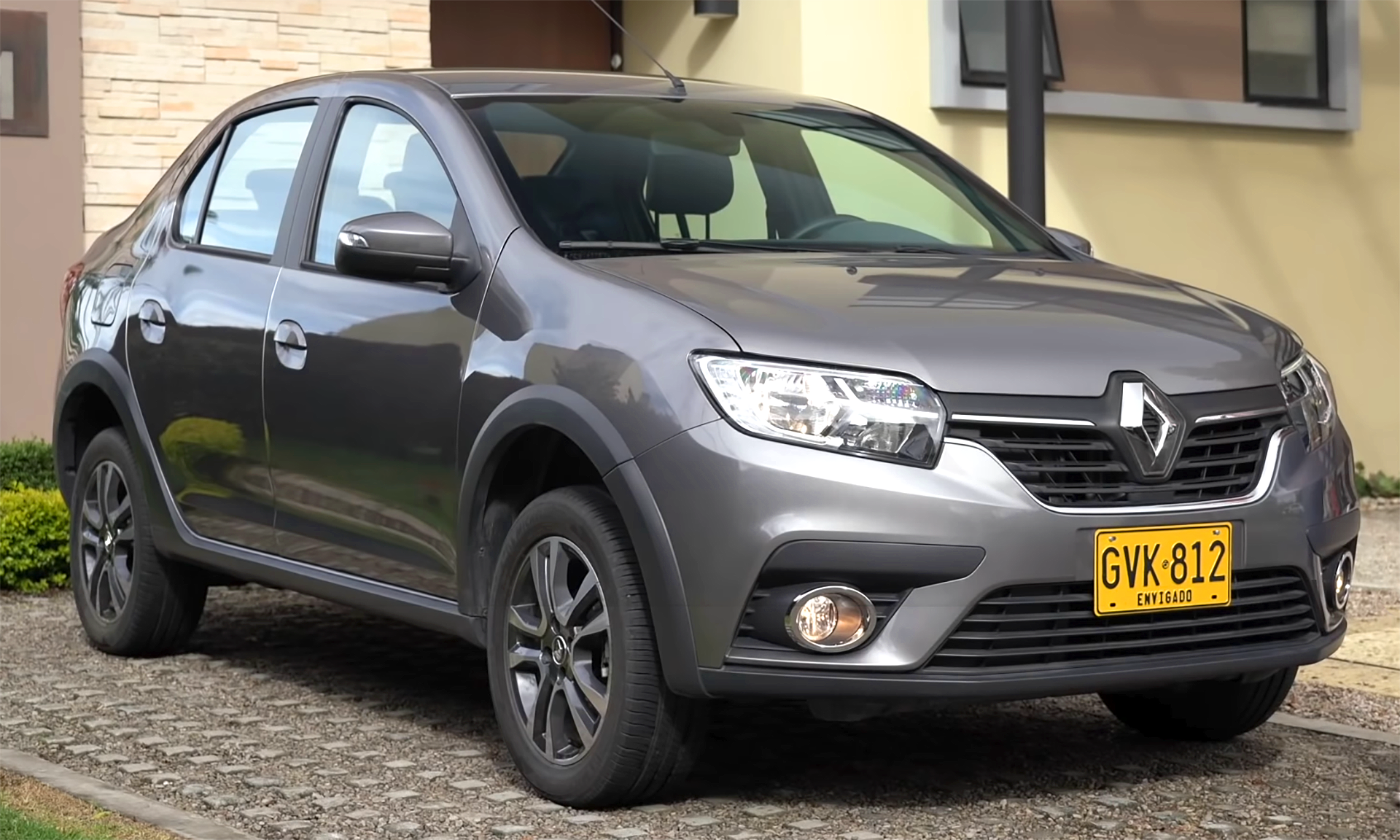
Reanult Logan Stepway